# ウルトラマン超闘士激伝
『ウルトラマン超闘士激伝』（ウルトラマン ちょうとうしげきでん）は、バンダイから発売されたガシャポンを中心とした玩具企画、およびそれを元に制作された、原作：瑳川竜、作画：栗原仁による日本の漫画作品、およびOVA（1996年）。漫画版は1993年から1997年まで『コミックボンボン』（講談社）にて連載された。2014年からは『ガシャポンワールド』にて新章と題して再び連載が開始されている。

## 概要
デフォルメされたウルトラシリーズのキャラクターによる作品。ウルトラ戦士や怪獣たちが装鉄鋼（メタルブレスト）と呼ばれる鎧を身に着け、鍛え抜かれた達人が武装した姿「闘士（ファイター）」となって戦いを繰り広げる。
物語は「メフィラス大魔王編」「ヤプール編」「ゴーデス編」「エンペラ星人編」の4部構成。その後新シリーズ『ウルトラマン超闘士鎧伝』（ウルトラマン ちょうとうしがいでん）へ移行し、第1弾「エンペラ星人編（ウルトラクロス編）」と第2弾「ダークベンゼン編」を展開した。
漫画はエンペラ星人編で完結となっており『ウルトラマン超闘士鎧伝』のストーリーは連載されなかった。当時発売された単行本は全6巻で「ヤプール編」までのストーリーが収録されており、破壊神編から最終話までの物語は未収録となっていたが、2009年12月下旬より、復刊ドットコムから全4巻の完全版単行本が隔月で発売。これまで未収録だった最終話までが全て収録された。また、2016年8月中旬より、秋田書店出版の少年チャンピオンコミックスエクストラから全8巻の完全版単行本が発売。
当時はSD（スーパーデフォルメ）ヒーローの流行期であり、本作品の他にも『SDガンダム』『仮面ライダーSD』などSDキャラクターが活躍する作品が多数制作されていた。

## ストーリー（漫画版）

### メフィラス大魔王編
ウルトラ戦士の活躍により、各種族が平和に共存するようになった時代。親睦を深める意味もあって、宇宙の覇者を決めるための武道大会、第1回銀河最強武闘会が開催された。
ウルトラ族、怪獣、宇宙人、地球人など多数の参加者が集まる中にただならぬ雰囲気をかもし出す覆面男がいた。覆面男は大会を陰で操りながら、ウルトラマンの実力を探り、ウルトラマンとの直接対決では途中棄権するもウルトラマンに深刻なダメージを与える。
傷ついたウルトラマンは科学特捜隊から贈られた装鉄鋼を纏い、闘士ウルトラマンとなって復活。覆面男とグルであるゼットンを決勝戦で圧倒する。それに対し、ゼットンは覆面男から与えられたハイパーカプセルを砕いて、ハイパーゼットンに変身。激闘の末、ウルトラマンはハイパーゼットンを打ち破り、優勝を収めた。
勝利の余韻も冷めやらぬうちに新たな事件が発生。ウルトラセブンが暗殺者ガッツブラザーズの手で十字架に封印されてしまう。全ては覆面男ことメフィラス大魔王が巧妙に仕組んだことだった。ウルトラマンはセブンを救うためのダイモード・クリスタルを求めて、科特隊と共にキング星へと向かう。現地において、ウルトラマンキングの試練で力を付けたウルトラマンはダイモード・クリスタルの入手に成功する。
一方、メフィラスはウルトラマンがいない隙を付き、ウルトラの星に配下の鋼魔四天王を送り込む。四天王によって蹂躙されるウルトラの星。しかし、ウルトラ戦士たちの奮闘により、四天王のうち、2人を倒し、残る2人は帰還したウルトラマンに倒された。
ウルトラマンとメフィラスの決戦が始まったがメフィラスはハイパー化して、ウルトラマンを追い詰めていく。そこに復活した闘士ウルトラセブンが参戦。セブンたちが作り出したチャージスラッガーを手にしたウルトラマンはハイパーメフィラスに勝利する。
戦い終えた後、セブンの手でガッツブラザーズへの裁きも下され、事件は終わりを迎えるのだった。

### ヤプール編
第1回銀河最強武道会から1年後。ミスター・ヤンドの主催により、第2回銀河最強武闘会が開催された。
大会には1年前にウルトラマンと戦い敗れたメフィラスの姿もあったがメフィラスはかつてのような極悪非道な存在ではなく、純粋に強さに敬意を表し、追求する武人へと変化していた。
ベスト4が決定した直後、怪僧マザロンが豹変して、全員を攻撃し始める。実はマザロンはヤンドことヤプールの手下であり、超闘士の覚醒と抹殺の実行役だったのだ。エースキラーをいとも簡単に破ったマザロンはハイパーマザロンに変身して、ウルトラマンも追い詰めていくがメフィラスとタッグを組んだウルトラマンの反撃により形成は逆転。それに対し、マザロンは闘技場ごと自爆を敢行するがウルトラマンは爆発のエネルギーを体内に取り込んで伝説の超闘士に覚醒。超闘士ウルトラマンはマザロンを倒すが超闘士の力の反動により、ウルトラマン自身も命を落としてしまう。有耶無耶になってしまった大会は五体満足なメフィラスの優勝という形で幕を閉じたがメフィラスに優勝者の喜びなどなかった。
ウルトラマンの死後、ヤプールの本隊は三次元宇宙に侵攻を開始。ウルトラ戦士を中心とした連合軍はヤプールの侵略に対抗し、辛くも防衛線を守っていた。メフィラスはヤプールとの決戦のための修行のパートナーとして、闘士ウルトラマンタロウを指名し、辺境の星に籠り、タロウはメフィラスの指導の末に超闘士への変身を可能とした。ヤプールの本拠地がメビウス星にあることが分かり、メビウス星に集結したタロウたちはヤプール軍との最終決戦に臨む。
ヤプールの真の目的は滅亡寸前のヤプール次元を救うために開発したテリブルゲートを用いて、ヤプール次元の異次元エネルギーを三次元に流し込むことで新たなヤプール次元を誕生させることにあった。そして、自らの次元からのエネルギーを自在に操り、超闘士ウルトラマンタロウすら圧倒する。絶望的な状況の中、魂だけのウルトラマンの導きを受けたタロウはウルトラホーンを用いて、真の超闘士に覚醒。異なる次元の最強同士の死闘はタロウが制し、暴走したテリブルゲートも破壊して、ヤプール次元も救った。自らの負けを認めたヤプールは侵略以外の方法で故郷を復興させる決意をし、故郷に帰還する。

### ゴーデス編
ヤプール大戦の最終局面において、タロウはウルトラマン本人から3年後に復活するとの予言を受ける。そして、3年後。武者修行の旅を終えたタロウはウルトラマンが復活したことを信じ、第3回銀河最強武闘会に出場。仲間たちとの再会を喜びながらもその場に肝心のウルトラマンの姿はなかったもののタロウは闘技場のどこかにウルトラマンの気配を感じ取る。
今回の大会には新たに3人のウルトラ戦士が出場していた。1人目はパワード流派の創設者ウルトラマンパワード。2人目は仮面のウルトラ戦士こと仮面騎士。3人目は未知の実力者であるキングだった。
大会がベスト4まで進んだ時、キングはタロウとメフィラスの前で変装を解いて、ウルトラマンに戻る。ウルトラマンはキングの依頼を受けて、邪悪な存在を調査すべく、キングの姿で大会に出場していたのであった。そして、パワードと仮面騎士の戦いの最中、パワードの猛攻により、仮面騎士は邪悪な存在ことゴーデスの正体を明かした。ゴーデスハンターであったパワードはゴーデスを倒そうとするがゴーデスはゴーデス細胞を用いて、出場者たちからエネルギーを奪い取っていく。ウルトラマンとタロウの2大超闘士は一度はゴーデスを追い詰めるもののゴーデスがウルトラマングレートの身体を乗っ取っていたことが発覚したことで手を出せなくなってしまう。同じゴーデスハンターにして友であるグレートごとゴーデスを倒そうとするパワードであったがタロウが割り込んだことでゴーデスを逃がしてしまった。
アジトの海魔星に戻ったゴーデスは武道会で集めたエネルギーを謎の卵に与え、強力なエネルギーを持つ戦士を生け捕りにすべく、ゴーデス五人衆を誕生させた。五人衆はウルトラマンや重装鉄鋼を纏ったウルトラ戦士たちにより、全員倒されるがゴーデスは騙まし討ちしたタロウのエネルギーを用いて、卵に封印されていた海魔神コダラーを復活させることに成功する。しかし、コダラーはゴーデスの指示に従う気などなく、無差別に破壊を始め、もう1体の魔神である天魔神シラリーも飛来。シラリーによって、ゴーデスは最期を迎え、それにより、グレートを助け出すことには成功。2大魔神の猛攻にウルトラマンは敗れてしまうが鋼魔四天王とパワードに助けられ、パワードの秘策で2大魔神は同士討ちを始め、相討ちとなった。
2大魔神は卵に戻るが組み合ったまま卵に戻ったことから、究極魔神シーダに進化・復活を果たす。戦士たちはシーダに立ち向かっていき、ウルトラの父もウルトラキーを手にして参戦するがシーダを倒せず、ウルトラマンも倒れてしまう。そんなウルトラマンの心に太陽神の中で治療中のタロウ、グレート、パワードが語りかけ、彼らの思いを受け取ったウルトラマンは銀河永遠の生命・デルタスターを出現させて立ち上がり、シーダを倒した。
宇宙には平和が訪れたがシーダとの戦いをエンペラ星人の軍団が静観していたことをその時は誰も知る由はなかった。

### エンペラ星人編
EXキューブの普及により、これまで沈黙を守っていたエンペラ軍は宇宙中の星へメタルモンスを送り込み、大攻勢を開始した。
宇宙警備隊とエンペラ軍の戦いが繰り広げられる中、新人のウルトラマンネオスとウルトラセブン21は辺境のセントール星に派遣されるが多少なりとも腕に覚えのある2人はそのことを怪訝に思っていた。そんなある日、エンペラ陸軍参謀の闘士ザム星人がセントール星に現れ、ネオスと21の実力を認めると自らの手で倒そうとするが、そこにウルトラマンが姿を現す。宇宙警備隊は東西南北に守護闘士を配置し、ウルトラマンは対エンペラ軍用特殊部隊の銀河遊撃隊の隊長に任命されたのだった。
セントール星にはウルトラキーが隠されており、エンペラ軍の真の狙いはウルトラキー、ウルトラベル、ウルトラミラー。宇宙のどこかに隠されているウルトラの星の三大秘宝を手に入れることにあった。ウルトラマンはネオスと21を部下に迎え入れ、ウルトラキーも回収。専用宇宙船のスターフェニックスも完成し、遊撃隊の戦いが始まった。
遊撃隊は各銀河を飛び回りながら戦っていき、ネオスと21も闘士となるがイーストン星に隠されていたウルトラベルは暗黒司祭ジェロニモンの補佐を受けたエンペラ海軍参謀の闘士バルキー星人に奪われてしまう。
エンペラ空軍参謀の闘士ブラック指令は残る二大秘宝を手に入れるべく、ジェロニモンの力で洗脳した闘士ウルトラセブン21にウルトラキーを強奪させる。これにより、ウルトラ戦士はウルトラキーの奪還と21の救出を満たすためのウルトラミラーの使用を余儀なくされるがウルトラミラーの使用は守護闘士の集結も意味していた。ウルトラマンと4大守護闘士により、エンペラ空軍は壊滅し、闘士ウルトラマンネオスの尽力で元に戻った21の手でブラックも倒されたがジェロニモンはエンペラに助け出された。ウルトラ戦士たちはエンペラ軍から銀河を守り抜くことと秘宝の奪還を改めて誓うのだった。

## ストーリー（超闘士鎧伝）

### エンペラ星人編（ウルトラクロス編）
エンペラ軍にウルトラの国の3大秘宝は奪われ、エンペラ星人の元でウルトラクロスが復元・復活してしまう。だが、ウルトラクロスは超古代ウルトラ人によってウルトラ戦士のような強い正義の力を持つ者以外は装着できないように作られていた。そこでエンペラは3体の巨大メタルモンスの悪の力を使い、ウルトラクロスを悪に染めようと試みる。ウルトラクロスが悪に染まるのを防ぐために、太陽神の使者であるウルトラマンゼアスが太陽の棺というウルトラクロスを元の3大秘宝に戻すアイテムを携え登場する。だが、一歩遅くエンペラがウルトラクロスを装着してしまう。さらに、巨大メタルモンス3体も合体して超巨大メタルモンス・グレイテストキングとなる。パワーアップしたエンペラ軍の猛攻の最中、闘士ウルトラマンの正義の心に、悪に染まっていたウルトラクロスが反応。その半分がウルトラマンに装着され、危機を脱する。ウルトラマンとエンペラ、ウルトラクロス装着者同士の信念を懸けた最終決戦が展開され、その戦いはウルトラマンが制するのだった。

### ダークベンゼン編
エンペラ星人を打ち破った闘士ウルトラマンであったが、ウルトラクロス装着者同士の戦いは、次元を歪ませてしまい、その歪みからベンゼン星人を束ねる王ダークベンゼンとダークベンゼン軍団が出現し、宇宙への侵略を開始。それに立ち向かうウルトラ戦士だったが、ダークベンゼンが所有する魔石の力によってウルトラ戦士たちは封印されてしまう。ただ一人残された太陽神の使者であるウルトラ戦士のゼアスはウルトラ一族に伝わる伝説に一条の救いの光を見出す。伝説に伝わる遺跡に辿り着いたゼアスはウルトラ戦士に似た石像を見つけるが、ダークベンゼンの軍団に襲撃され戦う。劣勢になるゼアスだったが、彼の勇気が石像に呼応し、伝説のウルトラ戦士であるウルトラマンティガが復活するのだった。

### ハンター編
幻のパート3における話。ダークベンゼン編同様にウルトラマンゼアスとウルトラマンティガを主軸とし、ウルトラマンシャドー率いるハンター軍団との戦いを描く構成だった。

## ストーリー（新章）
優勝者はウルトラマンと対戦できる権利の許、第4回銀河最強武道会が開催された。タロウの弟子である闘士ウルトラマンメビウスも出場し、勝ち進んでいくが皇帝騎団に属する闘士グローザムと闘士デスレムが豹変し、大会は混乱に陥る。皇帝騎団の正体は壊滅したはずのエンペラ軍であり、エンペラの魂が宿っているウルトラマンを捕らえることに成功した。
ウルトラマン救出のために宇宙警備隊は伝説のウルトラ兄弟を復活させ、メビウスとネオスと21も加えた11人で新生エンペラ軍の本拠地である皇帝空間に向かう。そこにはグローザムとデスレムに復活した闘士ヤプールと闘士メフィラス大魔王を加えた四天騎星も待ち構えていた。タロウの尽力でメフィラスは記憶を取り戻して、完全復活を果たし、さらにヤプール王の助けもあって、ウルトラ兄弟は四天騎星との戦いを制した。完全復活を果たしたエンペラは闘士エンペラ星人となるがメビウスもウルトラ兄弟と合体したことで闘士メビウスインフィニティーとなり、エンペラとの戦いに今度こそ終止符を討つ。
この後、中断されていた武道会は再会され、メビウスと闘士ガルタン大王の決勝戦はメビウスが制止し、メビウスの優勝で幕を閉じた。そして、約束どおり、ウルトラマンとメフィラスは優勝者であるメビウスの眼前で試合を行うのだった。

## 登場キャラクター
声はOVA版に準じる。

### ウルトラ戦士
ウルトラマン / 闘士ウルトラマン / 超闘士ウルトラマン
声：森川智之
本編の主人公で宇宙警備隊隊員。
正々堂々とした戦いを好む好漢で正義と友情と平和のためには命を惜しまぬ精神を持つ。
メフィラス大魔王編では打倒ゼットンを胸に第1回銀河最強武闘会に出場。初戦でレッドキングを破り、ベスト16でゴモラを破る。準決勝で覆面男ことメフィラスと対戦し、試合には勝利するも負傷してしまう。決勝戦開始までの休養中に科学特捜隊から与えられた装鉄鋼を装備して、闘士となり、ゼットンとの決勝戦に臨み、優勝を遂げる。
武道会終了直後、メフィラスの策略で封印されたセブンを救うためのダイモード・クリスタルを求めて、科特隊と共にキング星に向かい、キング星での試練を経て、パワーアップを果たし、クリスタルも入手。メフィラスとの決戦では復活したセブンを初めとした仲間たちの協力により、勝利を手にする。戦い終えた後はメフィラスが自身の手で滅ぼしたメフィラス星に赴き、メフィラスの代わりに復興の手伝いをし、ハイパーエネルギーの牢獄で修行も行う。
ヤプール編では科学特捜隊が用意した第2の装鉄鋼を纏って、第2回銀河最強武闘会に出場。ベスト16でレッドキングを破り、ベスト8でセブンが棄権したことでベスト4に進出。マザロンとの戦いで超空間爆弾のエネルギーを体内に取り込んで超闘士に覚醒。マザロンを倒すも超闘士の力の反動で死亡してしまう。しかし、キングの導きにより、太陽神の力で身体が修復され、3年後に復活できることになった。
ヤプール大戦ではキングの力を借りて、精神だけの状態ながらもタロウの前に現れ、3年後に復活することとウルトラ魂を伝え、彼を真の超闘士に導いた。
ゴーデス編では修復された身体を得て、復活を果たすがキングからゴーデス（当初は自身にも秘密だった）の調査を依頼され、キングに変装して、第3回銀河最強武闘会に出場。ベスト16でアストラ、準々決勝第4試合でメフィラスを破り、準決勝に進出。直後にタロウとメフィラスにだけ正体を明かした。ゴーデス戦からはウルトラホーンと同じ効力を持つウルトラクラウン付きの新装鉄鋼を着用するようになる。なお、キングに変装していた際、正体を明かさないためにエースに合わせて、無理矢理のギャグ（一発芸）を行ったりもした。
2大魔神の猛攻でウルトラクラウンを破壊されてしまうが鋼魔四天王とパワードに助けられ、魔神同士の戦っている間に仲間たちと共にウルトラの星に帰還。魔神との戦いで自信を失っていたが仲間たちの信頼感を胸に立ち直り、ウルトラクラウン無しでシーダ相手に限界まで戦い抜き、太陽神の許で療養中のタロウたちから与えられたエネルギーでデルタスターを出現させて、シーダを倒した。
OVA版では銀河連邦生誕記念式典の模範試合でメフィラスと戦い、ツイフォンの乱入で共闘するもスーパーツイフォンにより、ウルトラクラウンを砕かれてしまう。治療直後、ツイフォンと戦うメフィラスの許に駆けつけ、超エネルギー増幅装置の反動で力尽きたメフィラスの最期を看取った後、通常超闘士でツイフォンに再び挑んだ。ツイフォンにカラータイマーを砕かれてしまうが人々の叫びとメフィラスとの友情により、再びデルタスターを得て、ツイフォンを撃破。メフィラスの亡骸を抱えながら、メフィラスが守った地球を見つめていた。
エンペラ星人編ではエンペラ軍の侵攻に姿を現さなかったことから、ツイフォン事件でメフィラスを喪ったショックからの隠居を囁かれていたが再編成された宇宙警備隊の銀河遊撃隊の準備のために身を隠していただけで銀河遊撃隊隊長として、表舞台に姿を現し、ネオスと21と共に活動。装鉄鋼も遊撃隊隊長用に一新された。
新章では記念試合用装鉄鋼を纏って、第4回銀河最強武道会のシード選手として出場。彼以外のウルトラ戦士歴代出場者は大会には参加せず、後輩たちを見守っている。
実はかつてのエンペラとの戦いでエンペラの魂の一部が身体に入り込み、それがカラータイマー近くに古傷として残っており、皇帝騎団の策略で拉致され、皇帝空間に転送後、ジェロニモンの力と魂抽出カプセルで魂が実体化したエンペラと対面する。古傷の痛みから万が一に備えて、ウルトラアプリで自身の体内にある力でもあるエンペラの魂の完全開放を抑え込み、以降も抵抗を続ける。エンペラの魂が完全に開放された際に死んでしまうも以前とは逆に自身の魂をエンペラの体内に送り込み、メビウスとのブレイブ・ギガントブレイクで新生エンペラを撃破。今度はメビウスの身体に魂を移動させることで生き延び、意識の戻らぬメビウスに代わって、彼の身体を動かし、ウルトラ8兄弟の魂をメビウスの体内に転送し、9人の力でメビウスインフィニティーを誕生させた。
新生エンペラ軍との戦いを終えた後、タロウとメビウスの眼前で復活したメフィラスとの試合を行う。
ウルトラマンの装鉄鋼・新装鉄鋼の構成は右肩が抜けているボディアーマーを中心に左肩と左前腕に装甲を付け、右前腕はバンテージ状の布（第1回武闘会は負傷時の包帯そのまま）を巻いている。第1回武道会で着用した最初の装鉄鋼は科特隊曰く「急ごしらえ」であり、そのこともあって、第2回武道会では胸当てと肩当てが増加された。新装鋼鉄は第1回武道会仕様に酷似しているが黄金と青を基調とした見栄えのする色となっている。エンペラ星人編からは全く新しいデザインの黄金の装鉄鋼を着用。新章では記念試合用の装鉄鋼を着用。シングルショルダー型のアーマーと両腕の手甲という初期のコンセプトに立ち返ったもので左肩には自らの横顔がレリーフとして施され、右肩にはサッシュ状の帯が巻かれるなど神々しさすら感じさせる独特のスタイリッシュなデザインとなっており、アーマーにはウルトラアプリをインストールされたタッチパネル型コンピュータが内蔵されている。
ガシャポンは鎧伝パート2以外の全ての段でラインナップされ、種類は最多数。パート1ではノーマルと第1装鉄鋼闘士、パート2ではチャージスラッガーを手にした第1装鉄鋼闘士、パート3・4では第2装鉄鋼闘士、パート5は第2装鉄鋼闘士と背部に輪が浮かんでいる精神態、パート6では交信用マント装備、パート7ではタロウと共にパンチを放つ構図の第2装鉄鋼闘士、パート8～10では新装鉄鋼 ウルトラクラウン超闘士、パート11ではデルタスター超闘士、パート12では遊撃隊隊長 マント付き、パート13では遊撃隊隊長 ウルトラクラウン超闘士、パート14では遊撃隊隊長 マント付きにウルトラミラーを加えたもの、鎧伝パート1ではウルトラクロス装備、新章パート1では記念試合用装鉄鋼闘士がそれぞれリリース。通常の超闘士姿は全員サービスのみの商品化。番外ガシャポンにおいてはベストコレクションでは第1装鉄鋼闘士と第2装鉄鋼闘士の両方、銀河最強列伝第1弾では第2装鉄鋼闘士、第2弾では新装鉄鋼 ウルトラクラウン超闘士、フルカラークロスでは新装鉄鋼 ウルトラクラウン超闘士とデルタスター超闘士がそれぞれリリース。アーマードファイターは第1弾では第2装鉄鋼闘士、第4弾では新装鉄鋼 ウルトラクラウン超闘士がそれぞれリリース。
主なオリジナル技・武装
- スペシウムアタック - スペシウム光線の構えからエネルギーを集中してアタック光線の形で放つ技。対ゼットン用に編み出すがゼットンとの戦いの前にメフィラスのエネルギー弾を相殺するために披露することになった。ハイパーゼットン戦ではピグモンが付けていた風船からヒントを得て、拳に集約した状態で零距離から放ち、ハイパーゼットンに勝利した。
- スペシウム超光波 - スペシウムアタックの発展型。通常使用でも星の2、3個は軽く吹き飛ばせる威力を誇る。最初は右腕だけにエネルギーを集中して掌から放ったが、コダラー戦からはスペシウムアタックの要領で拳から放つようにもなった。なお、2つの撃ち方で威力が異なるのかどうかは不明。
- 超テレポーテーション（スーパーテレポーテーション） - メフィラス星での修行でハイパーエネルギーを扱う能力を得たことで使用可能となった強化テレポーテーション。自身だけでなく、周囲のものもテレポーテーションさせることができる。しかし、元々のテレポーテーション自体がウルトラマンのエネルギーを大きく消耗させる為、その強化版はさらにエネルギーを消耗させてしまう。マザロンが発動した超空間爆弾を無人の惑星に転送する際に用いたが負荷で満足に動けなくなってしまう。
- S-1潜行装備 - 特殊潜航艇S号を模した水中用ユニットで背面に装備する。フルカラークロスのみの装備で劇中未使用。

ウルトラセブン / 闘士ウルトラセブン
声：関俊彦
宇宙警備隊員。
ウルトラマンの幼なじみにして親友。リーダーシップにも優れている為、ゾフィーやウルトラマンの代わりにリーダー格として活動することも少なくない。
メフィラス大魔王編では第1回銀河最強武闘会に出場。ベスト16でレオを破り、ベスト8に進出。準々決勝のゼットン戦では覆面男との戦いで負傷したウルトラマンの回復の時間稼ぎのために戦うも敗退。なお、ハイパーゼットンがゾフィーのM87光線をも吸収した際、驚きのあまり、アイスラッガーが上に飛んでいってしまうというコミカルシーンが描かれた。
武闘会終了直後、傷ついたウルトラマンを担ぐためのタンカを探している最中にガッツ星人に襲撃され、エネルギーを封印する棺に封印されてしまう。ウルトラマンがキング星で入手したダイモード・クリスタルをウルトラ警備隊に照射されたことで復活。ウルトラ警備隊の用意した装鉄鋼を纏って、闘士となり、メフィラスとの決戦に臨んだ。戦い終えた後はジャック、エース、タロウ、レオ、アストラと共にキング星で修行を行い、名実ともに闘士となる。
ヤプール編では第2回銀河最強武闘会に出場。本選でエレキングを破り、ベスト8に進出するがバキシムが新ルールのデスマッチの犠牲になったことから、デスマッチによる真剣勝負を拒否・棄権。対戦予定だったウルトラマンとイメージバトルを行った際、ウルトラマンがメフィラス星で復興の手伝いと修行を行ったことを知る。超テレポーテーションで無人の惑星に移動したウルトラマンが超闘士となったことで生じたエネルギーからウルトラマンが無事なことを察して、エース、タロウ、レオ、アストラと共に駆けつけるが動揺するメフィラスの姿を見て、ウルトラマンが亡くなったことを予感し、それが的中した際には膝をついた。
ヤプール大戦ではホークウェポンでパワーアップを果たし、亡きウルトラマンの代わりに銀河連合軍の戦闘指揮官を務める。最終決戦ではホークウェポンの各パーツを用いたフルアーマー闘士ウルトラセブンとなる。ジャンボキング戦ではスフィンクスが怨霊エネルギーを送り込んでいることを察して、エースとの連携でスフィンクスにダメージを与えることに成功し、ジャンボキングとスフィンクスにマグネリウム・シュートで最後の一撃を叩き込んだ。ハイパーヤプール戦では同時攻撃を仕掛けるも逆に剣を破損し、最後の賭けとして、ヤプールの装鉄鋼破壊を行った際は右半身を破壊。タロウとの戦いで動けなくなったヤプールにトドメを刺そうとするがスフィンクスの懇願を見て「ウルトラマンでもタロウでも同じことをする」とヤプールにトドメを刺すのをやめた。
ゴーデス編では第3回銀河最強武闘会に出場。ベスト16でパワードに敗退する。準決勝の最中、正体を明かしたゴーデスの放ったゴーデス細胞にエネルギーを吸収されてしまい、ウルトラマン、タロウ、パワード以外の参加者たちは武道会終了後、治療に専念することになる。
療養後、重装鉄鋼を装備し、シーダとの戦いに臨んだ。メフィラスと共にウルトラキーを発射した際はエネルギー供給を担当。
OVA版では模範試合のレフリーを務める。80、ライザーGと共にツイフォンと交戦した際には重装鉄鋼に改修されたホークウェポンを纏ってのフルアーマーを披露。
エンペラ星人編では再編成された宇宙警備隊の北銀河の守護闘士を担当し、装鉄鋼も守護闘士用に一新。北銀河メンバーには地球防衛チームや闘士怪獣軍団がいる。後輩の21に関しては同じ一族ということで昔から目をかけていた。
新章では第4回銀河最強武道会には出場せず、後輩たちを見守っていたが大暴れする融合デスレムを止めるための戦闘に参加。
ウルトラの星防衛戦の後、皇帝空間突入部隊に選ばれ、ウルトラ兄弟三男に戻り、他のウルトラ兄弟と共にダイダラメカでの特訓でパワーアップを果たす。四天騎星との戦いではエースと共にヤプールと交戦。
セブンの装鉄鋼は両脛・右前腕・右手に装甲を付け、肩アーマーはウルトラホーク3号の翼を模したデザインであり、首には白いマフラーを巻いている。重装鉄鋼のエネルギー増幅メタルはアイスラッガーを模したデザインのものが両肩に備わっており、胸部には自分のプロテクターの意匠が盛り込まれている。守護闘士からはマント付きの黄金鎧を着用。
カードダスのイラストやOVAでは他のウルトラ戦士と同様人間型の口をしているが漫画版ではセブンだけ、口元が原作に準拠している。
ガシャポンはほとんどがアイスラッガーの着脱可。パート1ではノーマル、パート2からは闘士となり、パート7までは皆勤でパート4～7にはホークウェポンが付属。パート10では重装鉄鋼闘士、パート14と鎧伝パート1では守護闘士がリリースされ、鎧伝のほうはマント付き。番外ガシャポンにおいてはベストコレクションと銀河最強列伝第1弾では闘士、フルカラークロスではフルアーマー重装鉄鋼闘士がそれぞれリリース。アーマードファイターは第1弾でホークウェポン1号付きの闘士がリリースされ、第2弾のエースに付属の2号と第3弾のジャックに付属の3号を用いることでフルアーマーも再現可能。
主なオリジナル技・武装
- チャージスラッガー - スペース・チャージで強化したアイスラッガー。エースのスペースQが失敗したのを受け、まだ動ける仲間たち（ゾフィー、ジャック、タロウ、グレート）のエネルギーを蓄えて使用。セブンの脳波コントロールでメフィラスを追いつめるが、メフィラスがタロウを盾にしたことで急停止。その直後、セブンがメフィラスに動きを封じられてしまい、失敗しかけるがセブンがエメリウム光線で再度のチャージを行い、その際の爆風で飛ばされた後、ウルトラマンの手に渡り、メフィラスに逆転の一撃を叩き込んだ。
- ホークウェポン1号 - ウルトラホーク1号を模した武装。分離後は剣（別名アルファ・ソード＝α号型）・盾（β号型）・翼（γ号型）になる。フルアーマー時は剣と盾のみが用いられたが重装鉄鋼時のフルアーマー版は翼も用いられた。ヤプール軍との最終決戦では剣はハイパーヤプールに攻撃した際に盾はハイパーヤプールの広範囲光線でそれぞれ破損し、翼はメビウス星爆発に巻き込まれて消滅。

- ガシャポンではパート4のセブンに付属し、アーマードファイターでは第1弾のウルトラマン、セブン、タロウにパーツが1つずつ付属。

- ホークウェポン2号 - ウルトラホーク2号を模した武装。左右に開閉後は先端部から光線を発射する二連装キャノン砲となり、背中に装備して使用。改修後は先端部の内側に可動式の小型銃も備えられた。スフィンクスへの奇襲において、セブンの案でエースが装備し、フルパワーで使用。スフィンクスにダメージを与えるもエースの装鉄鋼と共に破損した。漫画版での劇中内、セブンは2号を単体で使用したことはなく、第22話では1号が変形したウィングの代わりに2号を背中に装備している。

- ガシャポンではパート5のセブンに付属し、アーマードファイターでは第2弾のエースに付属。

- ホークウェポン3号 - ウルトラホーク3号を模した武装。分解後は先端部と翼は弓矢もそれ以外の部分はバックパックになる。矢は実体とビームの両方を使用可能。ビーム式はウルトラアロー マグネリウム・シュートと呼ばれる6つの拡散ビームも放てる。装鉄鋼・重装鉄鋼いずれのフルアーマー時もバックパックは装備されなかったがバックパック内側にはミサイルが備わっていることから、ライザーGの右腕に装備して使用された。ヤプール軍との最終決戦で弓はジャンボキングとスフィンクスを倒した後、使用不能になり、破棄され、バックパックもメビウス星爆発に巻き込まれて消滅。

- ガシャポンではパートのセブンに付属し、アーマードファイターでは第3弾のジャックに付属。

- スラッガーブレード - アイスラッガーにビームの刃を纏わせた長剣。頭部に装備した状態でも使用可能。ダイダラメカでの特訓で編み出した。実戦ではヤプールの天騎甲を切断。
- チャージスラッガーブレード - スペースチャージで強化したスラッガーブレード。Uキラーザウルスとの戦いで光線技に長けたエースとネオスとヒカリのスペースチャージで作り出し、21のウェルザードを用いてのフェイントの後、21が使用し、Uキラーザウルスに大ダメージを与えた。

ウルトラマンジャック / 闘士ウルトラマンジャック
声：影丸茂樹
宇宙警備隊隊員。
思慮深く真面目な好青年。おふざけ担当のエースに対するツッコミ役の1人でもある。まだ少年だったタロウの中に潜在する大いなる力を見出した最初の人物であり、彼の戦士としての成長を見守る。
メフィラス大魔王編では第1回銀河最強武道会に出場。ベスト8でエースとあたるがウルトラマンが少しでも回復する時間稼ぎ役をセブンと共に務めることにしたエースに賛同し、エースの体力温存のために自ら棄権した。
鋼魔四天王のザラブとの戦いでは戦意を喪失したタロウを庇い、捨て身のカウンターを繰り出して、相討ちで倒した後、タロウを叱咤激励した。最終局面において、再び立ち上がり、チャージスラッガー用のスペースチャージを行う。
ヤプール編ではMATが用意した装鉄鋼を纏って、闘士となり、第2回銀河最強武闘会に出場。ベスト16でエースキラーの繰り出す数々の必殺技に大苦戦の末、痛恨の一撃を食らい敗北。マザロンが豹変した際、主催者のヤンドへ大会の中止を打診しようとするがヤンドの部屋で拉致され、ヤプール側近のアンチラ星人に摩り替えられてしまった。
ヤプール大戦の最中、氷の惑星・リーズ星で氷漬けにされていたところを偽ジャックことアンチラ星人を倒したセブンとレオ兄弟によって救出される。
ゴーデス編では第3回銀河最強武闘会に出場。ベスト16でのゼットンとの試合に敗れる。
ゴーデス細胞の療養後、重装鉄鋼を纏って、シーダとの戦いに臨んだ。シーダとの戦いの最中、親分であるササヒラーを見限ったヤメタランスに手を貸し、ウルトラブレスレットをなまけ放射能を防ぐバリアーを張る首輪に変形・装着させて、共に地球人たちの救出作業を行った。
OVA版では怪彗星ツイフォン破壊班の1人として活動。シネラマブラスターでツイフォンに攻撃するも通用せずに敗北。ツイフォンとの戦いが終わった後、メフィラスの死に涙するタロウを励ました。
エンペラ星人編での動向は確認されていない為、どの銀河区域に属しているのかは不明。
新章では第4回銀河最強武道会には出場せず、後輩たちを見守っていたが大暴れする融合デスレムを止めるための戦闘に参加。
ウルトラの星防衛戦の後、皇帝空間突入部隊に選ばれ、ウルトラ兄弟四男に戻り、他のウルトラ兄弟と共にダイダラメカでの特訓でパワーアップを果たす。四天騎星との戦いではデスレムと交戦。
ジャックの装鉄鋼は背中にMATマークを思わせる形状のウイングを持つスピードタイプのデザイン。重装鉄鋼のエネルギー増幅メタルは両肩に備わっており、重装鉄鋼全体がウルトラブレスレットを模したデザインとなっている。
ガシャポンはパート2ではノーマル、パート3では闘士、パート5ではアンチラ星人が扮した偽者、パート11では重装鉄鋼闘士がそれぞれリリース。番外ガシャポンにおいてはベストコレクションと銀河最強列伝第2弾に闘士がそれぞれリリース。アーマードファイターは第3弾でホークウェポン3号付きの闘士がリリース。
主なオリジナル技
- シネラマブラスター - エネルギー増幅メタルから放つ。ツイフォン戦で使用し、その際にはシネラマブレスターと呼称された。
- 彗星キック - 右足首にウルトラブレスレットを装着して放つ強化流星キック。ダイダラメカでの特訓で編み出した。実戦ではデスレムとグローザムに放つもUキラーザウルスが2人を守ったことで倒しきるまでには至らなかった。

ウルトラマンエース / 闘士ウルトラマンエース
声：西村智博
宇宙警備隊隊員で光線技の達人。
熱血漢で後先考えない激情家であると同時にギャグ要員でもある。
メフィラス大魔王編では第1回銀河最強武道会に出場。ベスト16でバキシムを破り、ベスト8に進出。ウルトラマンの回復の時間稼ぎのためにベスト8でジャックが棄権し、体力を温存した状態でベスト4に進出。準決勝でゼットンと戦うが光線技を反射するゼットンに大苦戦し、最後は立ったまま意識を失った。しかし、そのファイト溢れる戦いぶりはウルトラマンも認めるほどのものであり、ウルトラマンはゼットンとの決勝戦ではエースの技であるエースリフターを放った。仲間たちがハイパーゼットンを止めるために攻撃を仕掛けるが自身は戦う力が残っていなかった為、見守ることしか出来なかった。
メフィラス軍との戦いではウルトラマンを追い詰めていくメフィラスに対して、ゾフィー、ジョーニアス、80のエネルギーをチャージして、スペースQを試みるもエネルギーホールをメフィラスに吹き飛ばされ不発に終わる。戦い終えた後、グレートの手で頭に包帯を巻かれた。グレートのことは煙たがっていたが彼の誇り高さを知ってからは友情を抱くようになる。
ヤプール編ではTACが用意した装鉄鋼を纏って、闘士となり、第2回銀河最強武闘会に出場。超獣と戦った経験からヤンドの正体に気付きかけるも誤魔化されてしまう。ベスト16でゴモラを破り、準々決勝第2試合でエースキラーとの因縁の対決を展開し、メタリウムバーストで勝利を掴みかけたが電磁光へと吹っ飛ばされたエースキラーを救おうとして自らが電磁光に接触、戦闘不能となり敗退する。このことが元でエースキラーとは奇妙な友情で結ばれる。セブンたちと共にウルトラマンの許に向かう最中、超闘士となったウルトラマンの力に安心感を抱いていたがタロウに否定された。
ヤプール大戦ではヒール星での任務にあたっていた際、敵幹部のアプラサールことアプラサとの恋と死別を経験。その戦いでメビウスの鍵を入手し、エースキラーと共にメビウス星での最終決戦に臨んだ。ジャンボキング戦ではセブンとの連携により、ホーク･ェポン2号を用いて、スフィンクスにダメージを与え、ジャンボキングの弱体化に繋げたがセブン専用装備をフルパワーで使用した反動により、装鉄鋼を破損する。ハイパーヤプール戦では同時攻撃でウルトラナイフを放つも通用せず、最後の賭けとして、ヤプールの装鉄鋼破壊を行った際は左半身を破壊。テリブル・ゲートの暴走により、ヤプール次元が一気に壊滅しそうになった際には一時は逃げようと言い出すもタロウに同調して、仲間たちと共にエネルギーを与えた。
ゴーデス編では第3回銀河最強武闘会に出場。ベスト16でレオを破るがベスト8で仮面騎士に敗退する。仮面騎士がグレートにそっくりだと感じていただけに仮面騎士ことゴーデスがグレートの身体を乗っ取っていたことをパワードとほぼ同じタイミングで気付いた。
ゴーデス細胞の療養後、重装鉄鋼を纏って、シーダとの戦いに臨んだ。
OVA版では怪彗星ツイフォン破壊班の1人として活動。新兵器のメタリオンソードを用いるもツイフォンには通用せずに敗北。
エンペラ星人編では再編成された宇宙警備隊の南銀河の守護闘士を担当し、装鉄鋼も守護闘士用に一新。南銀河メンバーにはアストラの姿が確認されている。
新章では第4回銀河最強武道会には出場せず、後輩たちを見守っていたが大暴れする融合デスレムを止めるための戦闘に参加。
ウルトラの星防衛戦の後、皇帝空間突入部隊に選ばれ、ウルトラ兄弟五男に戻り、他のウルトラ兄弟と共にダイダラメカでの特訓でパワーアップを果たす。四天騎星との戦いでは自らが地球赴任時に倒した第一次侵攻隊の長たるヤプールと交戦。
エースの装鉄鋼は胸部はタックスペースを模しており、手甲には「A」と描かれている（手甲部分は少しぶかぶか）重装鉄鋼のエネルギー増幅メタルは「A」を横にしたものが2つ合わさったデザインで胸部に備わっている。守護闘士からはマント付きの黄金鎧を着用。
ガシャポンはパート2ではノーマル、パート3・6では闘士、パート10では重装鉄鋼闘士、パート13では守護闘士がそれぞれリリース。番外ガシャポンではベストコレクション版と銀河最強列伝第2弾で闘士がそれぞれリリース。アーマードファイターは第2弾でホーク・ウェポン2号付きの闘士がリリースし、ホーク・ウェポン2号装備も再現できる。
主なオリジナル技・武装
- メタリウム・バースト - メタリウム光線のエネルギーを地上に走らせ、地面ごと相手を吹き飛ばす技。エースキラーに使用した。
- メタリオンソード - エネルギー増幅メタルが変形した片刃剣。ツイフォン破壊任務で用意したものだがその大きさの前に斬りかかることもできなかった。彗星戦神に姿を変えたツイフォンに使用するもツイフォンの刃で折られてしまう。
- メタリウムあびせ倒し - 相撲の浴びせ倒しを用いたもので突っ張りの後に放つ。ダイダラメカでの特訓で編み出した。実戦ではヤプールに放ち、ダメージを与えはしたもののヤプールからもセブンからも唖然とされた。

ウルトラマンタロウ / 闘士ウルトラマンタロウ / 超闘士ウルトラマンタロウ
声：堀川りょう
宇宙警備隊隊員にして、ウルトラの父とウルトラの母の実子。
まだ少年ではあるが高い潜在能力を秘めている。ウルトラマンに憧れる反面、彼への依存度も高かったが幾多の戦いを通じて、改善されていった。エースからは「タロ坊」とも呼ばれている。ブレスレットはタロウブレスレットのほうを使用。
メフィラス大魔王編では第1回銀河最強武道会に出場。ベスト16を前に敗退し、ウルトラマンとゼットンの決勝戦時にはエースの看護を行っていた。
鋼魔四天王との戦いではケムールに集中攻撃が通用しなかったことで戦意を喪失してしまい、そこをザラブに狙われるがジャックに助けられる。怒りによって、底力を発揮し、ケムールに突撃するが力及ばず、やられそうになるも帰還したウルトラマンに助けられた。最終局面において、再び立ち上がり、チャージスラッガー用のスペースチャージを行う。なお、ウルトラマン同様に覆面男を警戒しており、セブン暗殺事件の際は覆面男の目論みと察し、メフィラスが宣戦布告してきた際には真っ先に覆面男の正体であることに気付いた。
ヤプール編ではZATが用意した装鉄鋼を纏って、闘士となり、第2回銀河最強武闘会に出場。ベスト16でメフィラスと対戦し、ウルトラの星の一件から猛攻をしかけるがスピードに頼った戦い方が災いして敗北。その後、ハイパーマザロンに苦戦するウルトラマンの救援をメフィラスに土下座してでも懇願した。セブンたちと共にウルトラマンの許に向かう最中、ウルトラマンが遠くに行ってしまいそうな嫌な予感に駆られるがその予感は的中してしまう。
ヤプール大戦では事実上の主役格を担当。かつては敵として憎んだメフィラスを師として鍛え上げられ、メフィラスの人としての器に触れることで肉体のみならず精神的な成長も遂げて行き、超闘士への変身も可能となった。メフィラスのことも「メフィラスさん」と呼び、慕うようになる。ヤプール戦ではメフィラスがヤプールに倒されたことに逆上し、超闘士状態で猛攻を仕掛けるがヤプールのペースでエネルギーを消耗していき、意識を取り戻したメフィラスと彼から頼まれたセブンとエースにより落ち着きを取り戻すが超闘士の力は残り1分だけとなってしまい、ハイパーヤプールの攻撃からエースキラーを助けたことで超闘士の活動時間をさらに消費してしまった。しかし、キングの力を借りて、テレパシーを送ってきたウルトラマンから、ウルトラ魂を説かれたことで戦意を取り戻したタロウはウルトラホーンを用いることで真の超闘士に変身。本来の姿に戻ったヤプールとの激闘を制し、暴走したテリブル・ゲートを仲間たちのエネルギーを結集して放ったコスモミラクル光線で破壊することにも成功したことで三次元宇宙だけでなく、崩壊に瀕したヤプール次元をも救うという奇跡を起こした。ヤプール大戦終結後、ウルトラマンの「3年後に復活し、武道会で戦う」という約束のために武者修行の旅に出た。
ゴーデス編では新装鉄鋼を纏って、第3回銀河最強武闘会に出場。その中にウルトラマンの姿はなかったがパワード流派の創始者であるパワードの見せた静かなる強さにウルトラマンの強さと通じるものを感じ、興味を覚える。大会においてはベスト16ではPレッドキング、ベスト8ではベスト16でのゴモラVSエースキラーの勝者と戦い勝利し、ベスト4へと駒を進める。キングとメフィラスの試合終了後、キングに変装していた身を窶したウルトラマンとの再会を果たす。ゴーデスとの戦いにおいてはパワードの指示で超闘士のオーラを纏うことにより、ゴーデス細胞を無力化するもエネルギーのほとんどを吸収されてしまっていたので満足に戦うことが出来ずにいたがウルトラクラウンで超闘士になったウルトラマンとのダブル超闘士でゴーデスを追い詰めていく。しかし、グレートの身体ごとゴーデスを倒すことを優先したパワードの放ったメガ・スペシウム光線を自ら受けてしまい、ゴーデスを逃がしてしまう。
ゴーデス捜索では幼馴染のピッコロの協力のおかげでゴーデスの隠れ場所を探り追い詰めたがグレートの声を使ったゴーデスの騙し討ちに遭い、コダラー復活のために全エネルギーを吸い取られる。太陽神の内部で治療中にパワードの精神感応を通じて、グレートとパワードと共にウルトラマンに力を与え、デルタスター誕生に繋げた。
OVA版では怪彗星ツイフォン破壊班の1人として活動。超闘士状態で全てのパワーを込めたストリウム超光波を放って彗星を破壊。正体を現したツイフォンとの戦いでもストリウム超光波を放つも通用せずに敗北。救護船で逸早く目を覚ますがモニター越しで師メフィラスの最期を看取ることになる。
エンペラ星人編では再編成された宇宙警備隊の東銀河の守護闘士を担当し、装鉄鋼も守護闘士用に一新。東銀河のメンバーは不明。エンペラ海軍にウルトラベルを奪われてしまうがエンペラ空軍との決戦時にはウルトラマンの許に他の守護闘士と共に集結し、空軍を壊滅させた。戦い終えた後、失態を取り返すためにももっと強くなると意気込むネオスと21にもっとも重要なのはウルトラ魂だと諭した。
新章では宇宙警備隊の教官になっており、メビウスを育て上げた。ブレスレットもキングブレスレットに変更。第4回銀河最強武道会には出場せず、後輩たちを見守っていたが大暴れする融合デスレムを止めるための戦闘に参加。
ウルトラの星防衛戦の後、皇帝空間突入部隊に選ばれ、ウルトラ兄弟五男に戻り、他のウルトラ兄弟と共にダイダラメカで特訓し、兄弟たちと自身を鍛え上げる。四天騎星との戦いでは四天騎星として復活させられたメフィラスと対決。彼が生前遺した「自分が悪に歪んだ時にはお前が俺を倒せ」との言葉に従い、その約束を果たす。だが、メフィラスの武人の心が消えていないことから、トドメは刺さず、それにより、記憶を取り戻したメフィラスとの師弟タッグでデスレムとグローザムを打ち破る。新生エンペラ軍との戦いを終えた後、メビウスと共にウルトラマンとメフィラスの試合を観戦。
超闘士としての力はウルトラマンと互角以上だが年齢から来る経験や精神面では僅かにウルトラマンの方が上。パワードから「その甘さが必ずゴーデスの付け入る隙となる」と指摘され、本人も「自分の未熟さが嫌になる」と自覚しているが今後の修行次第ではまだまだ伸びる可能性も充分にある戦士とされている。メフィラスの死を乗り越えて、さらなる成長を遂げた。
タロウの装鉄鋼はZATの隊員服を模したデザインで首には白いマフラーを巻いている。新装鉄鋼は旧装鉄鋼以上に鎧らしいデザインとなった。守護闘士からはマント付きの黄金鎧を着用。
ガシャポンはパート1ではノーマル、パート3・4・6では闘士がそれぞれリリースされ、パート6はウルトラホーン超闘士を再現できるための大型ウルトラホーンも付属。パート7ではウルトラマンと共にパンチを放つ構図の装鉄鋼 ウルトラホーン超闘士、PART8では新装鉄鋼闘士、PART11ではグレートとパワードと共にウルトラマンにエネルギーを送る陣形を取れるノーマル、PART13では守護闘士がそれぞれリリース。番外ガシャポンはベストコレクションと銀河最強列伝第1弾では闘士、銀河最強行列伝第2弾ではウルトラホーン超闘士も再現可能な新装鉄鋼闘士がそれぞれリリース。アーマードファイターは第1弾で闘士がリリース。尚、通常超闘士はリリースされなかった。
主なオリジナル技
- ストリウム超光波 - タロウ版スペシウム超光波。ヤプール暴走態との戦いで初使用。ツイフォン戦ではストリウム光線の型から発射。彗星形態を破壊するも戦闘形態には通用しなかった。
- 零距離光線（正式名称不明） - ヤプールの筋力強化変身態を破る際に使用。ウルトラマンがハイパーゼットン戦で用いた零距離スペシウムアタックの応用技であり、ヤプールの身体を覆っているエネルギーの膜をぶち破り、そこから全エネルギーを注入して爆発させた。
- Wオーラ光線（ダブルオーラ光線） - 超闘士のオーラをそのまま光線に転換して放つ、超闘士ウルトラマンとの合体光線。パワードの助言を元にゴーデス戦で使用。ゴーデスにダメージを与えるが、ゴーデスの仮面騎士の衣装全てが吹き飛んだことで、ゴーデスがグレートの身体を乗っ取ったことが公になった。
- 超魔光閃 - 師であるメフィラスと同じ光線技。四天騎星の闘士メフィラス大魔王戦で初使用。
- 超魔光閃・二重撃 - タロウがメフィラスと繰り出した二重螺旋状の合体光線。記憶を取り戻したメフィラスと組んだ師弟コンビでデスレムとグローザムに止めの一撃として放ち、一瞬で2人を塵に変えた。

ウルトラマンレオ / 闘士ウルトラマンレオ
声：関俊彦
獅子座L77星出身の宇宙警備隊隊員でセブンの弟子。
光線技よりもセブン直伝の格闘を駆使した肉弾戦を得意としており、ヌンチャクも用いる。ノリの良い熱血漢ではあるが目上の者や対戦相手への敬意を払うという真面目な面もある。セブンへの敬慕の念は強く、彼を傷つけた者に対する怒りはウルトラマン以上に激しい。
メフィラス大魔王編では第1回銀河最強武道会に出場。ベスト16で師匠であるセブンとの試合で敗退。
大会終了直後、ガッツブラザーズによって、十字架に封印されたセブンの姿に烈火の如く怒り、ガッツブラザーズへの復讐を期して勝手に飛び出してしまうもこの行為はゾフィーによって、黙認されたので咎めはなかった。やがて、捜し求めたガッツブラザーズを捕らえ、ウルトラの星に帰還。既に戦いは終わっており、セブンが復活したことを喜びながら、ガッツブラザーズを差し出した。
ヤプール編ではMACが用意した装鉄鋼を纏って、闘士となり、第2回銀河最強武闘会に出場。初戦でマグマ星人を撃破し、ベスト16でバキシムに敗退。セブンたちと共にウルトラマンの許に向かう最中、ウルトラマンとマザロンの最後の戦いが始まったことを察した。
ヤプール大戦ではアンチラ星人との戦いで負傷した為、最終決戦には参加できず。
ゴーデス編では第3回銀河最強武闘会に出場。ベスト16でエースに敗退。
ゴーデス細胞の療養後、重装鉄鋼を纏って、シーダとの戦いに臨んだ。
OVA版では怪彗星ツイフォン破壊班の1人として活動。正体を現したツイフォンの体当たりで敗北する。
エンペラ星人編にて、再編成された宇宙警備隊における動向は描かれていないがアストラがエースに従事していることから、一緒に従事している可能性が高い。また、ウルトラマンがネオスと21にウルトラキーがババルウ星人に強奪されたことがあったのを説明した際、レオ兄弟の活躍でウルトラキーを取り戻せたことも語られた。
新章では第4回銀河最強武道会には出場せず、後輩たちを見守っていたが大暴れする融合デスレムを止めるための戦闘に参加。ウルトラの星防衛戦では噂に聞いていたスペクターの前にアストラ共々倒されて負傷するも驚異的な回復力で息を吹き返し、本部にスペクターの能力を伝えたことでエンペラ軍の鏡面侵攻を防いだ。
ウルトラの星防衛戦の後、皇帝空間突入部隊に選ばれ、ウルトラ兄弟七男に戻り、他のウルトラ兄弟と共にダイダラメカでの特訓でパワーアップを果たす。ヒカリとバトンタッチする形でアストラと共にスペクターへのリターンマッチを展開・リベンジを果たす。再開された第4回武道会終了直後、弟子であるゼロの振る舞いに怒り、彼を改めて、鍛え直すことにした。
レオの装鉄鋼は右半身に装備した獅子頭型手甲と肩当以外に装甲はなく、布状のものが全身を覆う拳法着タイプ。それゆえに「カラータイマーを保護する」役割も備えているウルトラ戦士用装鉄鋼としては珍しいものとなっている。重装鉄鋼のエネルギー増幅メタルは獅子の頭部を模したものを右肩に備えており、左肩の装甲はレオの頭部を模している。
ガシャポンはパート2ではノーマル、パート4では闘士、パート11では重装鉄鋼闘士がそれぞれリリース。
主なオリジナル技・武装
- レオスープレックス - ジャーマンスープレックス型の技。第2回銀河最強武道会でマグマ星人相手に放ち、一発でKOするほどの威力を見せた。
- 獅子王連破弾（ししおうれんはだん） _ 瞬間的に高めた闘気を拳に乗せ、一秒間に百発以上のパンチの連打を繰り出す。ダイダラメカでの特訓で編み出した。実戦での使用ではスペクターの魔鏡百獣を撃破。

アストラ / 闘士アストラ
声：山口勝平
宇宙警備隊隊員でレオの双子の弟。
兄のレオとは2人で1人といった風情でいつも一緒にいる。兄とは逆におとなしめの性格だが実兄レオを含め、兄弟たちへの武人としての深い尊敬の念を持つ。
メフィラス大魔王編では第1回銀河最強武道会に出場。どの試合で敗退したかは語られなかった。
大会終了直後、ガッツブラザーズ追捕に飛び出したレオの抑え役として、ゾフィーの命を受けて、レオに同行。共にガッツ･ブラザーズを捕らえる。
ヤプール編ではMACが用意した装鉄鋼を纏って、闘士となり、第2回銀河最強武闘会に出場。予選でミスターサンタ（ウルトラの父）に手も足も出ずに敗れる。そのことでエースに叱られ、ユリアンに毒舌を吐かれ、レオに至っては「ウルトラ戦士の恥さらし」とまで罵られて説教されてしまう（後に、サンタの正体を知ったことで、納得するが）セブンたちと共にウルトラマンの許に向かう最中、ウルトラマンとマザロンの最後の戦いが始まったことから急いで向かうことを促した。
ヤプール大戦では兄同様にアンチラ星人との戦いで負傷した為、最終決戦には参加できなかった。
ゴーデス編では第3回銀河最強武闘会に出場。ベスト16でキング（実はウルトラマン）と当たり、敢無く敗退。
ゴーデス細胞の療養後、重装鉄鋼を纏って、シーダとの戦いに臨んだ。
OVA版では怪彗星ツイフォン破壊班の1人として活動。ツイフォンの体当たりで敗北する。
エンペラ星人編においては登場しなかったが本編内の画面情報から南銀河の守りについているエースの下で任務に従事していることが判明。
新章では第4回銀河最強武道会には出場せず、後輩たちを見守っていたが大暴れする融合デスレムを止めるための戦闘に参加。ウルトラの星防衛戦でレオ同様、スペクターに敗北するも驚異的な回復力で息を吹き返し、本部にスペクターの能力を伝えたことでエンペラ軍の鏡面侵攻を防いだ。
ウルトラの星防衛戦の後、皇帝空間突入部隊に選ばれ、ウルトラ兄弟八男に戻り、他のウルトラ兄弟と共にダイダラメカでの特訓でパワーアップを果たす。ヒカリとバトンタッチする形でレオと共にスペクターへのリターンマッチを展開・リベンジを果たす。再開された第4回武道会終了直後、レオに鍛え直されることになったゼロへの気遣いからレオの抑え役をする。
アストラの装鉄鋼と重装鉄鋼はいずれもレオと左右対称のものとなっており、重装鉄鋼の左右非対称の通常装甲部分はアストラの頭部を模したものになっている。
ガシャポンはパート2ではノーマル、パート4では闘士、パート11では重装鉄鋼闘士がそれぞれリリース。いずれもレオとほぼ左右対称のポーズをとっている。
主なオリジナル技・武装
- ダブルレオキック - レオと共に放つ兄弟キック。ウルトラの星防衛戦でスペクター相手に使用するも鏡面移動でマントを囮にされたことで倒せなかった。
- ウルトラW（ダブル）クラッシャー - アストラがパイルドライバーを思わせる体制で急降下し、そこにレオのブレーンバスターを合わせることで完成させる。ダイダラメカでの特訓で編み出した。実戦での使用ではスペクターを倒す。

ゾフィー / 闘士ゾフィー
声：江原正士
宇宙警備隊隊長。銀河最強武道会では審判を務める。
メフィラス大魔王編では第1回大会決勝時、審判という立場を捨てて、暴走したハイパーゼットンに挑むも奥の手のM87光線が通じず、ハイパーメテオ火球に黒焦げにされてしまう。
大会終了直後、セブンが暗殺されたことから覆面男とその関係者と思われる身元不明の出場者たちを調査し、その内の1人であるガッツ星人がセブン暗殺の主犯であることを突き止める。鋼魔四天王との戦いではジャックたちを先に行かせるために1人でPSY＝バルタン部隊の相手を引き受けた。80と共に救援に駆け付けた際にはケムールに握り潰されていたジャックを救出。最終局面時のスペースチャージの際はチャージを2回も行える程のエネルギー量を見せた。
ヤプール編では第2回大会準決勝開始直前に豹変したマザロンの奇襲光線を受けて、電磁光に直撃し、前大会同様に黒焦げになってしまうが電磁光から解放された後、ウルトラの母のマザーシャワーで復活。
ゴーデス編では第3回大会でゴーデスが出現した際、ウルトラの父の指示に従い、胸に着けていたリモコンを用いて、プロテクトフォーメーションを発動し、観客たちをシェルターに避難させる。
シーダ出現の際にはウルトラ戦士たちに調査隊の救助を指示し、メフィラス隊にも協力を頼んだ。
OVA版ではツイフォン破壊に失敗して負傷したタロウたちの許に救護船を向かわせた。
エンペラ星人編では鎧のようなマントを纏い、杖も手にするようになった。スターフェニックスをウルトラマンのいるセントール星に送り出し、ガシャポン設定ではイーストン星での戦闘の際、エースをタロウの救援に向かわせた。
新章では新たなレフリー衣装を纏い、第4回大会で活動。融合デスレムを止める際の戦闘にも参加した。ウルトラの星防衛戦ではスペクターに敗北しながらも驚異的な回復力で息を吹き返したレオ兄弟の情報から、ウルトラフロストでウルトラの星の鏡面を凍結させ、エンペラ軍の鏡面侵攻を防いだ。
ウルトラの星防衛戦の後、皇帝空間突入部隊を率いることにし、ウルトラ兄弟長男に戻り、他のウルトラ兄弟と共にダイダラメカでの特訓でパワーアップを果たし、宇宙警備隊隊長として活動するために封印していた真の全力状態の黒い頭部ラインも表れるようになる。特訓完了後、アンドロ戦師団から託された装鉄鋼を纏う。魔魂部隊を捨て身の戦法で撃破するも装鉄鋼のおかげで生還を果たす。
装鉄鋼はアンドロメロスのコスモテクターがモチーフでマントも着用。様々な次元の変動を制御する力を持つ。
ガシャポンはパート1ではノーマル、パート7では宇宙警備隊隊長マント姿、パート8では審判姿、パート13では宇宙警備隊隊長鎧マント姿がそれぞれリリース。
主なオリジナル技・武装
- ブラックストリームM87 - 黒炎状態で使用可能な技で黒いM87光線で空間を裂き、生成したブラックホールに敵を突き落とす。ダイダラメカでの特訓で編み出した。実戦の使用では魔魂鎧軍団を倒す。

ウルトラの父
声：玄田哲章
ウルトラの国最高責任者で宇宙警備隊大隊長。
かつては最強の最強の戦士とうたわれ、超闘士を目指していた。
メフィラス大魔王編では第1回銀河最強武道会優勝を観戦している最中にウルトラの母に超闘士の伝説を語って聞かせる姿も見せる。ハイパーメフィラスに苦戦するウルトラマンの姿を見て、力の衰えた自分では今のウルトラマンの助けにはなれないことを悔やむ。事件後、戦士たちを称えて、肩を支えあう2人の戦士の彫像を広場に作った。
ヤプール編では1年前の出来事で若き日の情熱を取り戻したことから、密かに修行を積み、ミスターサンタに扮して、第2回銀河最強武道会に出場。予選でのアストラやベスト16でのベムスターを傍目からは自滅としか見えないような勝ち方で倒す。ベスト8でのメフィラス戦では正体を明かし、互角以上の勝負をしたが年齢からくる疲労を突かれたことにより敗れる。しかし、メフィラスとは戦った者同士の友情が芽生え、ウルトラの父の戦いは観客たちからも大喝采された。なお、ミスターサンタの姿は『ウルトラマンA』第38話においてサンタクロースの姿で現れたことが元ネタで対戦相手のベムスターにベムスターソフビをプレゼントした。
ヤプール大戦ではメフィラスにウルトラマンの遺志を感じ取り、メフィラスと共に修行に赴くタロウに「メフィラスを信じるように」と告げた。タロウがウルトラホーンを覚醒させた際には自身のウルトラホーンも共鳴。そのことからメフィラスがタロウを選んだ理由に気付いた。
ゴーデス編では第3回大会の主催者として活動。予選バトルロイヤルを提案したり、不測の事態に備えての緊急避難システム・プロテクトフォーメーションを配備。ゴーデスの存在を思い出した際にはゾフィーにプロテクトフォーメーションを発動させた。
シーダ戦では意気消沈中のウルトラマンを叱咤した後、ウルトラキーを手にして、シーダとの戦いに参戦。本作品では「ウルトラキーは持ち手のエネルギーを上乗せすることで威力を高める」とされており、ウルトラの父は自身のウルトラホーンのエネルギーを注ぎ込んで発射した際に生じる周囲の歪み対策としてシェルター船も用意してきた。ウルトラ戦士たちをシェルター船に避難させた後、ウルトラキーを発射して、シーダを倒そうとする。発射寸前にシーダの放った衝撃波で不発に終わってしまうもセブンとメフィラスが代わりに使用して、完全には倒せなかったもののウルトラマンがデルタスターを得るまでの時間稼ぎを果たした。
OVA版ではタロウからのウルトラサインで彗星ツイフォンが生物だったことを知った際、ツイフォンこそ、生きた流れ星の伝説の正体であったことを察した。
エンペラ星人編ではブラックの水星破壊宣言のシーンのみ登場。また、過去にババルウ星人の手でウルトラキーを強奪され、制御を失ったウルトラの星が地球と衝突する危機に見舞われたことから、事件解決後、ウルトラの星の機能をウルトラキーなしでも制御出来るようにして、ウルトラキー、ウルトラベル、ウルトラミラーの3つのアイテムを銀河の各地に隠したことが語られた。
ガシャポンはパート5ではノーマル、パート7では宇宙警備隊大隊長マント姿、パート11ではウルトラキー付きのノーマル仕様がそれぞれリリース。
ウルトラの母
銀十字軍隊長。
第1回銀河最強武道会では戦士の勇姿に声援を送るミーハーの面も見せた。第2回銀河最強武道会では息子タロウと共に戦い終えた夫のウルトラの父に肩を貸し、電磁光で重傷を負ったゾフィーの治療も行う。第3回銀河最強武道会ではキングも参加したことから「今回も波乱になりそうですね」と呟き、その予感は的中した。
ウルトラマンジョーニアス / 闘士ウルトラマンジョーニアス
ウルトラ星の友好星・U40の戦士。
80曰く「ゾフィー隊長と双璧を成すと噂される隠れた実力者」
メフィラス大魔王編では仲間たちに救助活動を任せ、自身は四天王との戦いに赴き、ケムールが起こした地割れに落ちそうになったグレートを救出し、直後にケムールへの集中攻撃を指示した。最終局面ではスペースQ用のスペースチャージを行う。
ゴーデス編では80の依頼を受けて、重装鉄鋼を装着して、闘士となって参戦。80と共にギガルスを撃破（その際に「80と合わせてようやく闘士一人前と自評する）した。2大魔神との戦いでは重装鉄鋼に用いられている超鏡クリスタルがゴーデス細胞だけでなく、絶命光線にも対処できることに真っ先に気付く。
新章ではかつてのメフィラス軍戦同様にU40戦士団と共にウルトラの星の加勢に現れ、エンペラ軍と交戦。
ジョーニアスの重装鉄鋼のエネルギー増幅メタルはスターシンボルを左右に分割したデザインで両肩に備わっており、胸部はスーパーマードックの意匠が盛り込まれている。
ガシャポンはパート9で重装鉄鋼闘士がリリース。初のメッキパーツ付きでもある。
漫画版では「J」と書いて、ジョーニアスとルビが振られることもあった。
主なオリジナル技
- スーパーロッキングスパーク - エネルギー増幅メタルから放つ強化版ロッキングスパーク。80のスーパーバックルビームとの挟み撃ちでギガルスを倒した。

アミア
ジョーニアスの妹。
新章でのウルトラの星防衛戦でメビウスたちに最新の治療装置を届けに来たが装置はスペクターに破壊されてしまう。人間態も披露。

ウルトラマン80 / 闘士ウルトラマン80
声：須藤学
宇宙警備隊隊員だが現在は第一線を退き、ウルトラ学校で教師をしている。
第一線を退いてるとはいえ、戦士としては衰えていない。
メフィラス大魔王編ではPSY＝バルタンの攻撃で窮地に陥っていたゾフィーを救出。四天王との戦いに参戦した際にはザラブの攻撃からタロウの窮地を救った。最終局面ではスペースQ用のスペースチャージを行う。
ヤプール編では第2回銀河最強武道会で恋人のユリアンと共に救護活動に携わり、第2回大会の白熱ぶりを見て「自分も修行して参加すれば良かった」と呟いた。電磁光デスマッチ開始後、グレートと共にヤンドの動向を探りに行き、この一件からグレートとも親友の間柄になる。アンチラ星人の攻撃からグレートを庇い、負傷した後、武道会終了までグレートと共に捕らわれてしまう。
ヤプール大戦にも参加するがメビウスの鍵入手のための戦闘には携わらなかった。
ゴーデス編ではゴーデス細胞に侵されたセブンたちを治療する中、グレート救出のためにゴーデス細胞対策の重装鉄鋼の開発をノタニー博士に依頼し、自らも重装鉄鋼を装着して、闘士となり、ゴーデス軍や魔神と交戦。しかし、闘士としては未熟であった為、苦戦することも多かった。また、グレートが絶命光線を浴びても生きていたことに最初に気付いた。
OVA版ではツイフォンとの戦いに敗れて、海中に落ちていったウルトラマンをビートルGと共に救出。その後、地球でのツイフォン迎撃の任に当たる。
エンペラ星人編での動向は確認されていない為、どの銀河区域に属しているのかは不明。
新章でも銀河最強武道会には出場せず、その代わりに弟子のガルタンの成長を見守っていたが大暴れする融合デスレムを止めるための戦闘に参加。
ウルトラの星防衛戦の後、皇帝空間突入部隊に選ばれ、ウルトラ兄弟九男に戻り、他のウルトラ兄弟と共にダイダラメカでの特訓でパワーアップを果たす。デビロンとの戦いではコスモスとの連携で勝利。コスモスを叱咤激励して、エクリプスモード誕生に繋げたことから、コスモスからも師として慕われるようになる。
80の重装鉄鋼のエネルギー増幅メタルはウルトラバックルを模したデザインで胸部に備わっており、両肩の装甲はスカイハイヤーやシルバーガルの翼端が盛り込まれている。
ガシャポンはパート9で重装鉄鋼闘士仕様が発売。初のメッキパーツ付きでもある。
主なオリジナル技
- スーパーバックルビーム - エネルギー増幅メタルから発射する強化版バックルビーム。従来のバックルビームとは異なり、収束するタイプになっている。
- ウルトラクリスタルレイランス - 凍結能力を持つ巨大なクリスタルを纏った強化ウルトラレイランス。ダイダラメカの特訓で編み出した。デビロンに使用。

ユリアン
声：永衣志帆
80の恋人の女性ウルトラマン。
オペレーターや救護係を担っている。80にぞっこんで常にくっつきたがる。物事をはっきりと言う性格で嫌味を言うグレートやミスターサンタ（ウルトラの父）に負けてしまったアストラに毒舌を吐いて凹ませていた（この際、グレートは80に対し「考え直すなら今のうちだぞ。あの女の何がいい？」と指摘している）
魔神復活の際には銀十字軍の仲間たちと共に救護船で海魔星に駆けつけて、ウルトラマンたちを救助・治療。OVA版では負傷したツイフォン破壊班を救護船で治療。
メフィラス編ではウルトラ戦士と同じ目つきだったがヤプール編以降からは人間と同じ目つきになった。
ウルトラマングレート / 闘士ウルトラマングレート
フリーのウルトラ戦士。
ぶっきらぼうな振る舞いとは裏腹に情に厚い。幼い頃から友であるウルトラマンパワードと共にキングによって、ゴーデスハンターとしての任務を負わされ、そのための修行に努める。対ゴーデス用の大技・マグナムシュートを会得するための修行として力を磨くことをキングに言い渡されていたが情の厚さから自らの使命の重さを理解しつつもそれゆえに宇宙警備隊員として働くことの出来ない自分の立場への忸怩たる思いを常に持ち続けていた。
メフィラス大魔王編ではメフィラス大魔王の襲撃で蹂躙されていく故郷・ウルトラの星を救いたいとの思いを断ち難く、修行の場を単身出奔。鋼魔四天王の1人であるバルタンに対し、未完成のマグナムシュートを使って勝利。最終局面において再び立ち上がり、チャージスラッガー用のスペースチャージを行う。
ヤプール編では第2回銀河最強武道会を観戦。「こんな大会、子供の遊び」と悪態をついていたが試合の白熱ぶりに自身も参加すれば良かったと思うようになった。堂々としているメフィラスに対してはウルトラマン同様に好意的な意見を持ち「たった1人で敵陣に飛び込んできた度胸は感心もの」と評した。マザロンの進言で電磁光デスマッチを承認したヤンドにきな臭さを感じ、80を連れて、調査を行っていた際、Qと交戦・撃破。Qの顔の中身を見たことから、ヤプール関連であることに気づき始めるもアンチラ星人の手で80と共に武道会終了まで捕らえられてしまう。
ヤプール大戦ではエースやエースキラーRと共にヒール星の任務に当たった。メビウス星での決戦に参加しなかった理由は語られていない。
ゴーデス編ではグレートのバックボーンが描かれ、以前の戦いで使用したマグナムシュートの発した高エネルギーに反応して現れたゴーデスと交戦するが未完成のマグナムシュートを使ったことによる身体へのダメージが癒えていなかったことから、ゴーデスに敗れ、身体を乗っ取られてしまった。ゴーデスがシラリーの絶命光線を浴びて死亡した後、依り代とされていたグレートの身体はゴーデスに意識を消されていたことが幸いして、奇跡的に生還。太陽神の内部で治療中にパワードの精神感応を通じて、タロウとパワードと共にウルトラマンに力を与え、デルタスター誕生に繋げた。その後、ゴーデスハンターの任を終えたことで正式に宇宙警備隊員として迎えられる。
エンペラ星人編では再編成された宇宙警備隊の西銀河の守護闘士を担当し、守護闘士用の装鉄鋼を纏う。西銀河メンバーにはパワードと彼の門下生たちがいる。
新章でも武道会には出場せず、後輩たちを見守っていたが大暴れする融合デスレムを止めるための戦闘に参加。ウルトラの星防衛戦終了後、皇帝空間突入部隊を指揮することになったゾフィーからウルトラの星防衛のための現場指揮官に任命される。皇帝空間崩壊後、パワード、Pバルタン、Pレッドキングと共に調査に赴き、生還したウルトラ兄弟たちと再会。
グレートの装鉄鋼は守護闘士用のマント付き黄金鎧。
ガシャポンフィギュアはパート4ではノーマル、パート8ではゴーデスを外すことで元のグレートに戻る仕様のもの、パート11ではタロウとパワードと共にウルトラマンにエネルギーを送る陣形を取れるノーマル、PART12では守護闘士がそれぞれリリース。
漫画版では徹底して「G」と書いて、グレートとルビが振られる形式だった。
ウルトラマンキング
キング星に住むウルトラ族の長老。
神秘的な力を持ち、もっとも神に近いとされ、生きた状態で太陽神の許に足を運ぶことも可能。一方で茶目っ気も豊富で科学特捜隊をからかったり、エースの前でよく奇妙な挨拶をすることもあった。
メフィラス大魔王編ではダイモード・クリスタルを探しに来たウルトラマンに怪獣たちをぶつけることで鍛え上げていき、ダイモード・クリスタルを完成させる。
ヤプール編ではマザロンとの戦いで殉職したウルトラマンを復活させてくれるよう太陽神にかけあい、ウルトラマンの意志をタロウに伝える手伝いもした。
ゴーデス編ではグレートとパワードを幼き頃からゴーデスハンターとして育てた師であることが発覚。ゴーデス捜索の任をウルトラマンに任せ、自身はシラリーの卵を見つけ出すが復活したシラリーの足止めに失敗し、瀕死の重傷を負う。パワード流派に助けられた際にパワードと再会し、彼に魔神の存在を伝えた。魔神戦で意気消沈していたウルトラマンを論し、ウルトラの父同様にウルトラマンを立ち直らせるきっかけを作った。
ガシャポンはパート3でキングハンマー付きでリリース。
ウルトラマンパワード
ゴーデスハンターにして、パワード流派総帥。
キングによって、ゴーデスハンターとしての任務を負わされ、そのための修行に努める。ウルトラマンを思わせる静かなる強さを持ち、戦士としての誇りも高い。ゴーデスハンターの使命にも忠実だがその使命感ゆえに意地を張ってしまうところがあり、内心ではそんな自分に対して寂しさも抱いていた。同じゴーデスハンターのグレートとは幼なじみにして、親友であり、グレートが修行中にたびたび葛藤する様子を見て、自分は心を磨き、グレートには力を磨くように諭した。
第3回銀河最強武道会で門下生であるPレッドキングとPバルタンと共に登場。ベスト16でセブン、ベスト8でゼットンを破る。ベスト4では仮面騎士と対戦し、ラフファイトを仕掛けることでゴーデスを燻り出した。正体を見せたゴーデスとの戦いではオーラを用いた掌底を繰り出したことから、ゴーデス細胞を防ぐにはオーラが必要であることに気付くが既にゴーデス細胞でほとんどのエネルギーを奪われていた為、ウルトラマンとタロウの超闘士タッグに戦いを任せ、彼らにオーラ攻撃を行うように助言した。グレートがゴーデスに乗っ取られたことを知った後、自身の手で葬るべく、残った力を用いて、メガ・スペシウム光線を放つもタロウに阻まれて、ゴーデスを逃がしてしまう。
大会終了後、グレート救出を諦めていないウルトラマンたちの考えを良しとせず、以前と同じようにパワード流派だけでゴーデスを追う。その途中、再会したキングからゴーデスの狙いが魔神復活にあったことを知らされ、海魔星に赴き、ザラブが考えた魔神同士の同士討ちを精神感応で実行。全エネルギーをシラリーに集中した隙にコダラーの光線を食らってしまうが同士討ち作戦に成功する。精神力を使い果たしたことでタロウやグレート同様に意識不明となるが太陽神の許で治療を受けることで回復に向かい、精神感応を通じて、タロウとグレートと共にウルトラマンに力を与え、デルタスター誕生に繋げた。ゴーデス事件を通じて、グレートだけでなく、ウルトラマンたちとも友情が芽生える。
エンペラ星人編においては登場こそはしなかったものの門下生と共にグレートが担当する西銀河の警備隊に協力して、エンペラ軍と戦っていることがセブンの口から語られた。
新章ではウルトラの星防衛戦に参加。皇帝空間崩壊後、グレート、Pバルタン、Pレッドキングと共に調査に赴き、生還したウルトラ兄弟たちと再会。
ガシャポンはパート8でパワード流派共通の胴着が着脱可能なもの、パート9では胴衣が本体と一体化したもの、パート11ではタロウとグレートと共にウルトラマンにエネルギーを送る陣形を取れるノーマルがそれぞれリリース。
主なオリジナル技
- パワード流拳法 - ゴーデス細胞を消滅させるエネルギーを用いた掌底。全身に展開すればゴーデス細胞の感染を防ぐことが出来る。
- 神の手 - 0の力で動き、攻撃を当てる瞬間のみ200の力を使用し、時間差でダメージを与える掌底。タイラント一味との戦いで使用。

ウルトラマンネオス／闘士ウルトラマンネオス
宇宙警備隊のルーキー。
生真面目な性格で相棒の21を誡めることも多い。21からは「強くて頭は切れていて思いやりもある」と評されており、ウルトラマンからも「久々の大器」と高く評価されている。ウルトラマンに憧れており、本人と対面した際は思いを語った。若手では実力ナンバー1だったことから、ウルトラキーが隠されているセントール星に配属された。銀河遊撃隊に編入後は闘士となる。
21が洗脳された事件では21を止めるために単身で彼の許に赴き、21がずっと抱いていたライバル心を知るとそのことに気付いてやれなかったことを謝罪すると共に「自分も21に負けたくなかった」ことを明かした。21を救うために戦い、ウルトラミラーを用いたことで苦い出会いから友情への変化を互いに思い出し、21を元に戻すことが出来た。
新章では第4回銀河最強武道会で初出場を果たし、闘士ベムスターを倒して、ベスト8に進出。メビウスがデスレムを怪しんだことから、デスレムを追って、皇帝空間に赴き、メビウスを助け、21の仇でもあるグローザムを撃破するも自身も戦闘不能になる。
回復後は皇帝空間突入部隊の一員となり、21とのタッグでグローザムと交戦。新生エンペラ軍との戦いの後に再開された第4回大会でば準決勝でメビウスに敗退。
ネオスの装鉄鋼は羽から光弾を放つことが可能。闘士になる前の軽装アーマーは右腕に手甲を装備。
ガシャポンはパート12では軽装アーマー装備、PART14と新章パート2では闘士がそれぞれリリース。
主なオリジナル技
- マグニウム超光波 - ネオス版スペシウム超光波。マグニウム光線の型を取った後に両掌から放つAタイプとスペシウムアタックの構えから放つBタイプの2種類がある。メビウスとタッグを組んだ際のグローザム戦ではAタイプを使用。グローザムとデスレムのコンビを相手にした際には21のアドリウム光線と共にBタイプを放ったが21はネオスが新たな技を編み出していたことは知らなかった。

ウルトラセブン21／闘士ウルトラセブン21
宇宙警備隊のルーキーにして、ネオスの相棒。
熱い性格でお調子者の面も見られる。ネオスとは同期生であり、入隊当初はネオスの生真面目さが気にいらず、以降もネオスとの差に苛立ち、時にはケンカもしていたがいつしか友情が芽生えていった。ネオス同様に若手の中では優れていたことから、セントール星の守護を担当し、銀河遊撃隊に編入後は闘士となる。
ブラック司令とジェロニモンによって洗脳され、暗黒セブン21になってしまったがネオスとの友情とウルトラミラーの効果で元に戻り、ブラックを倒した。
新章では第4回銀河最強武道会で初出場をするがベスト16でグローザムに敗退。ウルトラの星防衛戦ではネオスとメビウスより逸早く回復し、ヒカリとタッグを組む。インペライザーのリズムが前大戦のようなリズムがないことを疑問に思ったことでヒカリに敵の真の狙いがネオスとメビウスであることに気づかせた。
防衛戦終了後は皇帝空間突入部隊の一員となり、ネオスとのタッグでグローザムと交戦。グローザムの再生能力を上回る攻撃で雪辱を果たす。Uキラーザウルス戦ではジャック、タロウ、レオ兄弟、メフィラスと共にチャージスラッガーブレード完成の時間稼ぎを行い、セブンから委ねられたチャージスラッガーブレードでＵキラーザウルスとヤプールに大ダメージを与えた。
21の装鉄鋼は左右の肩アーマーが左右の手甲に変形。闘士になる前の軽装アーマーは左腕に刃を装備。
ガシャポンはパート12では軽装アーマー装備、パート14では闘士がそれぞれリリース。

ウルトラマンゼアス
『超闘士鎧伝』に登場。太陽神の使者であるウルトラ戦士。
エンペラ星人編ではウルトラクロスを三大秘宝に戻せる太陽の棺を手に参戦。
ダークベンゼン編では魔石にウルトラ戦士たちが封印される中、ただ1人残り、伝説の戦士ティガを復活させる。
幻のパート3であるハンター編ではミラクロンを乗せられるキャリングリュック装備の姿が描かれている。
ガシャポンは鎧伝パート1では太陽の棺と三大秘宝付きでパート2ではフルカラーでそれぞれリリース。
ウルトラマンティガ
『超闘士鎧伝』に登場。太古のウルトラ戦士。
太古の時代、エンペラの手で石像に変えられ、遺跡で眠っていたがダークベンゼン編において、ゼアスの勇気に呼応して復活する。
幻のパート3であるハンター編ではスパークレンス型のスパークルランスを纏った姿、闘士ウルトラマンティガが描かれている。装鉄鋼は大型の翼と剣のような槍が特徴。
ガシャポンは鎧伝パート2にて、フルカラーでリリース。
ウルトラマンコスモス / 闘士ウルトラマンコスモス
フリーのウルトラ戦士。
善良な怪獣たちを保護する旅をしていることから、聖なる戦士とも呼ばれている。基本形態のルナモードは博愛主義者ながらも邪悪を倒す覚悟も持つが心が折れると途端に気弱になってしまう。戦闘形態のコロナモードは「偽善者」を言われることで発動し、戦闘能力が向上するもガラが悪くなり、情け容赦ない攻撃を行う。その為、コスモスは未熟な部分と捉えている。
暗黒の淵に迷い込んだマザルガスの助けを求める声を聞いて、暗黒の淵に姿を現し、マザルガスを保護した後、デビロンに操られた宇宙警備隊を正気に戻し、彼らを皇帝空間最上階層に送り出した。マザルガスを安全な場所に送り届けた後、宇宙警備隊に加勢。80とのタッグでデビロンを倒す。皇帝空間崩壊時、80に叱咤激励されたことでエクリプスモードの変身が可能になり、皆を連れて、皇帝空間からの脱出に成功。この後、80の弟子となる。
装鉄鋼は法衣のような形になっており、右肩部分にカオスヘッダー・イブリースに似た仁王像、左肩部分にカオスヘッダー0に似た如来像が巨大な翼のように展開されている。
主なオリジナル技
- ネイバスター焼撃破 - ネイバスター光線の強化版で左手を右腕に添えた状態から繰り出す。デビロンを倒した。

ウルトラマンボーイ
宇宙警備隊隊員に憧れている小学生。
新章ではウルトラ必殺技大百科を読みながら歩いている最中に鏡から現れたインペライザーに襲われる。

ウルトラマンメビウス / 闘士ウルトラマンメビウス
宇宙警備隊隊員でタロウの弟子。
礼儀正しさと正義感を備えたルーキーだが腰が低い一面もある。かつてのレジェンドたち（ゾフィーから80）に憧れており、自身もウルトラ兄弟になることが夢。
第4回銀河最強武道会に出場。ベスト16でリフレクト星人と対戦。バーニングブレイブに変身後、CREW GUYSが用意した装鉄鋼を纏い、リフレクト星人に勝利。ベスト8ではグローザムと対戦するも皇帝空間に連れて行かれ、そこで皇帝騎団が武道会を利用して、何かを企てていることを知る。脱出後、デスレムに勝利するもウルトラマンを拉致されてしまう。
治療を終えた後は皇帝空間突入部隊に選ばれ、新生エンペラ星人との戦いでは闘士メビウスブレイブに変身し、ウルトラマンとの連携で勝利。全精力を使ったことで仮死状態となりながらも炎の翼で魂は守られ、9人のウルトラ兄弟の魂が一体化したことで闘士メビウスインフィニティーとして復活。闘士エンペラ星人を撃破し、長きに渡るエンペラとの戦いに終止符を打った。
新生エンペラ軍との戦いを終えた後はインフィニティーの翼に兄弟たちの身体を集め、全員元の身体に戻るがメビウスはインフィニティーになった影響で兄弟たちの技が全て使えるようになっており、再開された第4回武道会ではベスト4でネオスを決勝戦でガルタンを破り、優勝を果たす。その褒美として、タロウと共にウルトラマンとメフィラスの試合を観戦。
メビウスの装鉄鋼はCREW GUYSの超科学が込められており、GUYSガンフェニックスを模している。メビウスブレイブの装鉄鋼はナイトブレスの力で装鉄鋼を巨大な剣としたもので左腕に纏う。メビウスインフィニティーの装鉄鋼はデルタスターをベースにアイスラッガーの翼を纏っており、レオリングやウルトラバックル、フェニックスといったウルトラ10兄弟ゆかりのものが反映されている。突撃形態になることで炎の翼をより高めることが出来る。
ガシャポンは新章パート1では通常形態での闘士、パート2ではバーニングブレイブ状態の闘士がそれぞれリリース。バーニングブレイブ状態の闘士はプレミアムバンダイにおいて、限定カラーver.もリリースされた。
主なオリジナル技
- 超絶メビュームバースト - バーニングブレイブ時に放つメビュームバーストの強化版で不死鳥の形状をしている。闘士時は装鉄鋼の胸部装甲を展開してから放つ。リフレクト星人への決め手になった。
- 超拳マクスウェルトルネード - 装鉄鋼の能力を炎の渦と共に拳に加えて放つ。グローザムとの試合では熱に弱いグローザムを内部から攻撃した。
- 炎の翼 - 不死鳥を思わせる炎の翼で最大限に発揮すると不死鳥そのものが浮かび上がる。皇帝空間でネオスを助けたい一心で使用可能となり、グローザムの天騎甲の破片と共に用いることでネオスと共に皇帝空間からの脱出に成功。直後のデスレム戦での決め手にもなった。インフィニティー時は突撃形態から放つことも可能。
- ウイングメビュームバースト - マグニウム超光波Aタイプの型から放つ超絶メビュームバースト。融合デスレム戦でネオスの怒りも込めて放った
- ブレイブ・ギガントブレイク - メビウスブレイブが精神体ウルトラマンと共に放つパンチ技。新生エンペラを内部と外から同時攻撃・撃破した。
- ウルトラ十連合体波 - メビウスインフィニティーの技。メビュームシュート、サクシウム光線、ウルトラダブルフラッシャー、ストリウム超光波、メタリウム光線、シネラマショット、ワイドショット、Ｍ87光線、スペシウム光線を連続で放つ。

ウルトラマンヒカリ / 闘士ウルトラマンヒカリ
宇宙警備隊隊員で科学者。
メビウスの親友でメビウスとは逆にクールなリアリストだがメビウス同様に熱い心の持ち主。
新章では皇帝騎団との戦いで受けた傷を治療するよりもウルトラマン救出を優先するメビウスを戒め、療養中の彼の分までウルトラの星防衛戦に参加。スペクターの暗殺も阻止する。
皇帝空間突入部隊に選ばれ、皇帝空間でもスペクターと交戦。
ヒカリの装鉄鋼はアーブギアが進化したもので防御主体のツルギモードと攻撃主体のブレイブモードに変形。ツルギモードの左耳にはアーブの民を模ったピアスが付いており、ヘルメットはブレイブモードでは背中に装着される。
ガシャポンは新章パート2でリリース。ツルギモードとブレイブモードの両方が再現可能。
主なオリジナル技
- Ｇナイトビームブレード（グランナイトビームブレード） - ブレイブモードで強化されたナイトビームブレード。

ウルトラマンゼロ / 闘士ウルトラマンゼロ
セブンの息子でレオの弟子。
不良気質だが根は真面目で正義感も強い。セブンの息子であることはセブン、レオ、アストラ、カプセル怪獣チーム以外は知らずにいた。
第4回銀河最強武道会終了直後、優勝者のメビウスの前に姿を現し、彼に挑もうとするもメビウスからはガルタンと似たタイプと評されたことと「約束（ウルトラマンとメフィラスの決闘）を優先するのでまた今度」と告げられて唖然とする。
復刊版第4巻収録のおまけ漫画では赤ん坊時代のゼロが描かれている。
ゼロの装鉄鋼はテクターギアとウルトラマンメロスのコスモテクターを合わせたような形状をしている。

### 怪獣・宇宙人勢力
メフィラス大魔王（メフィラスだいまおう）
声：檜山修之
自らを大魔王と名乗るメフィラス星人。
争いを好まない知的な種族とされるメフィラス星人ゆえに高い知性を誇る反面、自らを数百年に1人現れるという「暴力や破壊のために力は存在する」「暴力と破壊を好む戦神の血はあるが涙とかいうものは見たことも聞いたこともない」を具現化した好戦的な野心家。危険人物の一方、強さを求める1人の戦士としての一面も見られる。メフィラス星の犯罪者矯正施設であるハイパーエネルギーの神殿に2ヵ月も籠って、ハイパーエネルギーを自在に扱える程に己を鍛え上げた後に「お上品で退屈な」故郷を自らの手で滅ぼした。この為、彼と旧知の間柄であるメフィラス星の長老からは「悪魔に魂を売った男」と呼ばれている。
メフィラス大魔王編では覆面格闘家に扮して、第1回銀河最強武道会に出場。ゼットンたちと共に大会を影で操り、ウルトラ戦士と地球人を消耗させていった。準決勝でウルトラマンと対戦した際はウルトラマンが打倒ゼットン用に編み出した新技を使わせるために観客を巻き込むことを承知でピラミッド型の弾丸を放ち、それを新技のスペシウムアタックで破られ、自身もダメージを受けるが新技を使わせることに成功したことで降参する。
ゼットンがウルトラマンに敗れた後、ウルトラ戦士への宣戦布告として、ガッツブラザーズにウルトラ戦士の1人（セブン）を封印させた。それにより、ウルトラマンがセブン復活のためにウルトラの星を離れた好機を見逃さず、宇宙に再び戦乱の時代を引き起こすためにウルトラの星の壊滅を決行。配下の鋼魔四天王と共にウルトラの星を襲撃するがウルトラマン以外のウルトラ戦士たちの抵抗やウルトラマンの帰還により、四天王を全て倒される。ウルトラマンとの直接対決では彼と相まみえることに喜びを抱きながら激闘を展開。ウルトラマンの全力を見た後、2つのハイパーエネルギーを用いて、ハイパーメフィラスに変身。ウルトラマンを圧倒するが復活したセブンが仲間たちと共作り上げたチャージスラッガーを手にしたウルトラマンの前に敗れる。命は助かりながらも負けた悔しさに初めて涙を流し、目的も凶悪な野望から打倒ウルトラマンに変わっていった。
ヤプール編では新たな装鉄鋼を纏い、第2回銀河最強武道会に出場。凶悪さはなりを潜め、武人に変貌。予選でテンペラー、本選ではタロウ、準々決勝ではウルトラの父を破り、ベスト4に進出。準決勝で待ち望んだウルトラマンとの一騎討ちを行えるはずだったがマザロンの豹変により事態は一転。ハイパー化したマザロンの猛攻に苦しむウルトラマンと共闘し、個人個人では全く歯が立たなかったマザロンをあわやというところまで追い詰めた。超テレポーテーションで動けなくなってしまったウルトラマンをマザロンのハイパーマグマレーザーから庇い、重傷を負うが超闘士となったウルトラマンにエネルギーを分け与えられたことで一命を取り留める。マザロンを倒したウルトラマンを労うがウルトラマンが超闘士の力の反動で亡くなったことに気付き、号泣した。ベスト4の中では唯一五体満足だったことから第2回大会の優勝者となり、ウルトラマンの時と同じようにウルトラの星が作った表彰楯を手にウルトラマンの墓参りをするも優勝者の喜びなどなく、ウルトラマンの墓に怒りと悲しみをぶつける。
ヤプール大戦ではウルトラマンの死にうちひしがれるウルトラ戦士たちをウルトラマンが言ったであろう言葉で一喝して立ち直らせ、ウルトラホーンを持つタロウを鍛え上げて、超闘士へと導き、ゼットンに請わって、助っ人になってもらう。メビウス星での最終決戦ではウルトラマンを死に追いやったマザロンがジャンボキングに転生したことを知るとマザロンに怒りを募らせるもセブンのおかげで復讐心を抑えることができ、タロウを連れて、一足先にヤプールの許に向かった。ヤプールとの戦いでは一蹴りで気を失うがジャンボキング戦を終えて駆け付けたセブンたちに介抱されて意識を取り戻す。ヤプールの行いがタロウを逆上させて超闘士の力を消耗させることに気付き、セブンたちにタロウを止めるように頼んだ。ハイパーヤプールに対しては全力のキックを放つも通用せず、最後の賭けとして、ヤプールの異次元パワーを暴走させる策を思いつき、そのための装鉄鋼破壊を行った際は中央を破壊。なお、ブラックピジョンのおとぼけぶりに困惑するコミカルな描写も描かれた。
ゴーデス編では第3回銀河最強武闘会に出場。本選でレッドキングを破るが準々決勝でキングに敗れる。しかし、その試合でキングがウルトラマンの変装であることに気付き、試合終了後、タロウと共にウルトラマンと再会を果たす。
ゴーデス細胞の療養中、かつての配下である鋼魔四天王にウルトラマンたちのサポートを頼み、療養を終えた後は重装鉄鋼を纏って、シーダとの戦いに臨み、セブンと共にウルトラキーを使用した際には発射を担当した。なお、ヤメタランスの放射能で怠けてしまった四天王を見てずっこけるという前シリーズのヤプール編同様にコミカルな面も描かれた。
OVA版ではウルトラマンと雌雄を決するために記念式典での試合を行うもその最中に現れたツイフォンとの戦いに身を投じる。ウルトラマンが倒れた後、超エネルギー増幅装置を用いて、ツイフォンと交戦するが装置の副作用により力尽き、ウルトラマンに看取られながら息を引き取る。
エンペラ星人編では洗脳された21が放ったウルトラキーのエネルギーを抑えたことで気を失ったウルトラマンの夢の中に現れ、彼を叱咤激励した。
新章では皇帝空間における決戦で超闘士タロウへの刺客として、ジェロニモンによって生前の記憶と心を消された状態で復活し、エンペラに忠誠を誓う四天騎星の闘士メフィラス大魔王としてウルトラ戦士たちの前に現れた。しかし、武人としての性格は変わらず、強敵であるタロウとの一騎討ちに歓喜し、激闘を繰り広げた末に敗れるがあえて止めを刺さなかったタロウへの悔しさから灯った情熱を切っ掛けに記憶を取り戻す。テレパシーでメビウスを激励した後、Uキラーザウルスの前に窮地に陥ったタロウたちの許へ駆けつけ、共に戦った。新生エンペラ軍との戦いを終えた後、重装鉄鋼を纏い、弟子のタロウと孫弟子のメビウスが見守る中、ウルトラマンとの試合を展開。
メフィラスの装鉄鋼はマント付きで第2回武道会からはより攻撃的なデザインにして重量も増したものを使用するようになる。重装鉄鋼のエネルギー増幅メタルは2枚のウイング型。
完全版第2巻の描き下ろしイラストではアーマードメフィラスに変化した姿も描かれている。
ガシャポンはPART1では覆面男と第1装鉄鋼姿の2種類、PART3・5・6では第2装鉄鋼姿、PART7では第2回大会でのタロウ戦で披露した手甲だけを装備した状態、PART10では重装鉄鋼姿がそれぞれリリース。番外ガシャポンではベストコレクションでは第1装鉄鋼、銀河最強列伝第1弾では第2装鉄鋼、フルカラークロスでは重装鉄鋼を外すことで超エネルギー増幅装置を纏った状態になるものがそれぞれリリース。アーマードファイター第2弾では第2装鉄鋼がリリース。
主なオリジナル技
- 念力 - ウルトラ念力以上の力を持つ念力。この念力を用いて、第1回銀河最強武道会の超電子制御コンピューターを操作して、対戦表を自在に操作したり、ウルトラの星のコンピューターに介入し、正式に宣戦布告を行う。
- 超魔光閃（ちょうまこうせん） - 右腕から発する光線。当時まだ名称が不明だったグリップビームの構えから発射。ヤプール戦では超魔光閃に酷似した螺旋状の光線を放ったが強化版なのか別の技なのかは不明。

鋼魔四天王（こうましてんのう）
メフィラス大魔王配下の4人の宇宙人。
ダダ以外のメンバーは第1回銀河最強武道会に出場。メフィラスの思惑通りにトーナメントを進めた。ウルトラの星侵攻時には装鉄鋼を着用（エースからはパクリと評された）して、闘士として活動。ウルトラマン不在もあって、優位に立っていたがウルトラ戦士たちの奮闘と帰還したウルトラマンに敗北した。尚、ウルトラの星侵攻以前から各惑星を滅ぼしており、少なくとも3つの惑星が滅ぼされていることがバルタンの口から明らかになっている。
ウルトラ戦士との戦いで戦死したと思われていたがヤプール編で生存が確認（第2回大会にて観戦しているシーンがある）されており、ゴーデス編ではメフィラスからの（『命令』ではなく）『依頼』を受けて、新たな装鉄鋼を装着して、戦場に戻り、ウルトラ戦士に協力。2大魔神戦でウルトラマンたちを助け、シーダ戦ではノタニー博士たちの救助活動に専念するがヤメタランスの影響で怠け者になってしまった。シーダ戦からは装鉄鋼にクリスタルコートを施した簡易型の重装鉄鋼を使用。
鋼魔四天王の人選は『ウルトラマン』第33話の「禁じられた言葉」でメフィラス星人が操ったメンバーが元ネタである。
ガシャポンはPART2では第1装鉄鋼、PART10では第2装鉄鋼を装備したものがそれぞれリリース。

バルタン星人 / 闘士バルタン星人
鋼魔四天王の一員。
装鉄鋼はミサイルランチャーや分身用のカプセルなどが装備されたメカニックなもので火力に優れている。
第1回銀河最強武道会ではベスト16でガッツ星人と対戦し、引き分けという八百長を演じた。
ウルトラの星侵攻においては前の3つの惑星は自分以外の四天王が滅ぼしたことから、挑発してきたグレートと一騎討ちをする権利を得て戦闘を行う。互角以上の戦いを展開するがバルタン・ミクスド・ファイヤーをマグナムシュートに逆利用されたことで敗れる。バルタンが敗北後、残りの四天王はメフィラスから「10分以内にウルトラ戦士を始末しなければ全員処刑する」と宣告されて、本気を出すことになった。
魔神戦ではシラリーの絶命光線を浴びかけるもジョーニアスに助けられ、シラリーが破壊光線に切り替えた際には自身の火力でダメージを抑えた。
ガシャポンにおいては四天王では唯一、PART2と10以外にもリリースされており、PART1でノーマル仕様がリリース。アーマードファイター第4弾では第1装甲鉄鋼がリリースされた。
主なオリジナル技
- バルタン・ミクスド・ファイヤー - 両手のハサミから発するバルタンファイヤーとハサミ上部に取り付けられたミサイルランチャーから発する誘爆エネルギー弾を合わせた必殺技。グレートのマグナムシュートによって、はじき返されてしまう。
- バルタン・ミクスド・ノヴァ - バルタン・ミクスド・ファイヤーの強化版。他の四天王たちと共に2大魔神に放つが敵の強さを際立たせただけで終わった。
- PSY＝バルタン - バルタンの精神エネルギーで作られた分身。本体の1/10の強さだがウルトラ戦士を苦戦させた。その気になれば何百体でも作れるが本体であるバルタンが倒されると消滅する。ゴーデス編では人命救助に用いられるもヤメタランスのせいで分身たちも怠け者になってしまった。
- バルチョップ - 何の変哲もないチョップ攻撃。ヤメタランスによって、怠け者にされた際、救助活動を再開するように頼んできたヤメタランスに放った。

ザラブ星人 / 闘士ザラブ星人
鋼魔四天王の一員。
装鉄鋼は棒を備えており、それによる棒術を展開。第2装鉄鋼ではザラブロッドと同金属の盾も用いるようになる。紳士的な性格でダダ曰く「頭は切れる」ほう。
第1回銀河最強武道会ではベスト16でケムールと対戦し、引き分けという八百長を演じた。
ウルトラの星侵攻においては戦意を喪失したタロウを「弱い奴から潰していくのが集団戦」と称して倒そうとするがジャックの捨て身のカウンターによるウルトラランスに敗れる。倒れる際にその覚悟を認め、彼らを見下していたことを謝罪した。
魔神戦では魔神の同士討ちを思いついたのも束の間、ダダと共に戦闘不能になってしまうがパワードに助けられる。
主なオリジナル技・武装
- ザラブロッド - ザラブ愛用の長棒。魔神戦ではシラリーにやられそうになったダダを救おうと投げつけるもシラリーに逆に投げ返されてしまうが盾で防御したことで命拾いし、そこから同士討ちを思いつく。
- 旋風光輪波（せんぷうこうりんは） - ゴーデス編で披露された必殺技。棒から光輪を放つ。

ケムール人 / 闘士ケムール人
鋼魔四天王の一員。
装鉄鋼は光線を弾く重装型で自身は怪力を駆使する。当初はガラの悪い大男だったが改心後はメフィラスを変えたウルトラマンに感謝したり、命の恩人であるパワードを褒め称えたりと四天王の中でも特に性格が丸くなっていた。
第1回銀河最強武道会ではベスト16でザラブと対戦し、引き分けという八百長を演じた。
ウルトラの星侵攻においてはタロウを仕留めようとした矢先、帰還したウルトラマンの2発のパンチに敗北する。
魔神戦では攻撃だけでなく、防御も担当。
主なオリジナル技
- 超高圧パワーグライド（ちょうこうあつパワーグライド） - 砲口状になっている手の部分から黒いエネルギー体を発射する技だが、発射直前にタロウに阻止されたため詳細不明。
- ファイナル・パワーグライド - パワーアップした超高圧パワーグライド。他の四天王たちと共に2大魔神に放つが敵の強さを際立たせただけで終わった。
- バリアー・パワーグライド - ゴーデス編にて使用された長方形のバリアー。コダラーとシラリーの光線を防ぐがコダラーのパンチで四散した。

闘士ダダ
鋼魔四天王の一員。
装爪鋼は三本爪を備えており、スピード攻撃を用いる。本人曰く「あまりに速く強いため、抑えることができない、四天王最強の男」であり、その為、武道会には参加しなかったが1時間で惑星を滅ぼしたことがあることから、四天王最強は過大評価ではない模様。かなりのナルシストで口に薔薇を加えることも多い。
ウルトラの星侵攻においては四天王の汚名をそそぐためにウルトラマンと戦うが惨敗。メフィラスからはウルトラマンの力量を測るための当て馬にすぎなかった為、メフィラスに顔を踏み潰されて動かなくなる。
魔神戦ではウルトラマンを最初に救出。
主なオリジナル技
- 仮面の舞（かめんのまい） - 仮面を付けた状態から超高速で分身攻撃する技。2種類の仮面を使用。ゾフィー、エース、ジョーニアス、80の4人を苦しめたがウルトラマンには効かず、全員をパンチで撃破される。
- クローシューター - 腕に装備した爪の逆についた銃口から光線を放つ。他の四天王たちと共に2大魔神に放つが敵の強さを際立たせただけで終わった。

エースキラー / エースキラーR（リベンジャー） / エースキラーS（スペシャル）
声：千葉繁
先代ヤプールによって造られた人造超人。
ウルトラ戦士の技をコピーしており、実力はエースと互角以上。エースを倒すために作られたがそのためか頭の中身も互角のようである。ロボットなので頭部だけでも活動可能。本作ではエース以外のウルトラ戦士との面識はなかった。
ヤプール編では第2回銀河最強武道会に出場。本選でジャックを破り、準々決勝でエースと対戦。メタリウム光線をM87光線で相殺するも新技のメタリウムバーストには対応できず、電磁光にまで吹き飛ばされるがエースが庇ったことで試合には勝った。形はどうであれ、念願を成就したことから、生きる目的を見失ったが自身が倒したエースやジャックの励ましを受けて立ち直り、彼らの分まで残りの試合に専念することにし、エースとの間にも友情が芽生え、ボケ役に対するツッコミ役となる。マザロンによるバトルロイヤルでは本来の準決勝相手であるマザロンに立ち向かうも全身を切り裂かれて敗北。残った頭部は電磁光に向かって投げつけられるもウルトラマンに助けられたことで辛うじて生き延びた。
ヤプール大戦ではエースキラーRとなって復活。ウルトラ戦士たちと共にヤプール軍と交戦。ヒール星での戦いを経て、最終決戦に参加。ジャンボキング戦では弱体化したジャンボキングに対し、ゼットンと共に反撃を行い、キラーブレストを放った。ジャンボキングの身体を失ったマザロンには自身の手でトドメを刺す。ヤプール戦ではハイパーヤプールに怯え、ヤプールが光線を放った際にはタロウの超闘士の力で助けられるが下半身を失う。ヤプールが暴走態と化した際には意を決して、自爆用の超重力爆弾を使用。セブンのアイスラッガーで頭部を切断されたことで本体は助かり、切り離された首から下の身体は爆発。倒すことは出来なかったが時間を稼ぐことは出来た。
ゴーデス編では第3回銀河最強武道会に出場。本選でゴモラと対戦するがどちらが勝ったかは描かれなかった。ロボットではあるがゴーデス細胞にエネルギーを吸収されてしまい、療養することになる。
OVA版では新たなボディのエースキラーSとなり、斧と盾も装備。ウルトラ戦士たちと共に怪彗星ツイフォン破壊に赴く。シールド砲を用いるも彗星を破壊できず、ツイフォンとの戦闘でもシールド砲が通用せずに敗北。
エンペラ星人編での同行は確認されず、最終回表紙のみの登場。
新章ではゼットンと共にウルトラの星防衛戦に参戦。
ガシャポンはパート3ではオリジナルがパート6ではエースと対のポーズであるRがそれぞれ武器付きでリリース。
主なオリジナル技・武装
- Wメタリウム光線（ダブルメタリウム光線） - エースと共に放つ合体メタリウム光線で自身は反転した型から放つ。ジャンボキング相手に使用するが通用しなかった。
- キラーブレスト - Rの時に使用。胸部から発射する光線。
- 超重力爆弾 - Rの時に使用。胸部に内蔵した自爆用の爆弾。爆発は小ぶりだが、相手を内側へ押し潰す。
- シールド砲（正式名称不明） - Sの時に使用。片刃斧と合体させた盾の中央の刺の部分から高火力エネルギー波を発射。怪彗星ツイフォン破壊に用意したものだが逆にエネルギーを吸収されてしまう。彗星戦神ツイフォン相手にも使用するが通用しなかった。

ゼットン / 闘士ゼットン
声：堀川りょう
闘士怪獣の助っ人。
ウルトラマンを破ったことのある怪獣としても知られている。当初は強者との戦いに心躍らせながらも己の強さに慢心しきっていたような性格でエースを甚振るのを楽しんだり、ウルトラマンからは「武道家精神の欠片もない奴」メフィラスからは「功名心の強い単細胞」と呼ばれていた。改心後は性格が丸くなり、闘士怪獣五獣士の良き兄貴分にもなる。負かした相手の口から「強い」と聞くことが好き。笑い声は「ゼーットットットッ」
メフィラス大魔王編ではメフィラスとつるんで第1回銀河最強武道会に出場。本選でテンペラー星人、準々決勝でセブン、準決勝でエースを破っていった。決勝戦では闘士となったウルトラマンにじわじわと追い詰められたことで焦り、メフィラスの甘言に乗って、最強の座に執着する余り、メフィラスから渡されたハイパーエネルギーのカプセルを用いて、一度も試したことのないハイパー化を決意。最初はエネルギー不足で暴走してしまうも科学特捜隊が放ったペンシル爆弾のエネルギーを吸収したことで完全なるハイパー化を達成し、ハイパーゼットンとなった。それでも闘争本能のみで動く暴走状態であることは変わらず、光線技が効かない最悪の怪物として猛威を振るうも観戦客のピグモンが付けていた風船からヒントを得たウルトラマンにスペシウムアタックを零距離で放たれたことでハイパー化が解け、ウルトラマンを称賛した後、気を失った。
ヤプール編では第2回銀河最強武道会には出場せず、宇宙の辺境で療養しながら修行の日々を送っていたがヤプール大戦の助っ人として、メフィラスに請われ、メフィラスが用意した装鉄鋼を装備して、闘士となった。最初はメフィラスへの復讐を行うとしたがメフィラスが土下座をしてまで自分の力を求めたことやメフィラスの心境を変化させたウルトラマンの偉大さに惹かれたことで個人の復讐を捨てて、助っ人になる決意をした。メフィラスから贈られた装鉄鋼を使いこなす特訓を終えて、サンド星での戦闘で初陣を飾る。闘士怪獣五獣士を追いつめていたバラバを軽く倒し、バラバから武器を与えられたドラゴリー、ガマス、カメレキングに至っては3人纏めて倒した。そのままヤプールとの最終決戦にも参加。ジャンボキング戦では踏み潰しにかかったジャンボキングの足を受け止めて耐え抜いた末、弱体化したジャンボキングにメテオ火球を放つ。ハイパーヤプール戦では同時攻撃を仕掛けるもメテオセイバーを逆に破損。ヤプールが広範囲に放った光線からメフィラス、セブン、エースを助けるためにテレポートを用いるも近い範囲内しか使えず、3人同時に助ける無理をした為、自身のダメージは酷く、戦闘不能となる。ハイパーゼットン時の経験からタロウがヤプールに放った最後の一撃を察して、メフィラスたちに避難するように指示した。尚、バルタンJr.に「『宇宙恐竜』だから闘士『怪獣』とは呼べない」と指摘され、他の怪獣たちが「闘士宇宙恐竜？」などと言っているのを見て、辟易する一面も見せている。
ゴーデス編では第3回銀河最強武道会に出場。本選でジャックを破るが準々決勝でパワードに敗れる。パワード流派を噂で聞いていた。
OVA版では月面でツイフォンと交戦中のウルトラマンとメフィラスの救援のためにセブンとジェットビートルと共に駆け付け、スーパーツイフォンと交戦。
エンペラ星人編では北銀河の防衛を手伝っており、セブンと一緒にいる姿が描かれている。
新章ではエースキラーSと共にウルトラの星防衛戦に参戦。
完全版第2巻の描き下ろしイラストではEXゼットンに変化した姿も描かれている。
ガシャポンはパート1でノーマル、パート2でハイパーゼットン、パート6と7で闘士がそれぞれリリース。番外ガシャポンでは銀河最強列伝第2弾で闘士がリリース。アーマードファイター第3弾でも闘士がリリース。
主なオリジナル技・武装
- ハイパーメテオ火球 - ハイパーゼットンになって用いたメテオ火球。どこからともなく頭上に巨大な火球を出す。ゾフィーを倒すもウルトラマンの零距離スペシウムアタックに粉砕される。
- メテオセイバー - 背中に背負った双剣。柄で連結させて用いる。ブーメランとしても使用可能。

闘士怪獣五獣士
5人の闘士怪獣で構成されたチーム。
第1回銀河最強武道会ではゴモラが闘士のつもりで武装していたがウルトラマンに「闘士じゃなく、ただの武装怪獣」と言われ、第1回大会終了後、猛修行の末に全員が闘士となり、第2回武道会に臨み、以降も出場し続ける。
ヤプール大戦では銀河連合軍の一員として活動し、サンド星での激闘も展開。エンペラ大戦ではセブンに協力して、北銀河でエンペラ軍と交戦している。新章ではウルトラの星防衛戦に参加。
ガシャポンもリリースされるが全員が同じ弾に登場したのはベストコレクションのみ。

レッドキング / 闘士レッドキング
声：江原正士
闘士怪獣五獣士のリーダー。
装鉄鋼は目の周りにメイキャップレスラーのような火炎の隈取りを入れた状態で纏う。粗野だが一本気な性格で常に先頭に立って行動していることから、他の怪獣たちからの人望は厚い。
第1回大会では初戦でウルトラマンと対決するも岩石投げを破られ、一度に六発のパンチを受けて敗北。決勝戦ではハイパーゼットンと戦うウルトラマンを応援した。
第2回大会では予選でガルタン大王を破り、本選でウルトラマンと激しい肉弾戦を展開。敗れはしたがウルトラマンからはその上達振りを評価された。
ヤプール大戦でのバラバ戦ではボロボロの状態ながらも立ち向かっていき、ゼットンに助けられる。ゼットンのことは第1回大会では呼び捨てにしていたが闘士となった彼に命を救われてからは「ゼットンのダンナ」と呼び方を改めるようになった。
第3回大会では本選でメフィラスに敗れる。また、同族のPレッドキングとも顔を合わせた。
新章での第4回銀河最強武道会では本選で闘士ゴモラに敗退。
復刻版第3巻収録の栗原仁の好きな怪獣ベスト5では1位にランクイン。
ガシャポンはパート4でリリース。
ゴモラ / 武装ゴモラ / 闘士ゴモラ
声：西村智博
闘士怪獣五獣士の一員。
武装怪獣時代は金棒付きの鎧を纏い、闘士になってからの装鉄鋼には両刃斧を装備。尚、武装怪獣時代の武装は武器屋チブル星人から購入したものであることがカードダスで語られている。
第1回大会では本編中で防具と手持ち武器を付けた最初のキャラクターだがその時点では実力的な成長は認められず、武装怪獣止まりであり、ウルトラマンに一撃で鎧を割られて降参。決勝戦ではハイパーゼットンと戦うウルトラマンを応援。
第2回大会では本選でエースに敗退。
第3回大会では本選でエースキラーと対戦するがどちらが勝利したかは描かれなかった。また、昔の仲間であるタイラント一味と再会した際に「怪獣帝王」を名乗っていたことを今の仲間たちに明かした。
第4回銀河最強武道会では本選でレッドキングを超振動波で破り、ベスト8に進出。準々決勝でガルタン大王に敗退。
復刻版第2巻の書き下ろしイラストではレイモンと一緒にいる光景が描かれた。
ガシャポンはパート1では武装ゴモラ、パート4では闘士ゴモラがそれぞれリリース。
エレキング / 闘士エレキング
闘士怪獣五獣士の一員。
装鉄鋼は両手がコンセント状になっており、両手を合わせることで強力な電気を放射可能。
第1回大会では入場シーンのみ描かれた。
第2回大会では本選でセブンと対戦し、敗れはしたが精一杯戦えたことに満足していた。
第3回大会では予選バトルロイヤルで乱戦に巻き込まれて敗退。
復刻版第3巻収録の栗原仁の好きな怪獣ベスト5では2位にランクイン。
新章での第4回銀河最強武道会ではグインジェを破り、ベスト8に進出。準々決勝でテンペラーに敗退。
ガシャポンはパート3でリリース。
ベムスター / 闘士ベムスター
闘士怪獣五獣士の一員。
装鉄鋼は兜に爪状の手にハンマーとペンチアームが足には金属の爪やドリル、尻尾の先に棘付きの鉄球が付いており、腹部の口にはエネルギーを吸収するクリスタルが備えられている。五獣士の中で唯一空を飛べる。
第1回大会では入場シーンのみ描かれた。
第2回大会では本選でミスターサンタと対決するが一瞬の間に腕のジョイントを外されて自滅（サンタと対戦した際にメフィラスから種明かしされる）した。その後、超闘士ウルトラマンの許に向かおうとするがレッドキングたち3人（バキシムは治療中だったためにおらず）を乗せた状態で飛ぶことはできず、待つことになった。
第3回大会では予選バトルロイヤルにおいて乱戦に巻き込まれ、敢えなく予選落ち。
新章での第4回銀河最強武道会では本選でネオスに敗退している。
ガシャポンはパート3でリリース。
バキシム / 闘士バキシム
闘士怪獣五獣士の一員。
装鉄鋼は頭部と両腕が刃になっている。エースの活躍で先代ヤプールの支配下から解放された。
第1回大会では本選でエースと対決し、空を割っての攻撃を駆使して、善戦するがメタリウム光線で敗北。
第2回大会では本選でのレオとの試合ではトルネードアタックで勝利を手にし、五獣士では唯一ベスト8まで勝ち残る。準々決勝でのマザロン戦では彼の背後にヤプールの面影を感じて恐怖し、起死回生のトルネードアタックを放つもマザロンの催眠術にかかり、電磁光に突っ込んでしまい自滅。電磁光デスマッチ最初の犠牲者となった。
ヤプール大戦では創造主ヤプールに反旗を翻して戦い、サンド星で戦いでは身を挺した行動によって壊滅寸前にまで追い詰めたがバラバの参戦で形勢が逆転してしまい戦闘不能になる。
第3回大会では予選バトルロイヤルにおいて、乱戦に巻き込まれ、敢えなく予選落ち。
新章での第4回銀河最強武道会では本選でデスレムに敗退。
ガシャポンはパート3でリリース。
主なオリジナル技
- トルネードアタック - 装鉄鋼の頭部と両腕の刃を組み合わせて放つ回転体当たり攻撃。自他共に認める百発百中。

強豪宇宙人連合
ウルトラ戦士と敵対していた強豪宇宙人による連合。
第2回銀河最強武道会終了直後、ヤンドことヤプールから「大戦を行っている間はおとなしくしているように」と忠告され、それに従うが一部の者は銀河連合軍に協力し、ヤプール軍と交戦した。
テンペラー星人
強豪宇宙人連合の代表格。
第1回銀河最強武道会では大会の優勝候補の1人に挙げられる実力者ではあったがベスト16でゼットンに光線技を跳ね返されて敗退。
第2回銀河最強武道会では予選でメフィラスにパンチ一発で退場。大会終了直後、自身の道場に現れたヤプールに脅されながらも「万に一つでもどうにかしてくれると思ったからかもしれない」という理由からヤプールの情報を宇宙警備隊に伝える。
第3回銀河最強武道会では予選バトルロイヤルでメフィラスに指一本でふっ飛ばされてしまう（しかも1コマのみの出演）結果となる。
第4回銀河最強武道会ではヒッポリト星人を破り、ベスト8に進出し、エレキングを破り、ベスト4に進出。メビウスたちに協力して、融合デスレムとも交戦した。再開された大会では準々決勝でガルタンに敗退。尚、専属スタッフとして、原典のサル型ロボットも登場し、エレキング戦の後に治療を行う。
ガシャポンはパート1でリリース。
ヒッポリト星人
強豪宇宙人連合の一員。
第2回銀河最強武道会では原典同様にエース人形を手に“宇宙で一番強い生物（いきもの）”を自称するが予選でエースに敢え無く敗退。大会終了後、テンペラーの道場でヤプールと邂逅する。
第4回銀河最強武道会では登場シーンはないがベスト16でテンペラー星人に敗退。
復刻版第3巻収録の栗原仁の好きな怪獣ベスト5では4位にランクイン。
マグマ星人
強豪宇宙人連合の一員。
第2回銀河最強武道会ではヒッポリト星人とどちらが最強かで試合前に諍いを見せる。同大会の最初の予選試合ではレオと対戦するがレオスープレックスで瞬殺。大会終了後、テンペラーの道場に現れたヤプール相手にネオマグマサーベルをかざして、啖呵を切るもデコピンの風圧だけでふっ飛ばされる。なお、本作品のマグマ星人はレオ兄弟と因縁があるかは不明。
復刻版第3巻収録の栗原仁の好きな怪獣ベスト5では5位にランクイン。
主なオリジナル武装
- ネオマグマサーベル - マグマサーベルの強化型。第2回銀河最強武道会終了後に装備。ヤプールの風圧で破壊された。

ナックル星人
強豪宇宙人連合の一員。
銀河最強武道会には出場せず、ブラックキングと共に観戦。大会の白熱ぶりに感激して、涙を流していた。大会終了後、テンペラーの道場でヤプールと邂逅する。

バルタン星人Jr.
強豪宇宙人連合の一員。
ビルガモを始めとするロボット怪獣軍団を指揮。闘士バルタン星人やPバルタンの同族だがまだ幼く、語尾に「でしゅ」を付ける。蝶ネクタイを着用し、大きなレバーの付いたリモコンでビルガモを操縦。
第2回銀河最強武道会では予選で敗退して、マグマ、ヒッポリト、ペガッサと共に大会医療班からの手当てを受けながらも大泣きしており、防衛チームの女性隊員からキャンディーを与えられる。
大会終了後、テンペラーの道場でヤプールと邂逅し、一度は脅しに屈するがヤプール軍と戦う戦士たちに感化されて、自身もロボット怪獣軍団と共に加勢し、サンド星での戦いにも参加した。ヤプール大戦を経て、ウルトラ戦士たちとの間にも友情が芽生える。
第3回銀河最強武道会の予選では同族のPバルタンと顔を合わせるが自身は予選落ちとなる。
ガシャポンはパート7でビルガモとセットでリリース。
ビルガモ、キングジョー、クレージーゴン、ガメロット
バルタンJr.が指揮するロボット怪獣軍団でビルガモはバルタンJr.直属のロボット怪獣。
ヤプール大戦ではバルタンJr.と共に連合軍に参加。サンド星の戦いではキングジョーがバキシムと共に倒れているシーンが描かれた。
ガシャポンはパート7でビルガモのみリリース。

ガルタン大王 / 闘士ガルタン大王
強豪宇宙人連合の一員。
第2回銀河最強武道会では闘士たちに一歩も引かぬ態度を見せたが闘士となったレッドキングの予選でバックブリーカーを受けて敢え無く敗退。　
新章では実はウルトラマンが大好きであるという設定で再登場。過去、80にやっつけられたことで彼に弟子入りし、闘士となって、第4回銀河最強武道会に出場。ベスト16でグレゴール人を破り、ベスト8に進出。ベスト8では最近ヒーロー扱いされていることが気にいらないゴモラと対戦・勝利する。ウルトラ兄弟になるという夢を語るメビウスに対抗心を見せるもそのいい人っぷりに好きになりかけてる。ウルトラの星防衛戦にも協力。
再開された大会では準々決勝でテンペラーを破り、メビウスとの決勝戦を展開。最終的には流星キックとメビュームダイナマイトに敗北し、準優勝となる。大会終了後、新たに80の弟子になったコスモスと顔を合わせるが「偽善者」と発言したためにコロナモードになったコスモスに叩きのめされてしまう。
ガシャポンは新章パート1で闘士がリリース。
主なオリジナル武装
- 爆裂青竜刀 双刃形態 - 爆裂青竜刀に装鉄鋼の胸部に備わっている二本の刃を合体させた双剣。
- 大斬覇（だいざんぱ） - 爆裂青竜刀 双刃形態から放つ縦斬り。

ガラガラ星人
ガルタンの配下たち。
新章で初登場し、ガルタンの世話係を務める。語尾に「ガラ」を付ける。
融合デスレム戦やウルトラの星防衛戦に参加。
カネゴン / 武装カネゴン
声：千葉繁
銀河最強武道会の常連観戦客。
第2回銀河最強武道会ではウルトラマンとメフィラスのタッグがマザロンに反撃を開始した後、どんな危険が起きても最後まで観戦するために用意していた装鉄鋼を着用。避難しようとした観客仲間の心を動かした。
第3回銀河最強武道会では重装備カネゴンの姿で登場。
第4回銀河最強武道会ではマゼラン星人の恒星間弾道弾を被った状態で「キター」と発言したことでマゼラン星人のマヤから「そのネタやる？」とツッコミも入れられている。
ガシャポンはパート2でノーマル、パート3で武装カネゴンがそれぞれリリース。
ピグモン
銀河最強武道会の常連観戦客でカネゴンの相方的存在。
第1回大会では彼の着けていた風船がウルトラマンにハイパーゼットンを倒すヒントを与えるきっかけとなった。第2回大会ではレッドキング後援会として、チャンドラー、マグラー、スフランといった怪獣たちと共に2人のピグモンが登場している。
ガシャポンはパート1でリリース。

マヤ
マゼラン星人の少女で銀河最強武道会の常連観戦客。
太い眉毛と口元のほくろが特徴。非常に冷めた性格をした毒舌家。
初登場である第2回大会では危険を顧みずに応援するカネゴンたちを尻目に「やっぱり帰る」と会場を後にし、第3回大会ではシェルターに避難した際に「アクシデント慣れしてきたね。この大会もさ」第4回大会では本性を表したデスレムが観客も巻き込もうとした際には「相変わらず、安全対策ザルね」ときついツッコミを入れている。
完全版単行本第4巻の書き下ろしイラストでは闘士マゼラン星人マヤが描かれている。

バド星人
銀河最強武道会の常連観戦客で作品オリジナルの妻子も一緒に登場している。
第3回大会では自らも出場するが予選バトルロイヤルでメフィラスに敗退。

ウインダム、ミクラス、アギラ
セブンの相棒のカプセル怪獣トリオ。
口調はウインダムはカタカナ交じりの丁寧語、ミクラスは語尾に「 - でゴワス」と付けるがアギラのみ文字が書かれた看板や紙を使って表現を執る。
アギラは登場回数が最も多く、セブンのことを「親分」と慕い、一緒にいることも多い。年齢もかなり幼く描かれており、エースからも「子供」と称されている。復刻版第1巻の書き下ろしではカプセル怪獣残り2つのカプセルからメスのアギラ2匹が出現した。
単行本では『セブン家の人々』というセブンとカプセル怪獣たちの話が書き下ろしで描かれ、完全版第3巻では赤ん坊のウルトラマンゼロやセブンガーも加えての書き下ろしが描かれた。また、復刻版のほうではミクラスもセブンのことを「親分」と呼んでいた。
完全版第3巻収録の栗原仁の好きな怪獣ベスト5でミクラスが3位にランクイン。

ラビドッグ
ウルトラの星に住んでいる宇宙犬。
原典ではタロウのペットだったが本作品ではウルトラ一族の子供が飼っている別個体も見られた。
ヤプール大戦でウルトラマンが思い描いた第3回銀河最強武道会では観客席からアギラと同じ表現でタロウを応援しているシーンが描かれ、タロウのことは「タロウぼっちゃん」と呼んでいる。新章ではメフィラスのイメージ内でウルトラの父と母、ドックンと共にタロウをお祝いしていた。

ビーコン
怪獣チャンネルと銀河最強武道会カメラマン。
万丈アナの相方で「ビー」や「 - だビー」が口癖。
魔神の亡骸の調査にも同行するがヤメタランスのなまけ放射能に感染し、愛用のカメラはササヒラーに奪われてしまった。
ガシャポンはパート8でノタニー博士＆万丈アナの実況席とのセットでリリース。

ミステラー星人
ジャックの友人。
第1回銀河最強武道会ではウルトラ戦士たち（ウルトラマンとジャック）に「この大会にはよからぬ宇宙人も参加しているらしい」と忠告した。OVA版にも登場し、闘士五獣士と共にメフィラスとツイフォンの戦いをテレビで観ていた。

ペガッサ星人 / 武装ペガッサ星人
銀河最強武道会の出場者。
ゴモラ同様にチブルから購入した武装を纏った武装宇宙人。
第1回銀河最強武道会ではカードダスのみの登場。
第2回銀河最強武道会では新たな武装を纏って、武装ペガッサ星人IIとなるが予選でアストラに敗退。

殺し屋ガッツブラザーズ
報酬を請け負っての殺し屋を職業とするガッツ星人の兄弟。
西部劇のガンマンのような風貌をしており、兄は左目、弟は右目にレンズを付けている。
兄の個体はメフィラス大魔王に雇われて、第1回銀河最強武道会に出場し、ベスト16でバルタンと引き分けるという八百長を演じる。
大会終了直後、セブンを十字架に封印。惑星S-40で弟と共に専用のテレビでウルトラ戦士とメフィラス軍の戦いを静観し、弟の「メフィラス様に加勢すればその褒美で星をくれるかもしれない」という案に賛同し、ウルトラマンも仕留めることにするが自分たちを追ってきたレオ兄弟にクルスガンを破壊されて捕らえられる。その後、セブンの仲立ちにより、宇宙刑務所で罪を償うことを条件に助けられる。
エンペラ星人編でブラック指令が宣戦布告している映像を酒場で観ていたガッツ星人も1人いるがガッツブラザーズであるかは不明。
主なオリジナル武装
- クルスガン - 撃った相手をエネルギーを封印する棺に封印する拳銃。
- エネルギーを封印する棺 - 透明な十字架状の棺で、この棺内に閉じ込められるとエネルギーが0になり、仮死状態になってしまう。

チャータム
キング星に住む女性。
神（キング）から真の闘士に反応する青い石を授かり、それを守りながら生活していた。人の心を感じ取る力を持つ。
ウルトラマンと共にキング星を訪れた科学特捜隊にキング星が試練の星と呼ばれている由来を教え、アントラーと戦うウルトラマンが闘志を取り戻したことを知ると、青き石でウルトラマンを援護した。
モデルは『ウルトラマン』第7話に登場したチャータム。名前はカードダスの初期デザインに書かれているが漫画版では名前は明かされず、単行本第2巻のあらすじ内では謎の美女と表記された。

アントラー、ケムラー、ザラガス
キング星でウルトラマンが交戦した試練怪獣たち。
第1の刺客・アントラーは磁力と光線耐性でウルトラマンを苦しめるもセブンを復活させたい一心で闘志を取り戻したウルトラマンの反撃に押されていき、最終的には青い石の直撃を受けて、皮膚の一部を破損し、そこに零距離スペシウムアタックを叩き込まれて撤退した。第2の刺客・ケムラーと第3の刺客・ザラガスはウルトラマンと科特隊の連携により倒される。ケムラーとザラガスもアントラー同様にウルトラマン1人では勝てなかった強敵たちだったがアントラー戦でウルトラマンはパワーも向上させたことにより、光線技を使わずに勝利した。

メフィラス長老
メフィラス星の長老。
メフィラス大魔王によって、メフィラス星は滅ぼされてしまうがウルトラマンの協力により復興。ウルトラマンの正義を信じ、ハイパーエネルギーの牢獄での修行を許可する。
メフィラス星人にヒゲを生やしたデザインで描かれ、長老以外にも女性や子供のメフィラス星人も描かれた。
太陽神
プラズマスパークで生み出された太陽エネルギーに宿った意志でウルトラ一族の神とも呼べる女性人格。
その存在を知る者は少なく、ウルトラマンもキングから聞かされるまでは知らずにいた。太陽神のいる世界は死んだウルトラ戦士の魂が行きつく場所であるがキングは長年の修行により生きたまま行くことが出来る。
ヤプール編ではキングの頼みもあって、ウルトラマンの亡骸を修復し、ウルトラマンを蘇生させる。
ゴーデス編では完成したウルトラクラウンを新装鉄鋼と共にウルトラマンに届けたり、ゴーデス事件で意識不明となったタロウ、グレート、パワードの3人をウルトラマンの案で治療する。
キングパラダイ
宇宙貨物船の船長。
目的地が第3回銀河最強武道会開催地だったことから、銀河の果てでギリギリまで修行していたタロウを特別に乗船させてあげた。
なお、船長という設定は『ウルトラマンタロウ』の白鳥船長と『ウルトラマンレオ』第28話の船長が元ネタ。
タイラント、アストロモンス、ドロボン、ダストパン
ゴモラが怪獣帝王と名乗っていた頃につるんでいたゴロツキ軍団。
ゴモラと喧嘩別れした後はタイラントがリーダー格を務めている。
正義の闘士となったゴモラと第3回大会にて再会した際にも「怪獣のいい恥さらし」と貶す発言をした。予選バトルロイヤル開始前、タロウを襲おうとするがパワードの頼みに白けて中断。予選バトルロイヤルにおいては開始前の件からパワードを狙うが神の手により、全員が返り討ちに遭う。
彼らの組み合わせは1979年公開の映画『ウルトラ6兄弟VS怪獣軍団』に由来する。尚、劇中でダストパンは台詞が一言もなかった。
ガシャポンはパート8でダストパン以外がリリースされ、ドロボンは原典再現で胸部にくぼみがある。
P（パワード）バルタン星人、P（パワード）レッドキング
バルタン星人やレッドキングの同族でパワード流派門下生。パワードの側近でもある。
第3回銀河最強武道会に潜入していたゴーデスを倒す為、パワードと共に大会に出場し、同族のバルタン星人Jr.や闘士レッドキングとも顔を合わせた。Pレッドキングは闘士レッドキングと比べて落ち着いた性格ではあるが闘士レッドキングを挑発する一面も見せる。パワードと共にベスト16に進出し、Pバルタンは仮面騎士（ゴーデス）にPレッドキングはタロウに本選でそれぞれ敗退。ゴーデスとの戦いではオーラを持たない状態でゴーデスに直接触れたためにエネルギーを全て吸収されてしまった。武道会終了後、宇宙警備隊の許で療養していたがパワードの手で仲間のパワード流派門下生たちに預けられた。
彼ら以外にもパワード流派門下生として、『パワード』登場怪獣が姿を見せており、Pテレスドン、Pガボラ、Pザンボラー、Pダダの4人はゴーデス細胞を療養中のPバルタンとPレッドキングを引き取り、PダダとPテレスドンはシラリー復活直後にも登場し、PテレスドンはPケムラー、Pピグモン、Pジャミラと共に、キングの治療にあたり、Pダダはパワードをキングの許に連れてきた。
新章ではウルトラの星防衛戦において、Pゼットンがパワード、Pバルタン、Pレッドキング、Pテレスドン、Pピグモンと共に登場。闘士ゼットンとは逆に敬語で喋る。PバルタンとPレッドキングはグレートとパワードと共に皇帝空間崩壊後の現地に赴いてもいる。
ガシャポンはパート8でパワードと共にリリース。
ピッコロ
ピッコロ星の王子でタロウの友人。
父親譲りの邪悪な気を探る能力を持つ。飄々とした性格（バランガ曰く「何も考えていない」）だが言動がやたらと尊大で自らを「タロウの兄貴分」と豪語したり、何かとタロウを弟子入りさせようとしている。
友人のはずのタロウもその傍若無人ぶりを若干持て余すほどだったが海魔星を探り当てたり、ブラックピジョンと共にバランガを圧倒したりとタロウの力になった。
ガシャポンはパート9でリリース。
ピッコロ大王
ピッコロ星の大王で宇宙生命体の専門家。
凶悪な怪獣たちも改心させ、ピッコロ星に受け入れており、ヤプール大戦後の超獣たちも現在はピッコロ星で暮らしている。
ゴーデスを探し出すべく、足を運んだタロウの願いに対し、年老いた現在は能力が衰えていることから、息子のピッコロ王子を同行させることにした。
ピッコロ王子にヒゲを生やしたデザインで描かれた。
ササランズ
ササヒラーとヤメタランスのユニット。
相打ちで終わった2大魔神にトドメを刺すことでヒーローにならんとするがシーダの誕生に立ち会うことになる。闘士チームとシーダの戦いの最中、調査隊を避難させた。エンペラ軍との戦いでは北銀河防衛の拠点である地球で宇宙警備隊をサポート。
ガシャポンはパート11でリリース。
ササヒラー
ササランズの親分のほう。
「実力はないけれどやる気と根性だけは宇宙一」という、ある意味最も厄介な特徴のおかげでヤメタランスのなまけ放射能を浴びても怠け者にならない為、彼だけは素の状態でヤメタランスに近付くことが出来る。
全宇宙を震撼させる2大魔神を倒して、ヒーローになるという、分不相応な野心を持ち、魔神が死んだ状態で卵に戻った際、邪魔が入らないうちにと火事場泥棒的に参戦。なまけ放射線で調査隊が怠けている間にビーコンから奪ったビデオカメラでヤメタランスが魔神にトドメを刺す決定的瞬間を撮影する中、シーダの誕生に立ち会う。それでも自己中心的な野心を振り翳すその態度にキレたヤメタランスにボコられて野望は呆気なく潰え、地球人救出の作業に強制的に引っ張り込まれる。シーダにササヒラー円盤を破壊されてしまうもウルトラの父が用意したシェルター船に避難し、シーダもウルトラマンに倒されたことで助かるものの事件後はヤメタランスが人命救助の功績でヒーローとして讃えられたのに対し、自身は公務執行妨害で逮捕・宇宙刑務所に収監されるという自業自得の末路を迎えた。その後、釈放され、北銀河担当のセブンの下でヤメタランスと共に働いているが立場が逆転しているのは変わらず、五獣士からもこき使われている。
初登場回である第40話では子供たちがササランズのガシャポンを手に入れて残念がられたり、捨てられる光景を目撃して、ショックを受けている回想シーンも描かれた。
闘士ヤメタランス
ササランズの子分のほう。
親分のササヒラーのような野心はなく、寧ろ温厚かつ常識的な性格でササヒラーの手前味噌な希望的観測めいた発言にも的確なツッコミを入れている。ササヒラーのことは呆れていながらも「親分（おやびん）」と呼び、彼の面倒を見ている。身体から発散するなまけ放射能で近付く者を皆怠け者にさせてしまうという変わった能力の持ち主だが腕力のほうもキレれば親分のササヒラーを圧倒する程度は持っており、実力自体はあるが意欲が伴わないタイプ。
シーダの猛攻の最中、ササヒラーが人命よりも野心を優先したことから、ついにキレて、ササヒラーを叩きのめして、人命救助を手伝わせた。その際、ジャックのブレスレットが変形した首輪のおかげでなまけ放射能も防がれている。事件後、救助活動の功績を認められて表彰された。その後、北銀河担当のセブンの下でササヒラーと共に働いている。
初登場回である第40話でのササヒラーの回想では女児にヤメタランピと名前を間違われた。
ムック本『ガシャポン大百科』では実力・装鉄鋼共に二流とされる。
主なオリジナル技
- ヤメタイナックル - 何の変哲もないパンチ攻撃。卵状態のシーダに何度も使用し、卵にはヒビが入ったが浮かれるササヒラーとは対照的にヤメタランス自身は自分のパンチの威力でヒビが入ったわけではないことを逸早く察した。ササヒラーを見限った際はこの技でササヒラーをボコボコにした。

ノースサタン星人
宇宙の殺し屋。
誰を殺そうかを考えていたところをゴーデス五人衆に襲われ、ブローガの電流攻撃で黒焦げにされた。
モングラー
セントール星の村の村長。
エンペラ陸軍本隊がセントール星を襲撃した際、ウルトラキーを発見。村民全員がスターフェニックスに避難したことで難を逃れるが発進時の超Gで酷い目に遭った。
ガシャポンはパート12でウルトラキーが埋まった土の台座が付属した状態でリリース。
キングトータス、 クイントータス、 ミニトータス
イーストン星に住む親子怪獣。
彼らの卵にウルトラベルが隠されていた。漫画版には未登場。
ガシャポンはパート13でリリース。尚、クイントータスとミニトータスはセットである。
ミラクロン
鎧伝幻のパート3であるハンター編登場する予定だった怪獣。
ゼアスのキャリングリュックで背負われる。
デジタルカネゴン
鎧伝幻のパート3に登場する予定だった怪獣。
ティガを闘士にするためのスパークルランスを有する。
闘士リフレクト星人
第4回銀河最強武道会の出場者の1人。
原典と同様に慇懃無礼な敬語口調で喋る自信家。
装鉄鋼は上部と両肩に8発ずつ計24発のミサイルユニット、背中右上部にはパラボラアンテナ型の光線ユニット、背中左上部にはドリル。超武装とも呼べるものとなっている。
ベスト16の第1回戦でメビウスと対戦。パフォーマンスとして、子供用☆保護ブースの観客席を破壊したところをメビウスに注意され、謝罪するように説得されながらも意に介さなかった。試合ではメビュームブレードで装鉄鋼を破壊された後、まだ稼働可能なミサイルユニットも用いて、無差別爆撃を行ったことでメビウスをより怒らせてしまい、超絶メビュームバーストで敗退。
グレゴール人／（ニセ）闘士ウルトラマンダイナ
第4回銀河最強武道会の出場者の1人。
装鉄鋼は原典でウルトラマンダイナと戦う際に用意したリングがモチーフとなっている。
変身能力を持ち、ウルトラマンダイナの姿で参加したが早々に闘士ガルタン大王に見破られる。対戦中にウルトラマンダイナミラクルとなった上でさらに装鉄鋼を纏い、闘士ウルトラマンダイナになるも怒りに燃えたガルタンの大斬覇に敗退。
マザルガス
暗黒の淵に迷い込んだ子供怪獣。
コスモスに保護された後、同じようにコスモスに助けられた宇宙警備隊とも顔を合わせる。エースのウルトラホールを弄るいたずらを行い、コスモスに注意されながらも止めようとはしなかったがコロナモードを見て、ようやく言うことを聞く。この後、コスモスの手で元いた場所に送り返された。
マザラス星人
スペクターの師匠。
「必死の思いで身体を鍛えた猛者を針一本で倒すことこそ、暗殺者の真骨頂」という信念の持ち主。
原典では般若の仮面を付けているが本作では人間をベースに鬼が合わさったような顔をしており、胸元を露出させたデザインとなっている。

### 地球人・防衛チーム
ノタニー博士
声：八奈見乗児
銀河最強武道会解説者で本名はウルキュース・ノタニー。年齢68歳（第2回大会時）
お間抜けな解説を繰り返すウルトラマンマニアだが時折良いことを言うので憎めない人柄。実は宇宙物理工学で銀河ノーゲル賞を取ったこともある天才科学者。変装も得意としており、ワモート博士やカムラン博士に変装した。学生時代は宇宙ゲートボール部に所属していたとのこと。
第1回大会では暴走したハイパーゼットンに立ち向かうウルトラマンの勝利を信じて応援する姿が万丈アナを初めとした会場中の人々の心を動かし、ウルトラマンへの応援に繋げた。
第2回大会では前大会優勝者であるウルトラマンの優勝を予想し、外れたら坊主になってもいいと軽口を叩くがウルトラマンがマザロンに殺されかけた際には自ら髪を剃り落として「負けてもいいから死なんでくれー!!」と絶叫。ウルトラマンの死後は僧侶の姿で活動し、正体を明かさずにホーク・ウェポンの設計図を防衛チームに託した。
3年後の第3回大会では髪も元に戻っており、ゴーデス事件では重装鉄鋼を開発し、魔神の亡骸も調査するがヤメタランスによって、自身を含めた調査班全員が怠け病になってしまった。
銀河連邦生誕記念式典の模範試合でも解説者を担当。ツイフォン事件終結直後「英雄は我々の胸の中にもいる…」と戦死したメフィラスを称えた。
エンペラ軍との戦いではワモート博士にスターフェニックスの改修案を出す。
第4回大会では自分の知らない戦士が増えていることや一般人でも検索できるようになっていたことに焦っていた。皇帝空間に突入するウルトラ戦士の支援においてはダイダラメカ建造に協力。
モデルは『ウルトラQ』の一の谷博士。
ガシャポンはパート8でビーコン&実況席として、リリースされ、万丈アナと共に実況席に位置する。
万丈アナ
声：山口勝平
怪獣チャンネル兼銀河最強武道会アナウンサー。
ノタニー博士に突っ込みまくるが彼の真価を知ってからはある程度尊敬するようになる。
モデルは『ウルトラQ』の万城目淳。マスコミという点は映画『ウルトラQ ザ・ムービー 星の伝説』も踏襲している。
ガシャポンはパート8でビーコン&実況席として、リリースされ、ノタニー博士と共に実況席に位置する。
地球防衛チーム
科学特捜隊を初めとした地球の歴代防衛チーム。
科特隊以外ではウルトラ警備隊、MAT、TAC、ZAT、MAC、科学警備隊、UGMが登場しており、新章からはCREW GUYSも登場している。銀河連邦の仲間入りを果たしており、科学力もウルトラ戦士が地球防衛の任に就いていた頃よりも大幅に向上。科特隊がウルトラ戦士用の装鉄鋼を開発したことを機に他の防衛チームも装鉄鋼を開発するようになった。
メフィラス軍との戦いでは恩人であるウルトラ戦士たちの故郷のウルトラの星の防衛戦を展開し、以降もヤプール大戦、ツイフォン戦、エンペラ大戦でもウルトラ戦士と共に戦った。
銀河最強武道会では巨大化できないゆえに集団やマシンを用いての戦闘を許可されている。第1回大会ではメフィラスの策略でウルトラ戦士との潰し合いをさせられて消耗していき、本選でのジャックVSMATとの試合でMATがブレスレットボムで敗退したことで地球人チームは全員がリタイアとなる。第2回大会では科特隊以外は救護班の手伝いを行うもカードダス版では科特隊以外のチームも引き続き出場。第3回大会には携わらなかった。
ビートルG（ジャイアント）
科学特捜隊のジェットビートルが変形した巨大ロボット。
メインのロケット弾は額と両肩に2発ずつ、胸部に8発ずつ備えており、遠隔操作も可能。手持ち武器はスパイダーショットとベルシダー型のドリルアタッチメント。腕からはガトリングのような光弾を放つ。換装すれば宇宙ビートルGになる。
第2回銀河最強武道会で初陣を飾り、ベスト16に進出するがマザロンの催眠術で誤動作をしてしまい、自らのロケット弾を受けて敗退。
ヤプール大戦では朱の鍵を入手した直後のゼットンにメビウス星の位置情報を手渡した。
OVAではセブン、ゼットンと共にウルトラマンとメフィラスに加勢して、スーパーツイフォンと交戦。海中に落下したウルトラマンを80と共に捜索・救助する。
ガシャポンはパート5でリリースされ、パーツの付け替えで様々な姿にできる。
ライザーG（ジャイアント）
ウルトラ警備隊のマグマライザーが変形した巨大ロボット。
ホーク・ウェポン3号が変形したバックパックをミサイルユニットとして、腕に装備することも可能。
ツイフォン事件で初陣を飾り、セブンや80と共に地底でツイフォンに立ち向かった。
ガシャポンではフルカラークロスでリリース。ホーク･ウェポンは2号と3号 弓形態を装備。
G-ウェポン1号機、G-ウェポン2号機
地球防衛チームが開発した巨大ロボット。
1号機はホーク・ウェポン1号の剣を右手、盾を左腕、翼を背中に装備し、ホーク・ウェポン3号の弓を左手、装甲を右腕に装備。2号機はホーク・ウェポン2号のキャノン形態を背中にステーションホーク1号を模したステーションホークショットを左手にそれぞれ装備。
ガシャポンは鎧伝パート1で共にリリース。
G-ウェポンSSS、G-ウェポンTDF、G-ウェポンMAT
Gウェポン1号機と2号機の後継機。
SSSは科学特捜隊、TDFはウルトラ警備隊、MATはMATがそれぞれ開発したもので機体ごとに鎧が異なり、SSS型は小型ビートル、MAT型はマットアロー1号が鎧も兼ねている。SSS型は徒手空拳、TDF型は右手には手持ち式、左手には手甲型の銃火器をそれぞれ装備し、MAT型は剣を武器としている。
ガシャポンは鎧伝パート2でそれぞれリリース。
G-ウェポンGUTS
幻のパート3に登場する予定だったGウェポン。モチーフはGUTSの隊員服。
ガッツウイングを模した専用のウイングウェポンを有し、ガッツウイング1号型は左腕の盾となり、ガッツウイング2号型は右腕の砲とバックパックになる。
ワモート博士
第2回銀河最強武道会で解説を担当。
実はノタニー博士の変装であり、万丈アナが前任者のノタニー博士を貶した際、変装を解き、正体を露わにした。
エンペラ星人編では本人がスターフェニックスの設計者として登場。ネオスが21を助けるためにスターフェニックスで無断で飛び出したことをセブンたちに伝えた。
モデルは『ウルトラマン』の岩本博士。「伊達に先祖代々伝わるフェニックスの名を〜」という台詞がある。また、ノタニー博士の変装時と本編登場時の髪型と眉毛の形状が異なる。
カムラン博士
第3回銀河最強武道会で解説を担当。
実は前大会のワモート博士同様にノタニー博士の変装でノタニー博士は万丈アナに自分の悪口を言わせておいて、ドッキリ登場を目論んだが万丈アナとビーコンは先のヤプール大戦でのノタニー博士の功績からノタニー博士を称えたために逆に怒りを買ってしまう。この為、正体を明かそうとしても明かせなくなってしまったが予選バトルロイヤルの最中、どさくさに紛れて変装を解いた為、バレずにすんだ。ワモート博士とは異なり、本人は登場せず。
モデルは『ウルトラマン』の中村博士。関連のあるジラースも登場した。
コチャン
声：くまいもとこ
謎の隕石（ツイフォン）を目撃した少年。
ハヌマーンを模した服を着ている。

### ヤプール軍
ヤプール
ヤプール次元の支配者。
エースが地球防衛時代に撃退したヤプールと超獣たちは最下層の存在であり、本作品では本隊が活動。ヤプール人はウルトラ戦士同様に元は地球人と似た人類だったがヤプール次元の歪みのエネルギーで超進化した種族であり、元の次元での姿はウルトラ戦士に酷似している。一部の者は異次元パワーで強化変身することが出来るが装鉄鋼に似たギプスのようなものでエネルギーを調整しないと、異形の暴走態に変化し、強化の代償で自己崩壊してしまう。ただし、首領である彼だけは精神を集中させることで暴走状態から戻ることができる。尊大ながらもカリスマにも優れ、ヤプール次元の唯一無二の希望とされる程の信頼を抱かれている。
戦闘能力だけでなく、闘争心も抑える特殊スーツ(原典のヤプール人に酷似)に身を包んだ際はループ星人ヤンド（首領＝ドン・ヤプールの逆読み）と名乗り、第2会銀河最強武道会のスポンサーとして活動。ヤンドの姿では女性のような喋り方で慇懃無礼ながらも無意味な戦いを嫌ってはいるがその強さは啖呵を切るマグマ星人をデコピンの風圧だけで吹き飛ばす程。浮遊式の椅子を使用している表向きの理由はループ星の重力が低いためと説明した。
武道会で超闘士ウルトラマンを誕生させ、自滅という形で葬ることに成功。その後、ヤプール軍を率いて、ヤプール大戦を起こす。真の目的はテリブルゲートでヤプール次元と三次元を繋ぐことで故郷を救うことであり、超闘士覚醒やヤプール大戦はテリブルゲート完成のための時間稼ぎだった。
本拠地メビウス星での最終決戦ではメフィラスを先に倒したことでタロウを挑発して、超闘士の力を消耗させる。その戦いで特殊スーツが破損し、本来の闘争心が表に出てきたことで口調は丁寧ではなくなり、浮遊椅子に擬態させていた装鉄鋼を纏い、異次元パワーを発動したことで巨大ヤプールに酷似したハイパーヤプールに変身。タロウとエースキラー以外の戦士たちの一斉攻撃を受けても傷一つ付かず、超闘士の力を消耗したタロウを圧倒する。メフィラス、セブン、エースの3人の体当たりで装鉄鋼を砕かれた後は暴走態に変化。5分と経たずに自壊するが1分以内に全員を始末できるようにもなった。タロウがウルトラホーンを用いての超闘士に変身したことで逆転されるがストリウム超光波が命中寸前にテリブルゲートが完全解放されたことで一時的にゲート内に避難し、そこで故郷での本来の姿となる。筋力強化変身により、超闘士タロウと互角の肉弾戦を展開。タロウのネオストリウム光線を無力化した後、肘を変形させた角でタロウに大ダメージを与えて優位に立つがタロウが起死回生で放った零距離光線により敗北。スフィンクスの懇願もあって、命は助かり、暴走したテリブルゲートをタロウがコスモミラクル光線で破壊してくれたことで故郷の完全崩壊は免れた。この出来事で改心し、自らの負けを認めると侵略以外の方法で故郷を復興させるべく、スフィンクスと共にヤプール次元に帰還。
新章では復興の始まったヤプール次元に悪影響を与える程の怨念を発揮している闘士ヤプールを粛清すべく、スフィンクスを伴って、皇帝空間に赴く。「他者を恨む心がある限り、ヤプールに勝利はなく、ウルトラ魂に勝るはずもない」と説きつつ、闘士ヤプールとUキラーザウルスを共に粉砕した。故郷を救ったタロウがヤプール次元においても英雄として崇められていることを語り、タロウたちを激励しながら、ヤプール次元に帰還。なお、新章ではヤプール王とも呼ばれている。
ガシャポンはパート4でハイパーヤプール、パート5で暴走態、パート6で真の姿、パート7でウルトラマンとタロウと対になっているポーズの筋力強化変身の4種類がそれぞれリリース。真の姿は銀河最強列伝第1弾でもリリースされ、テリブルゲートも付属。
主なオリジナル技
- 筋力強化変身 - 真の姿になった際に使用した筋力強化技。光線技が使えなくなるが全身に光線を無力化するエネルギーを展開。

怪僧マザロン
ヤプールのエージェント。
超闘士抹殺の命を帯びて、第2回銀河最強武道会に修行僧の格好で出場。最初は古風なしゃべり方をしていたが本来はおどけさと狂気さが混ぜ合わさった喋り方をし、目的のためならば手段を選ばず、自らを卑劣と称する程に傲慢で卑怯な性格。しかし、ヤプールへの忠誠心は「我らが神」と称するほど高く、ヤプールのためならば自らの命を捧げるほどの覚悟を持っている。
催眠術を駆使して、ベスト16でビートルGをベスト8でバキシムをいずれも自滅させて、ベスト4に進出。ベスト8決定直後にヤプールことヤンドに「死と隣り合わせの戦いでこそ、真の強さを発揮できる」と電磁光デスマッチに変更してもらい、ベスト4決定直後はバトルロイヤルを持ちかけると大会をコントロールしていった。
他のベスト4に催眠術を見破られた後、本性を見せて、筋骨隆々の姿と化し、審判のゾフィーを電磁光で負傷させ、エースキラーも破壊した。ウルトラマンの猛攻とスペシウム超光波、さらには電磁光でダメージを負いながらも立ち上がり、傘に擬態させていた装鉄鋼を纏った状態から異次元パワーを発動して、ハイパーマザロンに姿を変えた。ウルトラマンを圧倒するもメフィラスと組んだウルトラマンには敵わず、リング下の超空間爆弾を作動させて、観客を人質にし、2人の動きを封じるがウルトラマンの超テレポーテーションで無人の惑星へ連れ去られ、人質作戦は失敗。爆弾のエネルギーを用いて、超闘士に覚醒したウルトラマンに追い詰められていく。ウルトラマンの時間切れを狙い、対休戦に持ち込み、最後の手段として、暴走態となり、パンチを繰り出すも耐えられてしまい、スペシウム超光波を受けて消滅。しかし、ウルトラマンも超闘士の力の反動で死亡した為、超闘士抹殺の目的は果たしたことになった。
後にジャンボキングの一部となって復活。死んだウルトラマンを嘲笑うもセブンたちとの戦いで再び敗れ、命乞いも虚しく、自分が一度破壊したエースキラーの掌底でトドメを刺された。
ヤプールたちの基準で測られたエネルギー数値はハイパーマザロン時は四千、暴走態時は七万。それに対し、超闘士ウルトラマンは六万八千、暴走態との戦いの際には九万五千。また、ヤプール自身も6ケタを記録することは珍しいという。
ガシャポンはパート4でハイパーマザロン、パート7でジャンボキング仕様がそれぞれリリース。
主なオリジナル技
- 催眠術 - 怪僧時に用いていた技（本人曰く、秘技）で眼光に射られた者を無意識のうちに操る催眠術。マザロンはこの技を用いて、ビートルGやバキシムを自滅させて、力を温存した状態でベスト4に進出。バトルロイヤルに持ちかけるためにエースキラーにも放つが既に見抜いていたエースキラーに音叉で防がれてしまい、ウルトラマンとメフィラスからは種明かしされてしまった。
- ハイパーマグマレーザー - ハイパーマザロン時に使用する強化版マグマレーザー。超テレポーテーションで消耗したウルトラマンに向けて放つもメフィラスが身代わりとなる。

ジャンボキング
暗き闇の淵における超獣。
戦死した超獣の怨念がウルトラ戦士たちへの復讐のために誕生し、誕生直後は原典と同じ姿だったが後端にあったマザロンのパーツがもっとも怨念が強かったことから肥大化し、ケンタウルスのような形状となり、マザロンがジャンボキングを主導するようになる。
セブン、エース、エースキラー、ゼットンと戦うが怨霊エネルギーを送っているスフィンクスが攻撃されたことで弱体化し、メテオ火球→キラーブレスト→マグネリウム・シュートの連続攻撃を受けて敗れ去った。
ガシャポンはパート7でリリースされ、マザロンの上半身が合体することでジャンボキングマザロンを再現可能。
スフィンクス
メビウス星の守護者であり、ヤプールの側近。
謎めいた言い方をするために相手（敵）の怒りを買いやすい。基本的には門の番人とヤプールのいる輝きの間に続く道を案内する案内人ではあるがヤプールの門を開けようとしない態度に激怒したメフィラスがタロウと共に（攻撃の意思を見せていないスフィンクスへの光線技は卑怯だと一旦は止めたタロウを無理やり協力させての）放った超魔光閃とストリウム光線を直撃したのにもかかわらず、傷一つ負わず、セブンとの戦いでも互角の力を持つ実力者でもある。相手の力量を計れる目も持ち、タロウが打倒ヤプールの啖呵を切った際には「私の目を持ってしても計ることの出来ない力の持ち主」と評した。
セブンたちがジャンボキングと戦っている最中、静観しているふりをして、ジャンボキングに怨霊エネルギーを送り込むがセブンに気づかれてしまう。ゴールデンストリームでセブンを退けるがセブンからホーク・ウェポン2号を受け取ったエースの砲撃でダメージを負った後、ジャンボキングと共に攻撃され続けて敗れた。タロウに敗れたヤプールがセブンにトドメを刺されそうになった際に現れると「二度とこの次元への侵略はしない」ことを条件にセブンにヤプールの助命を懇願し、最後はヤプールと共に故郷に帰っていった。
新章では闘士ヤプール粛清のために自身の能力を用いて、ヤプール王と共に皇帝空間に赴く。
ガシャポンはパート7でリリース。
主なオリジナル技
- ゴールデンストリーム - 全身から眩い閃光を放ち、相手を吹き飛ばす。

Q
アンチラ星人と共にヤンドの側近を務める女性。
能面のような顔をしており、その中身は異空間のようになっている。異次元人ゆえか影が映らない。武器は両手の爪。
ヤンドの動向を探る80とグレートを最初は追い払おうとしただけだがグレートに影の有無を見破られると爪で襲い掛かり、グレートを負傷させながらもナックルシューターを顔面に受けて倒される。
元ネタは『ウルトラマンA』本編に登場した女ヤプールで名前の由来は女ヤプールがアジトとしていた歯医者・Q歯科医院から。また、ヤンドの声を疑い始めたエースを黙らせるためにありもしない虫歯の治療を行った。
バラバ
超獣武器庫の異名を持つ超獣にして、朱の鍵（あかのかぎ）の守護者。
両手と頭に装備した武器を他の超獣に貸し与えることが可能で貸し与えた後は伸縮自在の万能ムチを使用。
サンド星において、窮地に陥った超獣軍団の助っ人して現れ、残った仲間たちに自身の武器を渡すが怪獣軍団側に闘士ゼットンが参戦し、武器を渡した仲間たちを倒されてしまう。剣を回収して、ゼットンにひけらかすも「素手では勝てない」ことを証明してしまったと指摘され、逆にゼットンのパンチで剣を砕かれて敗れる。
ガシャポンはパート6でリリースされ、自身の3つの武器を仲間に渡せる。
アンチラ星人
ヤプールの側近にして、蒼の鍵（あおのかぎ）の守護者。
原典では変装時に用いていたウルトラレーザーを本来の姿で使用。
Qが倒された直後、80とグレートをウルトラレーザーで倒して捕らえ、マザロンが本性を見せた際にヤンドの部屋に赴いたジャックも捕らえた。
第2回銀河最強武道会終了後、ジャックに擬態した状態で80とグレートを助け出した自作自演により、宇宙警備隊に潜り込むことに成功。ヤプール大戦では偽情報でセブンをリーズ星に誘き出し、正体を現すと超獣ザイゴンと共にセブン隊と交戦。最終的にはホーク・ウェポン3号を装備したセブンの実体矢で倒される。
ガシャポンはパート5で偽ジャックの姿でのみリリース。
アプラサ／アプラサール
ヤプール軍幹部の紅一点で碧の鍵（みどりのかぎ）の守護者。
美しい女性アプラサの姿と恐ろしい超獣アプラサールの姿を併せ持つ。
避難民を世話するヒール星に忍び込み、星を守るエースたちを倒す使命を持っていた。その過程でエースと心を通わせ、最後にはヤプールを裏切るも超獣の姿で強制的に戦闘させられた。今際の際に碧の鍵をエースに託す。
ブラックピジョン
ヤプール軍からの離反者。
少し抜けた顔で天真爛漫な性格。善悪の区別がつくようになった影響で邪悪な存在を察知することが出来る。
惑星TM-27を侵攻した際、ヤプールコマンドの命令に従わない為、失敗作と評され、現地の生物相手に光線を吐くように命じられた際にはコマンドに向けて、火炎放射を放つ。これにより、コマンドに完全に愛想を尽かされ、処刑されかけるも現地で修行中のタロウに助けられて仲間になる。
メビウス星では鳩の持つ帰巣本能の高さを活かして、星への入り口を一発で当てたり、次元回廊から18分で脱出し、タロウのメッセージが込められたタロウブレスレットを宇宙警備隊に届けた。
大戦終結後は生き残った超獣たちと共にピッコロ星に住んでおり、ピッコロとも仲良くなっている。海魔星ではピッコロと共にバランガを酷い目に遭わせた。
ガシャポンはパート5でリリース。
ヤプールコマンド
ヤプール軍の戦闘員。
首領であるヤプールのスーツに似た姿をしているが本来の姿なのかスーツを着た姿なのかは不明。銀河の各地で超獣らと共に侵略活動を行い、それぞれが武器を所持。
ガシャポンはパート5にて、槍付きでリリース。
ベロクロン
超獣部隊の一員。
バキシムとの交戦シーンやサンド星で倒された姿も描かれた。ヤプールの回想ではヤプール次元で生きるために改造されたときの設計図のようなものが描かれている。
ガシャポンはパート5でリリース。
ブロッケン
超獣戦車としても機能し、ヤプールコマンドを騎乗させての連携も展開。
漫画版ではギロン人＆アリブンタとのダブル超獣戦車も披露し、サンド星ではベロクロンと共に倒れている姿も描かれた。
ガシャポンはパート5でリリースされ、ヤプールコマンドを乗せることが出来る。
カメレキング、ガマス、ドラゴリー
サンド星でバラバからの支援を受けた超獣たち。
カメレキングはバラバから剣をガマスは鎖鎌（分銅付き）をドラゴリーはメイスを与えられており、それらの武器で闘士怪獣たちを倒そうとしたが助っ人の闘士ゼットンに倒された。ガマスは別個体がレッドキングと戦っているシーンも描かれ、カードダス スーパーバトルではドラゴリーがゴモラにアゴ裂き攻撃を繰り出している。
ガシャポンはパート6でリリースされ、劇中通り、バラバの武器を使用できる。また、ガマスには原典でも使用した剣が付属。
ギロン人、アリブンタ
超獣戦車コンビ。
ヤプールコマンド＆ブロッケンとのダブル超獣戦車が描かれた。
ガシャポンはパート4でリリースされ、劇中通り、騎乗が可能となっている。
サイゴン
アンチラ星人直属の超獣。
リーズ星でセブン隊と交戦して追い詰めるがホーク・ウェポン3号を装備したセブンの実体矢でアンチラ星人と共に倒された。

### ゴーデス関連
ゴーデス
宇宙が生んだ絶対悪を自称する宇宙の悪魔。
不死身の如き生命力とあらゆる生命体からエネルギーを吸収することが出来るゴーデス細胞を持つ。ゴーデス細胞は飛び道具として、ばら蒔いても効果があり、感染した相手からエネルギーを吸収できる。宇宙の絶対悪ゆえに正義のオーラには敏感であり、グレートがマグナムシュートを用いたことで彼の居場所を察したり、ウルトラマンがキングに変装していることも感じ取っていた。ウルトラの星の決死隊の手で全滅させられたはずだったが生き残りがおり、その生き残りはコダラーを復活させて、全宇宙を地獄に変えようと目論む。笑い声は「カーハッハッハッハッ」
第3回銀河最強武道会開催前にグレートと戦い、彼の身体を乗っ取ることに成功。コダラー復活のエネルギーを集めるために顔に傷を負ったウルトラ戦士こと仮面騎士として、武道会に出場。ベスト16でPバルタン、ベスト8でエースを破り、ベスト4に進出。準決勝でのパワードの猛攻により、黒い稲妻の使用を余儀なくされたことで正体を現すことになった。ゴーデス細胞を用いて、出場者たちのエネルギーを吸収するも超闘士やパワード流拳法のオーラを展開すればゴーデス細胞を無力化できることが発覚。2大超闘士に追い詰められていくがグレートの身体を乗っ取ったことを明かしたことで2人の動きを封じることに成功。その際、皮肉を込めて自らをウルトラマンゴーデスと名乗った。パワードのメガ・スペシウム光線でやられそうになるがタロウが割って入ったことで無傷で退け、呼び出したUF-0に乗って、逃亡に成功する。
アジトの海魔星に戻った後、集めたエネルギーをコダラーの卵に与え、戦士狩りのためにゴーデス五人衆を誕生させた。海魔星に乗り込んできたタロウに一度は追い詰められるが顔を割り、グレートの顔を出現させた状態からグレートの声を使った演技でタロウを油断させたところに暗黒バーニング・プラズマを直撃させて戦闘不能にした後、タロウのエネルギーを用いて、コダラーを復活させることに成功する。しかし、コダラーに半殺しにされてしまい、ウルトラマンとコダラーが戦っている間に逃亡するがコダラーに呼応して飛来して来たシラリーの絶命光線を浴びて死亡。
ガシャポンはパート8で仮面騎士とウルトラマンゴーデス状態の2種類でリリースされ、前者は仮面を外すことができ、後者はゴーデス本体を取り外せばグレートとなる。パート9ではウルトラマンゴーデスで固定された状態のものがリリースされた。
主なオリジナル技
- 黒い稲妻 - ゴーデス自らが作り出した暗雲から放つ稲妻。ゴーデスの言い伝えには「全力で戦うとき、天空ににわかに暗雲たちこめ、黒い稲妻が落ちる」とされている。仮面騎士の姿でパワードと対戦した際、パワードに殺されたかけたために密着状態で使用。それにより、仮面が割れることになった。
- 戦闘エネルギー球 - ゴーデス細胞で集めたエネルギーで作り出した巨大な球体。これにより、ゴーデスは半永久的にエネルギーを得ることが出来る。第3回銀河最強武道会の出場者たちから奪ったエネルギーで作り出し、撤退後はコダラーの卵に与えた。
- 暗黒バーニング・プラズマ - ウルトラマンゴーデス状態から放つ強化版バーニング・プラズマ。オリジナルとは異なり、左手から放つ。

UF-0 （ユーエフ.ゼロ）
ゴーデスが移動用の乗り物として使用する円盤生物。
召喚時はゴーデスが右腕の一部を変形させた触角から呼び出される。
2大超闘士に追い詰められたゴーデスが撤退する際に呼び出された。コダラーから逃れる際にも呼び出されるがシラリーの絶命光線をゴーデスと共に浴びて死亡。
ガシャポンはパート9でリリース。ゴーデスのフィギュアを乗せることも可能。
ゴーデス五人衆
ゴーデスが作り出した邪生鋼を纏った闘士たち。
ウルトラ戦士を倒して、宇宙を支配せんとする5人の怪獣や宇宙人たちをゴーデスが騙して、邪生鋼に取り込ませることで誕生させた。元の怪獣や宇宙人の力を20倍に強化しており、ゴーデス細胞も用いる。取り込まれた怪獣や宇宙人たちは鎧が破壊されると解放されて元の姿に戻ることが可能。
コダラー復活のためのエネルギー確保のためにそれに見合う戦士を狙う。最初は全員揃って活動していたがノースサタン星人を仕留めた直後、お目当ての戦士を最初に捕らえたものがリーダーになる競争を初め、バラバラに活動。全員再び揃うことなく、ウルトラ戦士に倒された。
ガシャポンはパート9でリリース。鎧と中の別キャラクターを分けて遊べる。
邪生鋼戦士ブローガ（キングボックル / ブローズ）
キングボックルを素体として覚醒。
弁髪状の鞭からは電流も放つ。ゴーデスにもっとも忠実で五人衆の事実上のリーダー。
ゲルガン、デーガンと共にウルトラマンと戦うがデーガンとゲルガンを倒され、自身も完全に追い詰められるも本拠地を教える振りをして、ウルトラマンの身体を乗っ取ろうとする。しかし、逆に超闘士のエネルギーを送り込まれて支配されてしまい、本拠地まで案内することになり、海魔星に着くと同時に超闘士エネルギーで意識は消滅。抜け殻となった鎧はウルトラマンがバランガを倒した直後、粉々に割られた。
邪生鋼戦士ギガルス（ゴラ / ギガザウルス）
ゴラを素体として覚醒。
首のパーツが変形した二門式冷凍銃を武器としている。手柄争いよりは実力を試すことに関心がある様子。
重装鉄鋼を装備した80と戦い、ゴーデス細胞を無力化されながらも実力差で追い詰めるが重装鉄鋼を装備した助っ人のジョーニアスに冷凍銃を弾かれてしまう。ジョーニアスの猛攻に対して、素体であるゴラが元々持っていた炎熱攻撃を強化して放ったことで巻き返しを図るも80の攻撃で隙が生じ、ジョーニアスの手で空中に放り出された後、スーパーバックルビームとスーパーロッキングスパークの挟み撃ちで倒された。戦い終えた後、ジョーニアスと80は元に戻ったゴラからゴーデスのアジトを聞き出した。
邪生鋼戦士ゲルガン（ベムラー / ゲルカドン）
ベムラーを素体として覚醒。
鎧そのものに翼があり、高速飛行を披露した時は建物をいくつも切り裂いていた。
バランガの提案に対しては「俺たちの中にもトップがいたほうが良いかもしれない」と賛同する姿を見せた。ウルトラマン、デーガン、ブローガの戦闘に横入りし、ウルトラマンを狙うもデーガンが瞬殺され、直後にギガルス戦に場面が移り、再び場面が戻ってきた時には既に自身も倒されていた。ベムラーはシーダとの戦いが終わった後、ササヒラーと共に刑務所に収監されている姿が描かれたがゲルガン化したベムラーと同一人物かは不明。尚、同じ牢にはキュラソ星人やガモスもいた。
邪生鋼戦士デーガン（テロリスト星人 / デガンジャ）
テロリスト星人を素体として覚醒。
固有能力は不明でテロリスト星人の刀を使うほうを好んだ。
バランガの提案に対してはゲルガン同様に賛同したことで多数決により、バラバラに活動することになった。ウルトラマンと真っ先に遭遇した際には鎧が装着されていない部分の体と剣を見て、テロリスト星人の体を乗っ取ったと見破ったウルトラマンに元々の体の20倍に強化されていることを高らかに宣言するもののそれでは厳しくないかと言われた上に一撃で本体（鎧部分）を割られて倒された。
邪生鋼戦士バランガ（ツルク星人 / バランガス）
ツルク星人を素体として覚醒。
レーダー能力を持つ霧や相手の思考を鈍らせて動きを封じる毒ガスを頭部左右の噴射口から用いる。本人曰く「ゴーデス様の悪魔の頭脳をもっとも濃く受け継いでいる」ことから狡猾で巧妙心も非常に強い。一方、後述のピッコロとブラックピジョンの件から、五人衆の中ではコミカルな描写も多い。
競争によるリーダー案を出した張本人で表向きは「指令系統が必要」というものだが真意は本拠地にて、敵を生け捕りにした仲間であろうと仲間を倒した敵であろうと構わず襲い掛かるつもりで待ち伏せするためだった。ピッコロの案内で海魔星に現れたタロウを狙い、思考を鈍らせる毒ガスでタロウの動きを封じるが最初から何も考えていないピッコロとブラックピジョンには毒ガスが通じず、彼らの手で中途半端な威力の攻撃を受け続けるという生き地獄を味わわされ、戻ってきたブローガに泣きついて助けを乞うがブローガの意識はウルトラマンのエネルギーで既に力尽きており、それに気付かぬままウルトラマンの拳で木っ端微塵に割られて倒された。
海魔神コダラー / 究極魔神コダラー
宇宙全てを滅ぼす破壊神の一体で海の魔神。
ウルトラマンの動きから格闘技も学ぶなど学習能力も高い。
銀河最強武道会の参加者やタロウから奪ったエネルギーを利用したゴーデスの手で復活。ゴーデスを半殺しにし、超闘士ウルトラマンとの戦いでも互角以上の力を見せ、シラリーに吹き飛ばされたウルトラマンに放ったパンチで新装鉄鋼とウルトラクラウンを破壊する。パワードの捨て身の念力で操られたシラリーと同士討ちをすることになり、相打ちとなるがシラリーと共にシーダに転生した。
シーダ時は下半身を構成することからシラリーとは逆に両腕を持たない。
ガシャポンは海魔神はパート10、究極魔神はパート11でそれぞれリリース。
天魔神シラリー / 究極魔神シラリー
宇宙全てを滅ぼす破壊神の一体で天の魔神。
絶命光線を最大の武器としている。
コダラーに呼応して復活。阻もうとしたキングに重傷を負わせた後、海魔星に飛来。逃亡途中のゴーデスとUF-0を絶命光線で葬った後、コダラーとの連携でウルトラマンや救援に駆けつけた鋼魔四天王も戦闘不能に追い込むがパワードの捨て身の念力でコダラーと戦うように仕向けられてしまう。同士討ちは相打ちで終わったがコダラーと共にシーダに転生した。
シーダ時は上半身を構成することからコダラーとは逆に両足を持たない。
ガシャポンは天魔神はパート10、究極魔神はパート11でそれぞれリリース。
主なオリジナル技
- 絶命光線 - 口から放つ光線で撃たれた相手は一発で生命活動が停止してしまう。その威力は不死身とされる程の生命力を持つゴーデスを一発で殺した程。合体後のシーダも使用。

究極魔神シーダ
シラリーとコダラーが合体して誕生した究極の魔神。
上半身はシラリー、下半身はコダラーで構成されており、2体に分離することも可能。それゆえにメフィラスからは「機動力も前以上」と評された。
2大魔神は宇宙を滅ぼすために生まれ、使命を終えた後は互いの能力で卵に戻るが相打ちにより、互いに組み合った状態のまま卵に戻ったため、両者は合体して、新生を果たした。名前は宇宙警備隊によるもので「しだー」の掛け声を発する。
ウルトラキーでも完全には倒すことのできない強敵だったがデルタスターの力を得たウルトラマンの突撃でシラリー側を倒され、残ったコダラー側はウルトラマンに恐怖した直後、スペシウム超光波で消滅させられた。
ガシャポンはパート11のシラリーとコダラーを合体させることでシーダを再現できる。

### エンペラ軍
皇帝宇宙人エンペラ星人 / 闘士エンペラ星人
3万年前に怪獣軍団を率いてウルトラの星に攻め入り、ウルトラ大戦争を引き起こした謎の宇宙人。
ツイフォン事件の後に永き沈黙を破って表舞台に姿を現し、ウルトラの星の三大秘宝を奪取すべく、闇闘士やメタルモンスで構成された大軍勢で銀河系全土への侵略を開始する。本作品では「ウルトラの父は怪獣軍団を撃退したがエンペラ星人とは交戦しておらず、姿も見ていない」と設定されている。
当初は姿を見せずに部下たちに命令を下していたが、ウルトラ戦士たちに追い詰められたジェロニモンを救う際に巨大な幻影として初めて姿を現し 、ウルトラマンとの戦いを心待ちにしながら消え去った。決着は漫画化されなかった『超闘士鎧伝』にて描かれ、互いにウルトラクロスを装着してのウルトラマンとの一騎打ちで激闘の末に敗れ去った。
新章では絶命直前にウルトラマンの体内に魂の一部を潜入させていたことが明らかとなり、ジェロニモンの魂抽出装置でウルトラマンの体内から己の魂を抽出・実体化させたことで復活を果たす。以降の姿は『ウルトラマンメビウス』で登場した際と同一の物になり、以前の姿は生体装甲を纏った状態だったと明かされるが、復活後の姿もまた生体装甲であり、その実態は幾星霜に亘って数限りなく生体装甲を纏い己を強化し続けてきた存在で本人曰く「もはや最初の姿は覚えていない」とのこと。
完全復活後は片腕のジェロニモンと宿敵であるウルトラマンを喪ったことへの哀愁を見せつつ、メビウスと交戦。メビウスブレイブと実は生きていたウルトラマンのブレイブ・ギガントブレイクを受けて重傷を負ったことで現在の生体装甲も崩れ始めた為、四天騎星の天騎甲を纏って、旧エンペラ星人も思わせる姿の闘士エンペラ星人となる。戦士たちを次々と一撃で戦闘不能にしていくが闘士メビウスインフィニティーが誕生すると形勢が逆転。獅子王連破弾やバックルビームでダメージを受けていき、最終的にはウルトラ十連合体波と突撃形態からの炎の翼で敗北。「強さにゴールはなく、終着点は定められない」ことを悟り、己が最強という慢心こそが敗因と認めるも自らがウルトラ戦士の最大の敵であることへの矜持から、皇帝空間と共にウルトラ戦士たちを無に還すと言い残して消滅した。
ガシャポンはエンペラ星人初の立体化であり、パート14と鎧伝パート1にて、それぞれリリース。鎧伝ではフルカラーである。
暗黒司祭ジェロニモン / 暗黒魔魂ジェロニモン
エンペラ軍のナンバー2。
長年に亘りエンペラに仕える側近。戦闘よりも呪術の類を得意とする。
バルキーのイーストン星侵略に力を貸した後はブラックと共謀し、デストホーンでセブン21を操るもウルトラ戦士たちの反撃でブラックと共に空軍は壊滅し、ウルトラ戦士たちに追い詰められたところをエンペラに救出された。
その後の戦いで倒されたが新章では霊体エネルギーの塊である魔魂の姿で登場。死んだことにより、自身に眠っていた死者復活の力に開眼し、エンペラ復活のためにエンペラ軍の残党の指揮を執っていた。エンペラの完全復活を成し遂げるとウルトラマンの救出に向かうゾフィー、メビウスの前にエンペラ城の最後の番人として現れ、エンペラのコレクションであるジュダの鎧に憑依すると共に他の多くの鎧を操って襲い掛かる。しかし、ゾフィーの奮闘で劣勢に陥り、三大参謀の魔魂を呼び出し挽回を図るが、ゾフィーの放ったブラックストリームM87により発生したブラックホールに封印されるという最期を迎えた。
ガシャポンはパート13でリリース。
主なオリジナル技・武装
- デストホーン - 2本の角を備えた兜。被せた相手を自分の意のままに操ることが出来る。セブン21を洗脳する際に用いられるが正気に戻った21の手で破壊された。
- 暗黒時空 - 愛用の杖で作り出した亜空間。ジェロニモンとブラックはこの空間にセブン21を落とし、そこで洗脳を施した。

三大参謀
エンペラ軍の陸・海・空の軍団の指揮を執る大幹部。新章ではジェロニモン同様に魔魂の状態で登場。
闘士ザム星人
エンペラ軍陸軍参謀。
正々堂々とした戦法を好む武人にして剣豪。頭部の脳魂球が無事なら何度でも再生し、その度に強くなる体質の持ち主でもある。強者と戦うことを望み、例え敵であろうと健闘した者には敬意を払う一面を見せているがウルトラマンからは“戦争屋”と評されている。
配下のエンペラ陸軍は同族の兵士に加え、テレスドン、アーストロン、サドラといった地上での活動を得意とする怪獣による闇闘士やパゴス、ネロンガ、ガボラをモデルにしたメタルモンスで構成されている。怪獣戦艦はドレンゲラン。
シーダやツイフォンを倒した超闘士ウルトラマンの力に関心し、セントール星にて相見えた際に自らの手で彼を倒そうと戦いを挑むが超闘士に変身したウルトラマンの拳の一撃で頭を飛ばされて敗北する。しかし、本体である頭部は無事だったことから、ウルトラマンたちの前に現れてセントール星の殲滅とウルトラキー強奪を宣言し、母艦に帰還。1時間かけて再生するも、スターフェニックスの到着と起動によってまんまと出し抜かれた屈辱を晴らすべく、ウルトラマンが率いる銀河遊撃隊の討伐を宿願とする。後にバルキーがウルトラベルを入手したことから、遊撃隊を倒して、ウルトラキーを入手することを宣言。味方を犠牲にしたバルキーを軽蔑する発言もした。
新章では「ウルトラ戦士の不屈の闘志の前に策に溺れないようにな」とジェロニモンに忠告し、その後に呼び出されるも「再び肉体をもらい、技を磨きなおし、ウルトラ戦士と真っ向戦うならともかく！鎧に乗り移り、力を借り、数にモノをいわせて攻撃するなど…無粋の極み!!全く興味が湧かんわ!!」と鎧への憑依や加勢を拒絶。その後、ゾフィーの決死の覚悟と戦いぶりを見届け、「最後に良い戦いが見られた」と彼を褒め称えて消え去った。
連載時はウルトラマンネオスがまだパイロット版だったこともあってか完全版単行本第4巻の書き下ろし漫画ではキングジョーとアーストロンにオリジナルキャラクターと間違えられ、「（パイロット版を含めてOVA版において）着ぐるみが7つ以上作られている正式なウルトラ怪獣だ」と注釈したが、彼らはネオスという作品そのものを知らなかった為、ザム星人だけでなくネオスと21と一緒に仰天した。
ガシャポンはパート12で先述の陸軍闇闘士や陸軍メタルモンスと共にリリース。
闘士バルキー星人
エンペラ軍海軍参謀。
悪知恵に長け、目的のためなら味方を犠牲にすることも厭わない卑劣漢。
配下のエンペラ海軍は同族の兵士に加え、グビラやガイロスといった水中での活動を得意とする怪獣による闇闘士やピーター、ゲスラをモデルにしたメタルモンスで構成されている。怪獣戦艦はサメクジラ。
海軍を率いて、秘宝の1つであるウルトラベルが隠されたイーストン星を攻撃し、ジェロニモンの協力も得て、ウルトラベルの強奪に成功する。ブラックがジェロニモンと組んで残る2つの秘宝を一度に手に入れようとしていることを知った際には不満げな様子を見せた。
新章ではジェロニモンの呼びかけに応え、アーマードダークネスに憑依しゾフィーを倒そうとするが、ブラックストリームM87により発生したブラックホールから逸早く逃れようと鎧から抜け出すもそれが仇となり、真っ先にブラックホールに吸い込まれてしまった。
第3回銀河最強武道会でのキング（実はウルトラマン）とメフィラスの試合においては闘士バルキー星人とは別個体のバルキー星人が登場し、ノタニー博士と共にウルトラマンレオとアストラを真似ての復元光線を放ち、自身はレオを担当するがこれはバルキー星人がレオのNGデザインであることを活かしたお遊びである。
ガシャポンはパート13で先述の海軍闇闘士や海軍メタルモンスと共にリリース。
闘士ブラック指令
エンペラ軍空軍参謀。
利用できるものは何でも使う貪欲な野心家で、バルキー同様に頭脳派の参謀だが「ブラックのほうが一枚上手」とジェロニモンからは評されている。自ら前線に出ることは少ないが「“戦わない”のと“戦えない”のとは違う」と発言するなど地位相応の実力はあり、愛用の水晶玉からは相手の動きを封じる光線を放つ。顔の左側には測定機付きのマスクを着用。
配下のエンペラ空軍は同族の兵士に加え、ガンダーやギエロン星獣といった飛行能力を持つ怪獣たちによる闇闘士やペギラ、チャンドラーをモデルにしたメタルモンスの空爆部隊で構成され、その他にシルバーブルーメ、アブソーバ、デモス、ノーバ、ブニョで構成された情報収集を主任務とする直属の偵察隊も存在。怪獣戦艦はサタンモア。
バルキー以上の手柄を挙げるべく、残る2つの秘宝の同時入手を狙って、ジェロニモンに自分と組むことを持ちかける。ジェロニモンが洗脳したセブン21にウルトラキーを強奪させた後、ウルトラキーに対処出来るウルトラミラーを宇宙警備隊に出させるべく、太陽系全土の壊滅とその手始めに水星からウルトラキーで砲撃を行い太陽を破壊すると全宇宙に宣言。目論見通りウルトラミラーが現れ、銀河遊撃隊に対しても空軍全戦力で迎え撃つことで対処も万全としていたがウルトラミラーの出現が四大守護闘士の集結も意味していることまでは知らず、ウルトラマンと四大守護闘士に次々と配下を倒され、サタンモアも撃墜される。その後はジェロニモンを置いて逃亡を図るが、ネオスの尽力で洗脳が解けた21にヴェルザードで腹部と水晶玉を切り裂かれ、溶けて消滅した。
新章ではジェロニモンの呼びかけに応え、ジュダの兄・モルドの鎧に憑依しゾフィーを倒そうとするが、ブラックストリームM87により発生したブラックホールにジェロニモン共々吸い込まれてしまった。
ガシャポンはパート14で先述の空軍闇闘士や空軍メタルモンス、円盤生物偵察隊と共にリリース。ちなみに偵察隊はセットである。

四天騎星
三大参謀の後任として新章から登場したエンペラ軍の幹部。
全員が一度死亡し、ジェロニモンの手で復活した経験（生前の数倍の力を持って蘇ったとデスレムは言及している）を持ち、エンペラから特別な天騎甲を下賜されている。
ウルトラマンを皇帝空間に拉致するためにグローザムとデスレムが拳法集団・皇帝騎団と名乗って第4回銀河最強武道会に参加し、皇帝空間の決戦では残りの2人も加わり、最終防衛軍として、ウルトラ戦士たちを迎え撃った。
グローザム / 闘士グローザム
四天騎星の一員で豪将。
粗暴かつ下劣な性格の無頼漢で不死身と称するほどの強靭な再生能力の持ち主。弱者が苦労して積み上げた物を破壊し成す術も無く滅ぼしていくことを何よりの生きがいとしており、かつて、1000個の惑星を滅ぼすことを目論んで暴虐の限りを尽くし、962番目の星を滅ぼした際に力尽きかけたところをエンペラに見出されて、エンペラ軍に加入した。
天騎甲は雪の結晶を模した飾りや鎖が装飾されており、装着すると自身が発する冷気によって、氷柱が生える。鎖を使用しての捕縛や打撃といった戦法も行う。
第4回銀河最強武道会ではベスト16で21を完膚無きまでに叩きのめして、ベスト8に進出。ベスト8でメビウスと戦うがメビウスを甘く見ていたために試合開始早々、超拳マクスウェル・トルネードで大ダメージを受けてしまう。これに激昂し、メビウスを皇帝空間に引きずり込むとデスレムとのコンビでメビウスを仕留めようとするがデスレムを追って、皇帝空間に突入したネオスと戦うことになり、天騎甲の頑強さを逆手に取ったネオスの熱エネルギーで本体である自身に大ダメージを負い、マグニウム超光波で敗北。天騎甲胸部である雪の結晶の中に避難することで辛うじて生き延びながらも「君たち“全員がここまで”だ」と宣言したデスレムが放った唾で消滅した。
その後、ジェロニモンによって復活（「一度でも死ぬのは御免だった」とデスレムに愚痴っているが）を果たし、皇帝空間における決戦で因縁の相手であるネオス、21と交戦。21の怒涛の猛攻に苦戦を強いられ、デスレム共々やられそうになるが起動した究極超獣戦艦の触手に救われる。ヤプールと合流し、戦艦に搭乗してからは触手での攻撃を受け持ち、セブンたちの作戦に気づいたデスレムと戦艦を降りて、妨害に回るがタロウと記憶を取り戻して駆け付けたメフィラスの師弟タッグに翻弄され、最期は超魔光閃・二重撃を食らって、デスレムと共に消滅した。
ガシャポンは新章パート1でリリース。
主なオリジナル技・武装
- 天氷魔剣（てんひょうまけん） - 右腕に作り出したツルハシ状の氷の剣。
- 皇帝氷魔斬（こうていひょうまざん） - 高速縦回転しながら天氷魔剣で切り裂く。

デスレム / 闘士デスレム
四天騎星の一員で謀将。
冷静沈着で思慮深い性格をしており、相方とも呼べるグローザムからは「謀将の先生」「謀将サマ」と呼ばれ、暴慢なグローザムを窘めるなど紳士的に振舞う。しかし、その本質は極めて冷酷かつ残忍（初対面したメビウスから「すごく嫌な感じがする」と評されている）であり、メビウスの言動を「虫唾が走る」と吐き捨てたり、躊躇することなく相方であるグローザムを始末（ジェロニモンによって復活できるがゆえの行動だったが）したりしている。
天騎甲はドクロや骨を模した不気味な形状のもの。
第4回銀河最強武道会ではベスト16で闘士バキシムを破り、ベスト8に進出。グローザムが試合中にメビウスを皇帝空間に引きずり込んだ際は「皇帝騎団の戦士が決闘に用いる異次元フィールド」と説明すると同時に謝罪することで周囲を欺いた後、自身も皇帝空間に赴いて「超闘士になり得る危険因子」であるメビウスを倒さんとする。追ってきたネオスにグローザムを倒された後は2人を始末するために特大の火球を放った後に会場へ帰還するがグローダムの天騎甲の鎖の破片を用いて、ネオスと共に皇帝空間から帰還したメビウスに悪事を暴露され、炎の翼で胴体を両断されてしまう。治療と引き換えに目的を話すように取引を持ち掛けられながらも意に介さず、自身の爪で首を貫き、それによる大量のマグマのような血で自身の身体を包み、その状態から自身とグローザムの天騎甲と融合して復活。ガルタン軍団、テンペラー、ウルトラ戦士たちの合体光線で押されていき、ストリウム超光波とウイングメビュームバーストで敗北。頭部だけの状態となりながらも真の目的は自分かグローザムがウルトラマンに触れることで力を注入し、その力でウルトラマンを捕らえるためであり、皇帝空間から帰還後のウルトラマンとの握手で力を注入し、融合態で暴れたのは注入した力が発動するまでの時間稼ぎであったことを明かす。今際の際に「全ては偉大なる皇帝のため…」と言い残して消滅。
その後、ジェロニモンによって復活し、皇帝空間における決戦ではジャックと交戦。予想外の強さに防戦一方となり、グローザム共々窮地に陥るも間一髪で究極超獣戦艦の触手によって救われ、ヤプールと合流し戦艦に搭乗してからはミサイルでの攻撃を受け持つ。ウルトラ戦士たちの挙動に違和感を覚え、彼らがチャージスラッガー戦法で一発逆転を狙っていることを見抜き、グローザムと戦艦を降りて妨害に回るが、メフィラスとタロウの師弟タッグに翻弄され、最期は超魔光閃・二重撃を食らって、グローザムと共に消滅した。
ガシャポンは新章パート1でリリース。
主なオリジナル技・武装
- 皇帝烈火弾（こうていれっかだん）- デスレムインフェルノを無数に放つのではなく、1つに集中させた巨大弾丸。

闘士メフィラス大魔王
四天騎星の一員で知将。
ツイフォン事件で戦死したメフィラス大魔王がジェロニモンの力で復活した存在。生前の記憶と心を消されているが武人の矜持は持ち続けており、喋り方は古風なものになっている。
天騎甲はエンペラ星人の顔を模した装飾が施されており、背中には光線の刃による日本刀を鞘付きで装備し、右手には二本爪による鉤爪を備えている。口元にはマスクを装備。
タロウとの師弟対決において、キングブレスレットを盾に攻撃を防いでからのタロウのカウンターによる超魔光閃を至近距離で受けて敗北。タロウの情けで生かされたことでウルトラマンに敗れた記憶を思い出したことから、真の復活を果たす。

闘士ヤプール
四天騎星のリーダーで邪将。
過去にエースが地球で倒したヤプール次元からの第一次侵攻隊を率いていたヤプールであり、ウルトラ戦士への怨念の強さをエンペラ星人に見込まれて復活を果たす。
天騎甲はムカデのような異様な形状をしており、右腕から胴体・左足へと巻き付けるように纏い、左腕には女ヤプールを思わせる能面の盾を装備している。
積年の恨みを晴らすべく、機械兵団を率いて、セブン、エースと交戦。2人の新必殺技に押され気味となるが切り札である究極超獣戦艦を起動させ、一気に形勢を逆転させる。セブン21に起死回生のチャージスラッガーブレードで一刀両断されながらもその一撃によって生じた極限の憎しみが戦艦に送り込まれ、フィードバックしたことでかろうじて一命を取り留め、成す術のなくなったウルトラ戦士たちに勝利を確信する。だが、四天騎星として蘇った自身の怨念が復興の始まった故郷のヤプール次元に天変地異という悪影響を与えている為、皇帝空間に突如現れたヤプール王に「一族の恥」として粛清を宣告され、彼の拳の一撃で戦艦と共に粉々に砕け散る最期を遂げた。
特殊部隊
新章から登場。暗殺や奇襲を専門とし、卑劣な策を厭わず「目的のためなら手段を選ばない」と公言しており、エンペラからはその実力を高く評価されている。
暗殺闘士スペクター
エンペラ軍の特殊部隊の1人。
マザラス星人の弟子の暗殺者で鏡を利用して自由に移動したり軍勢を送り込むことが出来る。礼儀正しい態度とは裏腹に残忍だが暗殺者としてのプライドは高い。
天騎甲は暗殺剣と暗殺用グッズが備わっている。トサカ付きのパーカーも着用。
鏡からウルトラの星へ機械兵団を送り込んで大混乱に陥らせ、その隙にメビウスとネオスを暗殺し、皇帝空間への追撃を断とうとするがヒカリに妨害された上、倒したレオ兄弟の生命力を侮っていたためにレオ兄弟からの報告を受けたゾフィーのウルトラフロストで鏡面移動を封じられてしまうもデビロンの助けで脱出に成功。皇帝空間での戦いでは力を使い切ったヒカリに復讐しようと行動するがレオのウルトラマントで阻まれてしまい、解放後はレオ兄弟と対決。以前とは逆にレオ兄弟に翻弄され、メタルモンスを囮にして撤退を試みるもアストラに抑えられ、レオ兄弟の新技であるウルトラWクラッシャーを食らったことで敗北。「こんな奴らに私の絶望する顔を嘲笑われるとは…」と呟いた後に消滅。それに対し、レオは「最後まで相容れなかった敵」「負けた相手の顔を見て、嘲笑うウルトラ戦士はいない」と口にした。
ガシャポンは新章パート2でリリース。
主なオリジナル技・武装
- 暗殺剣（アサシンブレード）- バンドで固定された右腕から飛び出す剣で中央は両刃、左右は片刃で構成されている。
- 暗殺用グッズ - 胸部中央の三味線のバチ、右側の簪、左側の三味線の糸で構成されている。
- 魔奥義・魔鏡百獣（まおうぎ・まきょうひゃくじゅう） - 鏡から生み出した無数の暗殺獣。

幻惑闘士デビロン
エンペラ軍の特殊部隊の1人。
幻惑や洗脳を得意とし、相手を惑わせ、同士討ちをさせることを好んでいる。その正体は邪悪の塊の精神寄生体。
天騎甲は魔女の鍋のような兜、トランプ状の胸当、はためくマントといったマジシャンや呪術師を思わせるデザイン。
ヒカリとの戦いで窮地に陥ったスペクターを救出する際にヒカリに幻覚を見させて撤退に成功。皇帝空間内ではセブンたちを操り、同士討ちさせるもコスモスの介入で失敗に終わる。80との戦いでは魔の霧で逆転に成功。救援に駆けつけたコスモスとの戦いではフルムーンレクトを浴びながらも元が邪悪なだけゆえに天騎甲から離されただけにすぎず、今度はコスモスに寄生しようとするもコスモスの光エネルギーが強すぎるために寄生できず、代わりに80に寄生。手が出せないコスモスを甚振るも「偽善者」と発言したためにコスモスのコロナモードを出現させてしまい、その容赦のない攻撃（デビロン曰く「神の皮を被った悪魔」）に押されていく。攻撃を受ける直前に80と分離したことでコスモスに精神的ダメージを与えようとするがそれを見抜いていたコスモスはルナモードに戻り、攻撃ではなく、回復用の光線を放っていた為、80の復活を許してしまい、80のウルトラクリスタルレイランスに動きを封じられ、コスモスのネイバスター焼撃破により消滅する。
主なオリジナル技・武装
- 魔の霧 - 幻覚作用を起こす霧で頭部の壺に入っているその原液が入ってる。80に彼の生徒たちの幻覚を見せることで攻撃を封じ、貫手で逆転に成功した。

機械兵団
メタルモンス
エンペラ軍が主戦力として戦場に送り込む量産型の戦闘機獣。
陸海空の各軍団によってタイプが異なるが、いずれもEXキューブをエネルギー源としている。頭だけ形が違い、ガシャポンでも頭の差替えが可能（原典に登場した、同一の着ぐるみを改造した怪獣が元になっている）。
陸軍用
パゴス型、ネロンガ型、ガボラ型が存在。胸部からミサイルを発射する。
新章の皇帝空間では地中を移動するマグラー型も登場している。
海軍用
ピーター型とゲスラ型が存在。口から魚雷を発射を発射し、ピーターは深海用、ゲスラは水陸両用。
空軍用
ペギラ型とチャンドラー型が存在。単に飛行するだけではなく宇宙空間でも活動可能であり、ペギラは一門砲、チャンドラーは三連ミサイルを両翼に装備している。
哨戒用
ギャンゴをモデルにしており、新章で皇帝空間のエンペラ城内にて登場。見張りに特化している為、戦闘力は低い。
メガトンメタルモンス
量産型を遥かに上回る戦闘力を持つワンオフの大型機。陸軍最強のグランドキング、海軍最強のアクアキング、空軍最強のエアロキングで構成されており、この三機が合体することで伝説の鎧ウルトラクロスをも悪に染める力を持つ最強最大のグレイテストキングが誕生する。
新章の回想場面にて、ウルトラ戦士たちとの激戦で残骸となった姿が描かれた。
ガシャポンは鎧伝パート1でリリースされ、グレイテストキングに合体可能。
インペライザー
メタルモンスの発展型。
大戦末期に戦線に投入され、原典同様に再生能力と物量に任せた戦術により、ウルトラ戦士たちを大いに苦しめたとセブン21が新章で語っており、スペクターによるウルトラの星襲撃や皇帝空間にも登場した。
怪獣戦艦
怪獣の姿を模したエンペラ軍の巨大戦闘母艦。ウルトラ戦士を遥かに上回る超巨体を有し星間航行も可能であり、「大戦においてウルトラ戦士をもっとも苦しめた兵器」と称されている。アンドロメロスに登場した同名の兵器が原典。
陸軍戦闘母艦ドレンゲラン
エンペラ陸軍専用の怪獣戦艦。エンペラ軍最大の火力を誇る。
セントール星侵攻に使われ、宇宙警備隊関連の謎の隕石に集中攻撃するも完全破壊できず、スターフェニックスの起動を許してしまう。
海軍戦闘母艦サメクジラ
エンペラ海軍専用の怪獣戦艦。海戦を得意とする。
イーストン星侵攻にも使われた。
空軍戦闘母艦サタンモア
エンペラ空軍専用の怪獣戦艦。宇宙大空母とも称されている。
水星決戦で4大守護闘士のメタリウム光線、ワイドショット、バーニングプラズマ、ストリウム超光波による同時攻撃でダメージを受けた後、超闘士ウルトラマンのパンチで真っ二つにされた。
究極超獣戦艦Uキラーザウルス
新生エンペラ軍の怪獣戦艦。先の大戦で敗れた怪獣戦艦の後継艦にあたるが、対ウルトラ戦士用に特化しており、伸縮する4本の長大な触手、多連装ミサイルランチャー、巨大キャノン砲などを装備し、「“怪獣戦艦”などというもののレベルの代物ではない」とヤプールが豪語する程の圧倒的な火力と破壊力を有する。
四天騎星が搭乗することで真価を発揮し、ヤプールが艦全体の操縦、デスレムが火器による射撃、グローザムが触手の操作、メフィラスが機動性制御を担当。ヤプールのウルトラ戦士への怨念がエネルギー源であり、長年に渡り蓄積された強大な怨念が超闘士をも凌ぐ無限のエネルギーを与えている。最大の武器は胸部に搭載された究極怨念光線砲で、タロウやメフィラスですら防ぐのが精一杯という絶大な威力を誇る怨念光線を放つ。
実戦ではメフィラスは搭乗しなかった為、機動性は完全な状態ではなかったがヤプールは「特に問題はない」と述べ、「エンペラ軍最強の戦艦」の発言通り、四天騎星の切り札として起動するや瞬く間に皇帝空間における戦局を一変させ、ウルトラ戦士たちを窮地に追い込み、超闘士タロウとも互角以上に渡り合った。21が手にしたチャージスラッガーブレードでヤプールをコックピットごと切り裂いたことで崩壊しかけるも、ヤプールの極限の憎しみによってエネルギーを増大させて踏みとどまり、ほぼ内部の骨組みだけの状態となりながらも稼働し怨念光線を放ち続けたがヤプール王には全く効かず、ヤプール諸共に粉砕された。

### ダークベンゼン軍
ダークベンゼン
ベンゼン星人を束ねる王。装鉄鋼はソウルブレストを着用。
ウルトラマンとエンペラの最終決戦で次元が歪んだ影響で出現。ゼアス以外のウルトラ戦士を魔石の力で魔岩石に封印してしまう。
ガシャポンは鎧伝パート2にて、フルカラーで発売。ソウルブレストはゼットンIIの腕部装甲、メフィラスIIの脚部装甲、エレキングIIの胸部装甲を用いることで再現可能。
メフィラス星人II、ゼットンII、エレキングII
ダークベンゼン配下の闘士たち。ダークベンゼンと同じく、鎧はソウルブレストを着用。
いずれもウルトラ戦士の仲間の闘士とは別個体で原作のテレビシリーズに登場した「二代目（エレキングは再生）」がモチーフで組み合わせは出光石油のCMでベンゼン星人が率いていた怪獣軍団に由来（ゴモラは未登場）する。
メフィラスIIはマンダリン草がモチーフの鞭、ゼットンIIは角がモチーフの二本一組の片刃剣、エレキングIIは角がモチーフの刺又を装備。
ガシャポンは鎧伝パート2でリリース。
ゴルザ、メルバ
ダークベンゼンの配下怪獣たち。
遺跡を訪れたゼアスを襲撃する。
ガシャポンは鎧伝パート2でリリース。

### OVA
彗星戦神ツイフォン
声：梁田清之
何万年もの間、怪彗星ツイフォンとして宇宙を彷徨い続けながら軌道上の惑星を破壊し続けていた生命体。破壊本能の塊とも言うべき存在で、本人の破壊および旅の目的はないという。全身から発する真空波、様々なエネルギーを吸収する能力を持ち、戦闘形態では鎌状の両腕を主体とし、人型のスーパーツイフォンの際は両腕を合わせた状態から光線を発射。
地球へと向かう途中、彗星破壊の任務を帯びたタロウたちと邂逅し、超闘士タロウのストリウム超光波を受けて彗星は爆発するが、核であるツイフォンコクーンは無事であり、怪獣型に変身。タロウたちを倒して地球へと侵入し、ウルトラマンとメフィラスの試合に乱入。ウルトラマンを自身の相手に選び、ウルトラマンの誘導で月面で交戦。途中参戦したメフィラスの超魔光閃を受けた直後に、ウルトラマンのパンチで腹部を貫かれ、スペシウム超光波も浴びて、一度は沈黙するが、スーパーツイフォンに変身して、ウルトラマンたちを倒す。その後、地球を新たな彗星にしようとし、その影響で地球全体に火山の噴火や竜巻、大津波が生じ、阻止しに来たセブンたちも圧倒。捨て身のパワーアップを行ったメフィラスに誘き出され、月に再び赴き、メフィラスと交戦。メフィラス亡き後はウルトラマンと再戦し、カラータイマーを破壊するが、人々の祈りにより出現したデルタスターを纏ったことでウルトラマンは復活。再びカラータイマーを破壊しようとするも、逆に右腕と頭部を破損。吸収できないほどの威力と化したスペシウム超光波を浴びて消滅した。
漫画版ではエンペラ星人編での回想内において、通常のツイフォンが描かれた。
『ウルトラマン』第25話「怪彗星ツイフォン」での「3026年7月2日午前8時5分にツイフォンが次に地球に衝突する」という設定を元にしており、皮膚の模様や背中の羽など彗星怪獣ドラコに似ている点が多い（第1形態は顔つきを除けばほぼドラコそのもの）。
どちらの姿も、大型アイテム「フルカラークロス」にて発売された。

### ハンター
影道騎士ダークシャドー（えいどうきしダークシャドー）
ハンター軍団の一員で仮面の戦士。
ハンターキリエロイド、ハンターイルド、ダークラーと暗黒合身することでアイアンシャドーになる。
ハンター軍団はいずれも幻のパート3用に企画されたキャラクターたちであり、アイアンシャドーはシリーズ初の4体合体になるはずだった。
ダークラー
ハンター軍団の一員。
頭部・胴体・尻尾付きの背中・右腕・左腕・右足・左足の7つものパーツで構成される大型怪獣になる予定だった。
アイアンシャドーにおいては胴体以外の部分が使用され、背中と足は同じ部位に腕はダークシャドーの兜に左右の角として、頭部は胸部に装着。
ハンターキリエロイド
ハンター軍団の一員。
右腕に四門の大型ガトリングを装備。
アイアンシャドーにおいては右腕の大型ガトリングを構成。
ハンターイルド
ハンター軍団の一員。
左腕に大型の剣を装備。
アイアンシャドーにおいては左腕の大型剣を構成。

### その他
大会の観客といったモブキャラとしてウルトラシリーズの怪獣・宇宙人が多数姿を見せており、オイルドリンカーとアストロモンス、ザキラとバル、ロボネズとエリカ、乙姫と怪竜、メイツ星人とムルチなど原作で同じエピソードに登場したり、何らかの関連がある者同士が近い席に座っていることも多い。『ウルトラマンUSA』のウルトラウーマンベスとウルトラマンチャックも観客として登場した。
ウルトラシリーズ以外の円谷作品に登場したキャラクターの姿も描かれていることがあり、前述したピッコロ星の生息怪獣以外では『ミラーマン』のアイアン、『ジャンボーグA』のアンチゴーネ、『ザ・ウルトラマン』のジャッカル大魔王とファイタス、レッドマン（初代ウルトラマンの没デザインのうちの一つ）が確認できる。
完全版の巻末ではコスモスやCREW GUYSの面々など連載以降に放送された作品のキャラクターが登場し、各巻の裏表紙には『初代』から『A』までの各女性キャラクターが描かれている。

## オリジナル設定

### メフィラス大魔王編
銀河最強武道会
銀河の覇者を決める格闘トーナメント。
武器の使用は認められているが試合中にエネルギー回復アイテムの使用は禁じられている。第1回・2回大会までは予選も兼ねていたが第3回大会からは先のヤプール大戦の戦士たちが大勢参加していることから、予選はバトルロイヤルに変更。第4回大会予選は銀河系の各地で地方予選が行われた。
大規模な格闘大会ゆえに悪しき野望に利用されて混沌と化す。
第1回大会は銀河連邦主催で優勝者は闘士ウルトラマン。第2回大会はミスターヤンド主催で優勝者はメフィラス大魔王。第3回大会はウルトラの父主催で開催されたが優勝者は決まらなかった。第4回大会もウルトラの父主催で開催され、優勝者は闘士ウルトラマンメビウス。また、第4回大会会場には第1回大会優勝者のウルトラマンと第2回大会優勝者のメフィラスの胸像が飾られている。
惑星C-93
第1回銀河最強武道会が開催された惑星。銀河連邦の首都がある。
名称の元ネタはカードダスの頭文字のCとシリーズ開始の1993年。
超闘士（ちょうとうし）
銀河に伝わる最強の戦士。
暗黒の宇宙を光で満たし、星をも一撃で砕くとされ、発動時の身体は黄金色に包まれる。ウルトラマンとタロウが超闘士に覚醒し、ネオスとメビウスも超闘士の素質があると言われている。
ただし、超闘士は3分間しか維持することができず、3分以上超闘士でいると身体の組織がボロボロになり、死に至ってしまう。それを回避するにはウルトラホーンもしくはウルトラクラウンを用いる必要があり、それらを用いて、超闘士化した際は頭部の角のほうに超闘士のエネルギーが貯蔵・制御され、半永久的に超闘士の力を使うことが出来るようになる。黄金の輝きも角のみとなり、ウルトラホーンの場合は巨大な角にもなる。
ウルトラマンは初めて超闘士になった際はその力をコントロール出来ず、死んでしまったが復活後はコントロール術を身に付けたことにより、超闘士状態を解くことも可能になった。タロウは超闘士のコントロールも含めた特訓をメフィラスから施された。
新章ではウルトラマンとタロウ以外のウルトラ兄弟はダイダラメカでの修行に励んだ際、超闘士になるには素質が必要であることに気づいたために超闘士にはなれなかったが攻撃の一瞬のみ力を最大限に高めることで超闘士級の力を発揮することが可能になった。
闘士（ファイター）
極限まで鍛えられた身体に装鉄鋼を纏った戦士の敬称。
ただ単に鎧や武器を纏ったものは闘士とは呼ばれず、怪獣の場合は武装怪獣と呼ばれる。メフィラスやヤプール軍のように装鉄鋼を纏いながらも闘士を名乗らないものもいる。
装鉄鋼（メタルブレスト）
闘士が用いる鎧。
防御がメインだが中には攻撃に使えるギミックもある。ウルトラ戦士用のものは地球製で各特捜チームから贈られており、カラータイマーをガードするのが本来の目的。ウルトラマンとタロウは第3回銀河最強武道会では新装鉄鋼（ニューメタルブレスト）を纏う。ヤプール軍は異次元パワーを制御するために着用し、普段は別のアイテムに擬態させている。
ハイパーエネルギー
一時的に浴びた者に強力なパワーを与えるエネルギーであり、それによって、異様なまでにパワーアップした姿をハイパー化と呼ぶ。
しかし、鍛えて鍛えてない者が浴び続けると身体機能が暴走し、死の危険すら伴う。
ゼットン、メフィラス、ウルトラマンの3人が使用し、ウルトラマン以外はハイパー化に用いた。
ハイパーマザロンやハイパーヤプールはハイパーエネルギーではなく、異次元パワーを用いて、ハイパー化を行う。
ダイモード・クリスタル
キング星に存在するエネルギー宝玉。
ウルトラ戦士の身体を超活性化させるほどの大エネルギーを秘めており、超圧力で圧縮することで完成する。
モデルは『ウルトラセブン』第40話に登場したダイモード鉱石。
惑星S-40
ガッツブラザーズがレオ兄弟に捕えられるまで滞在していた惑星。

### ヤプール編
惑星Q-49
第2回銀河最強武道会が開催された惑星。
名称の元ネタは女ヤプールのQ歯科医院をもじったもの。
エネルギー電磁光（でんじこう）
第2回銀河最強武道会のリングに設置されたシステム。
五千万ルパークゆえに触れれば黒焦げになるほどの威力がある。目には見えず、激突時にのみ可視光線となる。上空は三百メートルまで上昇可能。
ヤンドとマザロンの自作自演により「観客の安全と選手たちが力を出しやすくする」という名目の元にベスト8から展開された。マザロンがハイパー化した際に生じたエネルギーをもってしても破れなかったがそのおかげで観客に被害は出ずにすむと皮肉にも建前上の「観客の安全」に繋がった。
イメージバトル
互いの掌を合わせることで行う精神世界での仮想戦闘。
第2回銀河最強武道会において、ウルトラマンとのデスマッチを棄権したセブンのためにウルトラマンが行い、結果はセブンの敗北で終わり、イメージバトルの反動で疲労してもいる。
ハイパーエネルギーの牢獄
メフィラス星にある牢獄でメフィラス星人の頭部を模した杖の形をしている。
ハイパーエネルギーが充満することで超高温と超重力が生じた空間が中にあり、常人ならば1時間も経たずに音を上げる。
メフィラスはこの牢獄で2ヵ月籠っての修行でハイパーエネルギーの制御に成功。メフィラス長老の許可を貰ったウルトラマンは3ヵ月も籠っての修行でハイパーエネルギーの制御に加え、メフィラス星人特有のテレパシーの使用も可能となった。
超空間爆弾
惑星の半分を吹き飛ばす威力を持った爆弾。
ヤプール軍が超闘士抹殺のために第2回銀河最強武道会リング下に設置。ウルトラマンとメフィラスに追い詰められたマザロンはこの爆弾を起動させて、観客を人質にすることでウルトラマンとメフィラスに反撃を行うがウルトラマンとメフィラスの連携による超テレポーテーションでリングごと無人の惑星に移動させられ、人質作戦は無効化した上、ウルトラマンが爆発のエネルギーを体内に取り込んだことで超闘士に覚醒を果たすことになった。
ホークウェポン
ノタニー博士が設計し、ウルトラ警備隊が開発したセブン専用装備。
ウルトラホークをモチーフとしており、トランスポーターにもなる戦闘機モードと戦闘時の武器モードの2つの形態を持つ。セブン専用装備ゆえにセブン以外が使用した場合は負担が大きい。
ヤプール大戦において開発され、最終決戦で全機失われたが後に再生産・改修をされて、ツイフォンとの戦いで用いられた。改修後はライザーGを初めとした地球人チームの巨大ロボットの装備としても用いられるようになった。
惑星TM-27
タロウとメフィラスが修行を行った惑星。
文明レベルが低い星であり、ブラックピジョンと組まされたヤプールコマンドたちはこの星の侵攻を行うことになったがブラックピジョンの裏切りと修行中のタロウにより失敗。援軍を連れて戻ってきたが超闘士になったタロウによって援軍も壊滅させられた上、メフィラスのテレパシーにより、ヤプールの本拠地がメビウス星にあることを知られるはめになった。
メビウス星
ヤプールの本拠地でマイナス宇宙に存在する惑星。特定の宇宙座標から超光速で突入して初めて到達できる。
星の内部には無数の次元のリングで構成された次元回廊、超獣の怨霊が漂っている暗き闇の淵、多くの神殿とテリブルゲートが配置された輝きの間がある。
タロウがテリブルゲートを破壊した余波でメビウス星も消滅した。
サンド星
星全体が砂漠の惑星。
ヤプール大戦では宇宙最大の激戦区となり、ヤプール軍幹部のバラバとの戦いも行われた。
リーズ星
星全体が氷の惑星。
ヤプール大戦ではヤプール軍幹部のアンチラ星人によるセブン抹殺の地に選ばれ、捕らえられていた本物のジャックもこの星に幽閉されていた。
ヒール星
ヤプール大戦時には多くの避難民が集まった惑星であり、エース、グレート、エースキラーたちもこの星の警備に当たっていた。ヤプール軍幹部のアプラサールことアプラサとの戦いの地にもなった。
テリブル・ゲート
ヤプールがメビウス星で長年の時を費やして開発した次元融合装置。
ヤプールはテリブル・ゲートからヤプール次元の異次元エネルギーを三次元宇宙に流し込むことで三次元宇宙をヤプール次元と同じ環境に変えて、滅び行く故郷を救おうとした。完全に開いた後、ヤプールにエネルギーを送り込んでいたがヤプールがタロウから受けたダメージの影響でゲートは暴走してしまい、ヤプール次元の滅亡を加速させてしまうがタロウのコスモミラクル光線でゲートが破壊されたことでヤプール次元の完全崩壊は免れた。
ヤプール次元
ヤプールの故郷の次元。
超高温・超重力・猛毒性の大気で覆われており、弱肉強食を体現した世界。超獣は当初は侵略用ではなく、ヤプール次元で生き延びるための生体改造だった。
滅亡が決まったことから首領ヤプールはテリブル・ゲートを開発し、そのために第2回銀河最強武道会とヤプール大戦を用いたがタロウとの戦いでテリブル・ゲートを破壊され、ヤプールも改心したことで侵略以外の方法で故郷を救うことにした。
新章において、ヤプール次元の復興が始まっており、タロウの名はヤプール次元の子供も知っている英雄として語り継がれている。
交信用マント（正式名称不明）
ウルトラマンが精神体の際に着用したマント。
キングのウルトラマントに酷似しており、左の肩当てにキングが力を送り込むことで短時間であるが遠くにいる人物の前に着用者の姿を映し出して会話を行うことができる。なお、着用前のウルトラマンの身体は霊体ゆえに青白かったが着用後は生前同様の状態になっていた。
ウルトラ魂
ウルトラマン曰く「皆の宇宙を守り抜きたいという使命感」
ウルトラマンからウルトラ魂を教えられたタロウは後にネオスと21にもウルトラ魂を教えた。

### ゴーデス編
パワード流派
パワードが創設した拳法。
自分の精神を極限まで鍛え上げ、肉体の強さのみならず、魂の強さまでも追求している。打倒ゴーデスのために編み出された。
ゴーデスとの戦いが終わった後は宇宙警備隊に協力し、西銀河でエンペラ軍と交戦している。
プロテクトフォーメーション
第3回銀河最強武道会の観客席をシェルターに変形させる機能。
リモコンはレフリーの頭文字のRが刻まれたバッジの形状をしており、ゾフィーが左胸に身に着けている。
ゴーデスの存在を思い出したウルトラの父の指示により起動させ、観客たちを守った。なお、シェルター内ではタロウに扮した万丈アナとキングに扮したノタニー博士による準決勝予想試合が展開された。
ウルトラクラウン
ウルトラマンが使用するウルトラホーン。
ウルトラの父やタロウのようなウルトラホーンを持たないウルトラマンが超闘士の持つ膨大なエネルギーを貯蔵・制御し、半永久的に超闘士状態になれるようにするための装備。キングと共に開発し、太陽神の内部で精錬されていた。普段はアームレットの形で左腕に装着されており、使用時はヘッドギア状に変形させ、頭部両側部に装着する。
2大魔神戦とツイフォン戦で破壊されたことがあり、修復は早くても1ヵ月かかった。
『ウルトラマンタロウ』第51話に登場したアイテムと同名だが全くの別物。
海魔星
ゴーデスの本拠地
コダラーの卵が隠されており、2大魔神との戦いの地にもなった。
邪生鋼（エビルブレスト）
ゴーデスが生み出した生体鎧。
ゴーデスマークに触れた装着者を強制的に乗っ取り、装着者を変えることも可能。
重装鉄鋼（ダブルブレスト）
ゴーデス細胞への対策として開発された装鉄鋼。
ノタニー博士の設計・開発による超鏡クリスタルで作られたエネルギー増幅メタルから発する光でゴーデス細胞を無力化。さらにゴーデス細胞以外の身体を外部から侵す効果にも有効なことから絶命光線にも対処できる。ウルトラ戦士が用いる場合はウルトラ戦士が元々持っている光の力も増幅して使用。
ガシャポンではエネルギー増幅メタルはメッキパーツで再現された。
デルタスター
超闘士ウルトラマンが超闘士を超えた超闘士の力を発したときに出現するカラータイマーで宇宙伝説の永遠の命と呼ばれている。
ウルトラマングレートの変身アイテムであるデルタ・プラズマーに酷似。

### OVA
超エネルギー増幅装置
ハイパー化以上のパワーアップを可能とする装置で使用時は胸部に装備。
副作用で死に至る危険性を備えている為、悪魔の発明と呼ばれるようになった。
メフィラスがツイフォンを倒すために使用。

### エンペラ星人編
EXキューブ（エネルギーエックス キューブ）
莫大かつ高純度のエネルギーを貯蔵するキューブ型アイテム。
銀河最大といわれる発明で宇宙規模の文明の発展を促したがエンペラ軍がメタルモンスのエネルギーとして軍事利用し、彼らが宇宙制覇を再開する契機ともなってしまった。ウルトラ戦士は回復手段としても使っている。
ガシャポンではPART11までのバトルキューブから変更・付属。
セントール星
東西南北のどこにも属さない田舎星。
ウルトラキーが隠されていた。
守護闘士（しゅごファイター）
東西南北の各銀河のリーダーを務める闘士ウルトラ戦士の敬称。
守護闘士用の装鉄鋼は各自毎にデザインは異なるもマント付きの黄金鎧であることは共通している。
銀河遊撃隊
エンペラ軍に対抗すべく、宇宙警備隊が結成した特殊部隊。
隊長のウルトラマンとネオスと21の2大隊員で構成されており、スターフェニックスで各銀河を駆け巡って、エンペラ軍と交戦。次元通信機は銀河遊撃隊のエンブレムを模している。
スターフェニックス
ワモート博士が設計した銀河遊撃隊専用の超光速銀河遊撃艇。モチーフは流星マーク。
艇内には操縦室の他に対戦も可能な訓練室もある。
暗黒セブン21が艇内でウルトラキーを使用したことで壊れてしまうが設計者のワモート博士の手で修復され、ノタニー博士の案により、武装や駆動性に改修が施された。
玩具では激闘要塞スターフェニックスの名称で発売。基本形態の飛行モード、要塞形態の突撃要塞モード、1号機・2号機・3号機からなる分離モード、1号機と2号機が合体した突撃戦闘機モードを持つ。
イーストン星
東銀河にある海の惑星。
ウルトラベルが隠されていた。
ウルトラミラー
ウルトラキーとウルトラベルと同じウルトラの星の三大秘宝である鏡。
普段は異空間に隠されており、使用するためには東西南北の4大守護闘士が同じ場に集結しなければならない。それゆえに幻の鏡と呼ばれている。ウルトラキーの光線も跳ね返せる防御力の高さに加え、その者の本当の心を映し出す効果も持つ。
ネオスはウルトラミラーを用いて、暗黒セブン21の心に語りかけて、正気に戻すことに成功した。

### 鎧伝
G-ウェポン
地球人チームが開発した巨大ロボット。
ホーク・ウェポンや専用の鎧を装備することが出来る。
ウルトラクロス
ウルトラの星の三大秘宝の本来の姿にして、超古代ウルトラ人が製作した伝説の鎧。
装着した者の力を究極まで高めることが出来る。
ウルトラマンとエンペラの最終決戦において、2つに分かれ、両者に装着された。
太陽の棺
ウルトラクロスをウルトラの星の三大秘宝に戻すための棺
ソウルブレスト
ダークベンゼン軍団の闘士たちが使用する鎧。
身に着けた者の精神力でパワーアップする効果を持つ。

### 新章
天騎甲（エンブレスト）
新生エンペラ軍の闘士が用いる装鉄鋼。
これを持つ者はエンペラ軍の本拠地である皇帝空間に自由に出入りすることが可能となる。また、四天騎星の天騎甲はエンペラが自身のために作成した至高の鎧を4つに分割し、彼らに下賜した特別製であり、四天騎星が敗れた後に1つに戻り、エンペラが纏った。
皇帝空間
新生エンペラ軍の本拠地。
その実態は宇宙の歪みから生じたアストロクレバス。最上部には大地を作って、居城を構えており、最下層は暗黒の淵と呼ばれる無明地獄になっている。
最終決戦でエンペラが敗れ去った後、彼と共に消滅した。
ネオメビューマー
CREW GUYSがゾフィーの依頼を受けて開発した次元跳躍装置
GUYSのドキュメントに記録されている異次元怪獣や超獣のデータが反映されており、ヒカリが加わったことでより高性能になった。名称の由来は皇帝空間に行ったことのあるネオスとメビウス。転送可能人数は12人で一度使うと1年は使用できない。
ダイダラメカ
地球防衛チームがCREW GUYSのドキュメントを元に開発した時間装置。
ダイダラホーシの時間移動能力を用いたもので時間の流れを変えることで短期間で長い時間を過ごすことができる。装置自体もダイダラホーシの頭部がモチーフ。
かつての宇宙警備隊秘密特訓場を都市郊外秘密施設にカモフラージュした上で設置され、ウルトラ兄弟は短期間で大幅なパワーアップを果たし、新生エンペラ軍とも渡り合えるようになった。
惑星UM-33
新章エピローグでウルトラマンとメフィラスが対戦の場に選んだ惑星。

## OVA
1996年9月25日発売。時系列としては、ゴーデス編終了後からエンペラ星人編の間に位置付けられている（重装鉄鋼やデルタスター、エンペラ星人編におけるメフィラス大魔王の描写など）。
これまでウルトラシリーズの現像を担当していた東京現像所が製作にかかわった最後のシリーズとなった（本作品以降の現像所はIMAGICAである）。
2014年12月にはガチャポンの復刻版14体を特典に同梱したDVD版が限定で販売され、2017年11月には期間限定でウルトラチャンネル内にて4話に分割され配信されている。

### ストーリー
宇宙警備隊により宇宙が平和統合され数十年経った地球暦3026年。地球では地球の銀河連邦加入100周年を記念して闘士ウルトラマンとメフィラス大魔王との試合が行われていた。そのころ、闘士ウルトラマンタロウたちは地球に向かっている彗星ツイフォンの破壊に赴くが、生命体だったツイフォンの前に敗北してしまう。地球に到着した彗星戦神ツイフォンはウルトラマンたちと戦い、スーパーツイフォンに変身したことで、ウルトラマンをも倒した。地球を新たな彗星にしようとするツイフォンにフルアーマー闘士ウルトラセブンたちも立ち向かうが、歯が立たず、エネルギー増幅装置で命と引き換えのパワーアップを行ったメフィラスは戦死してしまう。意識を取り戻したウルトラマンはメフィラスの戦いを無駄にしないためにもツイフォンに再び挑み、人々の祈りで出現したデルタスターを纏い、ツイフォンを倒した。戦い終えたウルトラマンは、メフィラスの亡骸を抱えながら、メフィラスが命と引き換えに守った地球を見つめるのだった。

### スタッフ
- 監修 - 円谷一夫
- 監督 - アミノテツロー
- 脚本 - 瑳川竜
- 演出・絵コンテ - 西森章
- キャラクターデザイン - 大平直樹
- メカデザイン - 堀井敏之
- 作画監督 - 山本郷
- 美術監督 - 勝又激
- 撮影監督 - 宇津畑隆
- 音楽 - 池毅、戸塚修
- 音響監督 - 岩浪美和
- プロデューサー - 青山高、斉藤満春、久保聡、梅崎浩志
- アニメーションプロデューサー - 南喜長、渡辺正
- アニメーション制作 - 円谷プロダクションアニメーション制作室
- 製作協力 - バンダイ、バンダイビジュアル
- 製作 - 円谷プロダクション

### 主題歌
オープニングテーマ「超闘士ウルトラマン」（スーパーファイターウルトラマン）
作詞 - 青木久美子 / 作曲 - 池毅 / 編曲 - 戸塚修 / 歌 - 前田達也
エンディングテーマ「do do la do」
作詞 - 須藤ひとみ、青木久美子 / 作曲・編曲 - 高橋竜 / 歌 - 須藤ひとみ
実際に本編エンディング部分（映像はエピローグ展開を見せるアニメとスタッフクレジット）で流れたのはOPと同じ「超闘士ウルトラマン」（ただし流れたのはOPと違い2番）。アニメ終了後、本編のダイジェスト編集による「do do la do」のPV的な映像が流れる構成となっていた。

## ゲーム版
ゲームボーイ用ソフトとして1994年8月26日にエンジェルより発売。物語は原作の「メフィラス編」を忠実に再現しており、ウルトラマンが打倒ゼットンのための修行を終えて星に帰るところからメフィラスを倒すところまでのストーリーとなっている（イージーモードではその前のハイパーゼットンまで）。キャラクターはウルトラマンのみ使用可能で、基本的には横スクロールのアクションゲームだが、星と星を行き来する宇宙空間はシューティングゲーム、ボス戦は対戦型格闘ゲームとなっている。また、クリアするとボス戦のみを選べるモードも出現する。
操作は「十字キー左右で移動、下でしゃがむ」「Aボタンでジャンプ」「Bボタンでパンチ」とシンプル。必殺技はBボタンの溜め撃ちで発動し、下のゲージに表示される溜め時間によって、百烈拳、八つ裂き光輪、スペシウム光線が使用可能となり、MAXゲージ＋コマンドでスペシウムアタックを出せるようになる。また、特殊技として下＋Aボタンでバリアーを張ることができる。